# Меч за звање шампиона света у шаху 2013.
Меч за звање шампиона света у шаху 2013. (53. у историји шаха) је меч између Индијца Вишванатан Ананда (браниоца титуле са Меча за звање шампиона света у шаху 2012.) и Норвежанина Магнуса Карлсена (тренутно првопласираног на ранг листи ФИДЕ и победника Турнира кандидата 2013) како би се одредио светски првак. Одржава се под окриљем ФИДЕ у индијском граду Ченају. Церемонија отварања одржана је 7. новембра, а прва партија играла се 9. новембра.

## Светско првенство

### Предходни међусобни сусрети
Пре овог меча, од 2005. до 12. новембра 2013, Ананд и Карлсен одиграли су 32 партије један против другог по класичном темпу игре, од којих је Ананд добио 6, Карлсен 3, уз 23 ремија.
| Међусобни однос Ананд — Карлсен 34½ : 30½ | Међусобни однос Ананд — Карлсен 34½ : 30½ | Међусобни однос Ананд — Карлсен 34½ : 30½ | Међусобни однос Ананд — Карлсен 34½ : 30½ | Међусобни однос Ананд — Карлсен 34½ : 30½ | Међусобни однос Ананд — Карлсен 34½ : 30½ |
|                                           |                                           | Анандове победе                           | Реми                                      | Карлсен победе                            | Укупно                                    |
| ----------------------------------------- | ----------------------------------------- | ----------------------------------------- | ----------------------------------------- | ----------------------------------------- | ----------------------------------------- |
| Класично                                  | Ананд (бели)                              | 2                                         | 12                                        | 0                                         | 14                                        |
| Класично                                  | Карлсен (бели)                            | 4                                         | 11                                        | 3                                         | 18                                        |
| Класично                                  | Укупно                                    | 6                                         | 20                                        | 3                                         | 32                                        |
| Блиц рапид егзибиције                     | Блиц рапид егзибиције                     | 9                                         | 16                                        | 8                                         | 33                                        |
| Укупно                                    | Укупно                                    | 15                                        | 39                                        | 11                                        | 65                                        |

### Меч
Меч између Ананда и Карлсена одржат ће се у хотелу Хајат Риџенси Ченај од 9. до 26. новембра 2013. под окриљем ФИДЕ. Заказано је 12 партија (1 дневно) уз дан одмора након 2, 4, 6, 8, 10. и 11.партије. Ако коначни резултат буде нерешен, додатне партије играт ће се 28. новембра.
Играчи ће имати 120 минута за првих 40 потеза, 60 минута за идућих 20 потеза и 15 минута за остатак партије уз додатак од 30 секунди по потезу почевши након 61. потеза. Додатне партије, ако буду потребне, играт ће се прво
четири партије по рапид темпу, што значи 25 минута по играчу и 10 секунди додатка за сваки одиграни потез. Уколико ни ово не буде довољно, уследиле би две брзопотезне партије где би сваки супарник имао 5 минута плус 3 секунде за партију. Ако је и даље неодлучно, следе још две такве партије, па тек онда такозвана Армагедон партија, у којој бели има пет минута, а црни четири, али бели мора побиједити, а црном је за успех довољан и реми.

### Табела меча
| Учесник               | Рејтинг               | 1   | 2   | 3   | 4   | 5   | 6   | 7   | 8   | 9   | 10  | 11 | 12 | + | − | = | Бодови |  |
| Вишванатан Ананд      | 2775                  | ½   | ½   | ½   | ½   | 0   | 0   | ½   | ½   | 0   | ½   | -  | -  | 0 | 3 | 7 | 3½     |  |
| Магнус Карлсен        | 2870                  | ½   | ½   | ½   | ½   | 1   | 1   | ½   | ½   | 1   | ½   | -  | -  | 3 | 0 | 7 | 6½     |  |
| ECO                   | ECO                   | A07 | В18 | A07 | C67 | D31 | C65 | C65 | C67 | E25 | B51 |    |    |   |   |   |        |  |
| Број потеза у партији | Број потеза у партији | 16  | 25  | 51  | 64  | 58  | 67  | 32  | 33  | 28  | 65  |    |    |   |   |   |        |  |

### Raspored
| Партија              | Датум        | Ананд                 | Карлсен               | Стање                 |
| -------------------- | ------------ | --------------------- | --------------------- | --------------------- |
| Церемонија отварања  | 7. новембар  |                       |                       |                       |
| 1.                   | 9. новембар  | ½                     | ½                     | ½ : ½                 |
| 2.                   | 10. новембар | ½                     | ½                     | 1 : 1                 |
| 3.                   | 12. новембар | ½                     | ½                     | 1½ : 1½               |
| 4.                   | 13. новембар | ½                     | ½                     | 2 : 2                 |
| 5.                   | 15. новембар | 0                     | 1                     | 2 : 3                 |
| 6.                   | 16. новембар | 0                     | 1                     | 2 : 4                 |
| 7.                   | 18. новембар | ½                     | ½                     | 2½ : 4½               |
| 8.                   | 19. новембар | ½                     | ½                     | 3 : 5                 |
| 9.                   | 18. новембар | 0                     | 1                     | 3 : 6                 |
| 10.                  | 22. новембар | ½                     | ½                     | 3½ : 6½               |
| 11.                  | 24. новембар |                       |                       |                       |
| 12.                  | 26. новембар |                       |                       |                       |
| Разигравање          | 28. новембар | ако резултат буде 6-6 | ако резултат буде 6-6 | ако резултат буде 6-6 |
| Церемонија затварања | 28. новембар |                       |                       |                       |

## Партије

#### 1. партија
|   | a | b | c | d | e | f | g | h |   |
| 8 | a8 black rook · d8 black queen · f8 black rook · g8 black king · a7 black pawn · b7 black pawn · e7 black pawn · f7 black pawn · g7 black bishop · h7 black pawn · c6 black pawn · g6 black pawn · c5 white pawn · d5 black knight · f5 black bishop · c4 black knight · d4 white pawn · b3 white queen · c3 white knight · f3 white knight · g3 white pawn · a2 white pawn · e2 white pawn · f2 white pawn · g2 white bishop · h2 white pawn · a1 white rook · c1 white bishop · f1 white rook · g1 white king | a8 black rook · d8 black queen · f8 black rook · g8 black king · a7 black pawn · b7 black pawn · e7 black pawn · f7 black pawn · g7 black bishop · h7 black pawn · c6 black pawn · g6 black pawn · c5 white pawn · d5 black knight · f5 black bishop · c4 black knight · d4 white pawn · b3 white queen · c3 white knight · f3 white knight · g3 white pawn · a2 white pawn · e2 white pawn · f2 white pawn · g2 white bishop · h2 white pawn · a1 white rook · c1 white bishop · f1 white rook · g1 white king | a8 black rook · d8 black queen · f8 black rook · g8 black king · a7 black pawn · b7 black pawn · e7 black pawn · f7 black pawn · g7 black bishop · h7 black pawn · c6 black pawn · g6 black pawn · c5 white pawn · d5 black knight · f5 black bishop · c4 black knight · d4 white pawn · b3 white queen · c3 white knight · f3 white knight · g3 white pawn · a2 white pawn · e2 white pawn · f2 white pawn · g2 white bishop · h2 white pawn · a1 white rook · c1 white bishop · f1 white rook · g1 white king | a8 black rook · d8 black queen · f8 black rook · g8 black king · a7 black pawn · b7 black pawn · e7 black pawn · f7 black pawn · g7 black bishop · h7 black pawn · c6 black pawn · g6 black pawn · c5 white pawn · d5 black knight · f5 black bishop · c4 black knight · d4 white pawn · b3 white queen · c3 white knight · f3 white knight · g3 white pawn · a2 white pawn · e2 white pawn · f2 white pawn · g2 white bishop · h2 white pawn · a1 white rook · c1 white bishop · f1 white rook · g1 white king | a8 black rook · d8 black queen · f8 black rook · g8 black king · a7 black pawn · b7 black pawn · e7 black pawn · f7 black pawn · g7 black bishop · h7 black pawn · c6 black pawn · g6 black pawn · c5 white pawn · d5 black knight · f5 black bishop · c4 black knight · d4 white pawn · b3 white queen · c3 white knight · f3 white knight · g3 white pawn · a2 white pawn · e2 white pawn · f2 white pawn · g2 white bishop · h2 white pawn · a1 white rook · c1 white bishop · f1 white rook · g1 white king | a8 black rook · d8 black queen · f8 black rook · g8 black king · a7 black pawn · b7 black pawn · e7 black pawn · f7 black pawn · g7 black bishop · h7 black pawn · c6 black pawn · g6 black pawn · c5 white pawn · d5 black knight · f5 black bishop · c4 black knight · d4 white pawn · b3 white queen · c3 white knight · f3 white knight · g3 white pawn · a2 white pawn · e2 white pawn · f2 white pawn · g2 white bishop · h2 white pawn · a1 white rook · c1 white bishop · f1 white rook · g1 white king | a8 black rook · d8 black queen · f8 black rook · g8 black king · a7 black pawn · b7 black pawn · e7 black pawn · f7 black pawn · g7 black bishop · h7 black pawn · c6 black pawn · g6 black pawn · c5 white pawn · d5 black knight · f5 black bishop · c4 black knight · d4 white pawn · b3 white queen · c3 white knight · f3 white knight · g3 white pawn · a2 white pawn · e2 white pawn · f2 white pawn · g2 white bishop · h2 white pawn · a1 white rook · c1 white bishop · f1 white rook · g1 white king | a8 black rook · d8 black queen · f8 black rook · g8 black king · a7 black pawn · b7 black pawn · e7 black pawn · f7 black pawn · g7 black bishop · h7 black pawn · c6 black pawn · g6 black pawn · c5 white pawn · d5 black knight · f5 black bishop · c4 black knight · d4 white pawn · b3 white queen · c3 white knight · f3 white knight · g3 white pawn · a2 white pawn · e2 white pawn · f2 white pawn · g2 white bishop · h2 white pawn · a1 white rook · c1 white bishop · f1 white rook · g1 white king | 8 |
| 7 | a8 black rook · d8 black queen · f8 black rook · g8 black king · a7 black pawn · b7 black pawn · e7 black pawn · f7 black pawn · g7 black bishop · h7 black pawn · c6 black pawn · g6 black pawn · c5 white pawn · d5 black knight · f5 black bishop · c4 black knight · d4 white pawn · b3 white queen · c3 white knight · f3 white knight · g3 white pawn · a2 white pawn · e2 white pawn · f2 white pawn · g2 white bishop · h2 white pawn · a1 white rook · c1 white bishop · f1 white rook · g1 white king | a8 black rook · d8 black queen · f8 black rook · g8 black king · a7 black pawn · b7 black pawn · e7 black pawn · f7 black pawn · g7 black bishop · h7 black pawn · c6 black pawn · g6 black pawn · c5 white pawn · d5 black knight · f5 black bishop · c4 black knight · d4 white pawn · b3 white queen · c3 white knight · f3 white knight · g3 white pawn · a2 white pawn · e2 white pawn · f2 white pawn · g2 white bishop · h2 white pawn · a1 white rook · c1 white bishop · f1 white rook · g1 white king | a8 black rook · d8 black queen · f8 black rook · g8 black king · a7 black pawn · b7 black pawn · e7 black pawn · f7 black pawn · g7 black bishop · h7 black pawn · c6 black pawn · g6 black pawn · c5 white pawn · d5 black knight · f5 black bishop · c4 black knight · d4 white pawn · b3 white queen · c3 white knight · f3 white knight · g3 white pawn · a2 white pawn · e2 white pawn · f2 white pawn · g2 white bishop · h2 white pawn · a1 white rook · c1 white bishop · f1 white rook · g1 white king | a8 black rook · d8 black queen · f8 black rook · g8 black king · a7 black pawn · b7 black pawn · e7 black pawn · f7 black pawn · g7 black bishop · h7 black pawn · c6 black pawn · g6 black pawn · c5 white pawn · d5 black knight · f5 black bishop · c4 black knight · d4 white pawn · b3 white queen · c3 white knight · f3 white knight · g3 white pawn · a2 white pawn · e2 white pawn · f2 white pawn · g2 white bishop · h2 white pawn · a1 white rook · c1 white bishop · f1 white rook · g1 white king | a8 black rook · d8 black queen · f8 black rook · g8 black king · a7 black pawn · b7 black pawn · e7 black pawn · f7 black pawn · g7 black bishop · h7 black pawn · c6 black pawn · g6 black pawn · c5 white pawn · d5 black knight · f5 black bishop · c4 black knight · d4 white pawn · b3 white queen · c3 white knight · f3 white knight · g3 white pawn · a2 white pawn · e2 white pawn · f2 white pawn · g2 white bishop · h2 white pawn · a1 white rook · c1 white bishop · f1 white rook · g1 white king | a8 black rook · d8 black queen · f8 black rook · g8 black king · a7 black pawn · b7 black pawn · e7 black pawn · f7 black pawn · g7 black bishop · h7 black pawn · c6 black pawn · g6 black pawn · c5 white pawn · d5 black knight · f5 black bishop · c4 black knight · d4 white pawn · b3 white queen · c3 white knight · f3 white knight · g3 white pawn · a2 white pawn · e2 white pawn · f2 white pawn · g2 white bishop · h2 white pawn · a1 white rook · c1 white bishop · f1 white rook · g1 white king | a8 black rook · d8 black queen · f8 black rook · g8 black king · a7 black pawn · b7 black pawn · e7 black pawn · f7 black pawn · g7 black bishop · h7 black pawn · c6 black pawn · g6 black pawn · c5 white pawn · d5 black knight · f5 black bishop · c4 black knight · d4 white pawn · b3 white queen · c3 white knight · f3 white knight · g3 white pawn · a2 white pawn · e2 white pawn · f2 white pawn · g2 white bishop · h2 white pawn · a1 white rook · c1 white bishop · f1 white rook · g1 white king | a8 black rook · d8 black queen · f8 black rook · g8 black king · a7 black pawn · b7 black pawn · e7 black pawn · f7 black pawn · g7 black bishop · h7 black pawn · c6 black pawn · g6 black pawn · c5 white pawn · d5 black knight · f5 black bishop · c4 black knight · d4 white pawn · b3 white queen · c3 white knight · f3 white knight · g3 white pawn · a2 white pawn · e2 white pawn · f2 white pawn · g2 white bishop · h2 white pawn · a1 white rook · c1 white bishop · f1 white rook · g1 white king | 7 |
| 6 | a8 black rook · d8 black queen · f8 black rook · g8 black king · a7 black pawn · b7 black pawn · e7 black pawn · f7 black pawn · g7 black bishop · h7 black pawn · c6 black pawn · g6 black pawn · c5 white pawn · d5 black knight · f5 black bishop · c4 black knight · d4 white pawn · b3 white queen · c3 white knight · f3 white knight · g3 white pawn · a2 white pawn · e2 white pawn · f2 white pawn · g2 white bishop · h2 white pawn · a1 white rook · c1 white bishop · f1 white rook · g1 white king | a8 black rook · d8 black queen · f8 black rook · g8 black king · a7 black pawn · b7 black pawn · e7 black pawn · f7 black pawn · g7 black bishop · h7 black pawn · c6 black pawn · g6 black pawn · c5 white pawn · d5 black knight · f5 black bishop · c4 black knight · d4 white pawn · b3 white queen · c3 white knight · f3 white knight · g3 white pawn · a2 white pawn · e2 white pawn · f2 white pawn · g2 white bishop · h2 white pawn · a1 white rook · c1 white bishop · f1 white rook · g1 white king | a8 black rook · d8 black queen · f8 black rook · g8 black king · a7 black pawn · b7 black pawn · e7 black pawn · f7 black pawn · g7 black bishop · h7 black pawn · c6 black pawn · g6 black pawn · c5 white pawn · d5 black knight · f5 black bishop · c4 black knight · d4 white pawn · b3 white queen · c3 white knight · f3 white knight · g3 white pawn · a2 white pawn · e2 white pawn · f2 white pawn · g2 white bishop · h2 white pawn · a1 white rook · c1 white bishop · f1 white rook · g1 white king | a8 black rook · d8 black queen · f8 black rook · g8 black king · a7 black pawn · b7 black pawn · e7 black pawn · f7 black pawn · g7 black bishop · h7 black pawn · c6 black pawn · g6 black pawn · c5 white pawn · d5 black knight · f5 black bishop · c4 black knight · d4 white pawn · b3 white queen · c3 white knight · f3 white knight · g3 white pawn · a2 white pawn · e2 white pawn · f2 white pawn · g2 white bishop · h2 white pawn · a1 white rook · c1 white bishop · f1 white rook · g1 white king | a8 black rook · d8 black queen · f8 black rook · g8 black king · a7 black pawn · b7 black pawn · e7 black pawn · f7 black pawn · g7 black bishop · h7 black pawn · c6 black pawn · g6 black pawn · c5 white pawn · d5 black knight · f5 black bishop · c4 black knight · d4 white pawn · b3 white queen · c3 white knight · f3 white knight · g3 white pawn · a2 white pawn · e2 white pawn · f2 white pawn · g2 white bishop · h2 white pawn · a1 white rook · c1 white bishop · f1 white rook · g1 white king | a8 black rook · d8 black queen · f8 black rook · g8 black king · a7 black pawn · b7 black pawn · e7 black pawn · f7 black pawn · g7 black bishop · h7 black pawn · c6 black pawn · g6 black pawn · c5 white pawn · d5 black knight · f5 black bishop · c4 black knight · d4 white pawn · b3 white queen · c3 white knight · f3 white knight · g3 white pawn · a2 white pawn · e2 white pawn · f2 white pawn · g2 white bishop · h2 white pawn · a1 white rook · c1 white bishop · f1 white rook · g1 white king | a8 black rook · d8 black queen · f8 black rook · g8 black king · a7 black pawn · b7 black pawn · e7 black pawn · f7 black pawn · g7 black bishop · h7 black pawn · c6 black pawn · g6 black pawn · c5 white pawn · d5 black knight · f5 black bishop · c4 black knight · d4 white pawn · b3 white queen · c3 white knight · f3 white knight · g3 white pawn · a2 white pawn · e2 white pawn · f2 white pawn · g2 white bishop · h2 white pawn · a1 white rook · c1 white bishop · f1 white rook · g1 white king | a8 black rook · d8 black queen · f8 black rook · g8 black king · a7 black pawn · b7 black pawn · e7 black pawn · f7 black pawn · g7 black bishop · h7 black pawn · c6 black pawn · g6 black pawn · c5 white pawn · d5 black knight · f5 black bishop · c4 black knight · d4 white pawn · b3 white queen · c3 white knight · f3 white knight · g3 white pawn · a2 white pawn · e2 white pawn · f2 white pawn · g2 white bishop · h2 white pawn · a1 white rook · c1 white bishop · f1 white rook · g1 white king | 6 |
| 5 | a8 black rook · d8 black queen · f8 black rook · g8 black king · a7 black pawn · b7 black pawn · e7 black pawn · f7 black pawn · g7 black bishop · h7 black pawn · c6 black pawn · g6 black pawn · c5 white pawn · d5 black knight · f5 black bishop · c4 black knight · d4 white pawn · b3 white queen · c3 white knight · f3 white knight · g3 white pawn · a2 white pawn · e2 white pawn · f2 white pawn · g2 white bishop · h2 white pawn · a1 white rook · c1 white bishop · f1 white rook · g1 white king | a8 black rook · d8 black queen · f8 black rook · g8 black king · a7 black pawn · b7 black pawn · e7 black pawn · f7 black pawn · g7 black bishop · h7 black pawn · c6 black pawn · g6 black pawn · c5 white pawn · d5 black knight · f5 black bishop · c4 black knight · d4 white pawn · b3 white queen · c3 white knight · f3 white knight · g3 white pawn · a2 white pawn · e2 white pawn · f2 white pawn · g2 white bishop · h2 white pawn · a1 white rook · c1 white bishop · f1 white rook · g1 white king | a8 black rook · d8 black queen · f8 black rook · g8 black king · a7 black pawn · b7 black pawn · e7 black pawn · f7 black pawn · g7 black bishop · h7 black pawn · c6 black pawn · g6 black pawn · c5 white pawn · d5 black knight · f5 black bishop · c4 black knight · d4 white pawn · b3 white queen · c3 white knight · f3 white knight · g3 white pawn · a2 white pawn · e2 white pawn · f2 white pawn · g2 white bishop · h2 white pawn · a1 white rook · c1 white bishop · f1 white rook · g1 white king | a8 black rook · d8 black queen · f8 black rook · g8 black king · a7 black pawn · b7 black pawn · e7 black pawn · f7 black pawn · g7 black bishop · h7 black pawn · c6 black pawn · g6 black pawn · c5 white pawn · d5 black knight · f5 black bishop · c4 black knight · d4 white pawn · b3 white queen · c3 white knight · f3 white knight · g3 white pawn · a2 white pawn · e2 white pawn · f2 white pawn · g2 white bishop · h2 white pawn · a1 white rook · c1 white bishop · f1 white rook · g1 white king | a8 black rook · d8 black queen · f8 black rook · g8 black king · a7 black pawn · b7 black pawn · e7 black pawn · f7 black pawn · g7 black bishop · h7 black pawn · c6 black pawn · g6 black pawn · c5 white pawn · d5 black knight · f5 black bishop · c4 black knight · d4 white pawn · b3 white queen · c3 white knight · f3 white knight · g3 white pawn · a2 white pawn · e2 white pawn · f2 white pawn · g2 white bishop · h2 white pawn · a1 white rook · c1 white bishop · f1 white rook · g1 white king | a8 black rook · d8 black queen · f8 black rook · g8 black king · a7 black pawn · b7 black pawn · e7 black pawn · f7 black pawn · g7 black bishop · h7 black pawn · c6 black pawn · g6 black pawn · c5 white pawn · d5 black knight · f5 black bishop · c4 black knight · d4 white pawn · b3 white queen · c3 white knight · f3 white knight · g3 white pawn · a2 white pawn · e2 white pawn · f2 white pawn · g2 white bishop · h2 white pawn · a1 white rook · c1 white bishop · f1 white rook · g1 white king | a8 black rook · d8 black queen · f8 black rook · g8 black king · a7 black pawn · b7 black pawn · e7 black pawn · f7 black pawn · g7 black bishop · h7 black pawn · c6 black pawn · g6 black pawn · c5 white pawn · d5 black knight · f5 black bishop · c4 black knight · d4 white pawn · b3 white queen · c3 white knight · f3 white knight · g3 white pawn · a2 white pawn · e2 white pawn · f2 white pawn · g2 white bishop · h2 white pawn · a1 white rook · c1 white bishop · f1 white rook · g1 white king | a8 black rook · d8 black queen · f8 black rook · g8 black king · a7 black pawn · b7 black pawn · e7 black pawn · f7 black pawn · g7 black bishop · h7 black pawn · c6 black pawn · g6 black pawn · c5 white pawn · d5 black knight · f5 black bishop · c4 black knight · d4 white pawn · b3 white queen · c3 white knight · f3 white knight · g3 white pawn · a2 white pawn · e2 white pawn · f2 white pawn · g2 white bishop · h2 white pawn · a1 white rook · c1 white bishop · f1 white rook · g1 white king | 5 |
| 4 | a8 black rook · d8 black queen · f8 black rook · g8 black king · a7 black pawn · b7 black pawn · e7 black pawn · f7 black pawn · g7 black bishop · h7 black pawn · c6 black pawn · g6 black pawn · c5 white pawn · d5 black knight · f5 black bishop · c4 black knight · d4 white pawn · b3 white queen · c3 white knight · f3 white knight · g3 white pawn · a2 white pawn · e2 white pawn · f2 white pawn · g2 white bishop · h2 white pawn · a1 white rook · c1 white bishop · f1 white rook · g1 white king | a8 black rook · d8 black queen · f8 black rook · g8 black king · a7 black pawn · b7 black pawn · e7 black pawn · f7 black pawn · g7 black bishop · h7 black pawn · c6 black pawn · g6 black pawn · c5 white pawn · d5 black knight · f5 black bishop · c4 black knight · d4 white pawn · b3 white queen · c3 white knight · f3 white knight · g3 white pawn · a2 white pawn · e2 white pawn · f2 white pawn · g2 white bishop · h2 white pawn · a1 white rook · c1 white bishop · f1 white rook · g1 white king | a8 black rook · d8 black queen · f8 black rook · g8 black king · a7 black pawn · b7 black pawn · e7 black pawn · f7 black pawn · g7 black bishop · h7 black pawn · c6 black pawn · g6 black pawn · c5 white pawn · d5 black knight · f5 black bishop · c4 black knight · d4 white pawn · b3 white queen · c3 white knight · f3 white knight · g3 white pawn · a2 white pawn · e2 white pawn · f2 white pawn · g2 white bishop · h2 white pawn · a1 white rook · c1 white bishop · f1 white rook · g1 white king | a8 black rook · d8 black queen · f8 black rook · g8 black king · a7 black pawn · b7 black pawn · e7 black pawn · f7 black pawn · g7 black bishop · h7 black pawn · c6 black pawn · g6 black pawn · c5 white pawn · d5 black knight · f5 black bishop · c4 black knight · d4 white pawn · b3 white queen · c3 white knight · f3 white knight · g3 white pawn · a2 white pawn · e2 white pawn · f2 white pawn · g2 white bishop · h2 white pawn · a1 white rook · c1 white bishop · f1 white rook · g1 white king | a8 black rook · d8 black queen · f8 black rook · g8 black king · a7 black pawn · b7 black pawn · e7 black pawn · f7 black pawn · g7 black bishop · h7 black pawn · c6 black pawn · g6 black pawn · c5 white pawn · d5 black knight · f5 black bishop · c4 black knight · d4 white pawn · b3 white queen · c3 white knight · f3 white knight · g3 white pawn · a2 white pawn · e2 white pawn · f2 white pawn · g2 white bishop · h2 white pawn · a1 white rook · c1 white bishop · f1 white rook · g1 white king | a8 black rook · d8 black queen · f8 black rook · g8 black king · a7 black pawn · b7 black pawn · e7 black pawn · f7 black pawn · g7 black bishop · h7 black pawn · c6 black pawn · g6 black pawn · c5 white pawn · d5 black knight · f5 black bishop · c4 black knight · d4 white pawn · b3 white queen · c3 white knight · f3 white knight · g3 white pawn · a2 white pawn · e2 white pawn · f2 white pawn · g2 white bishop · h2 white pawn · a1 white rook · c1 white bishop · f1 white rook · g1 white king | a8 black rook · d8 black queen · f8 black rook · g8 black king · a7 black pawn · b7 black pawn · e7 black pawn · f7 black pawn · g7 black bishop · h7 black pawn · c6 black pawn · g6 black pawn · c5 white pawn · d5 black knight · f5 black bishop · c4 black knight · d4 white pawn · b3 white queen · c3 white knight · f3 white knight · g3 white pawn · a2 white pawn · e2 white pawn · f2 white pawn · g2 white bishop · h2 white pawn · a1 white rook · c1 white bishop · f1 white rook · g1 white king | a8 black rook · d8 black queen · f8 black rook · g8 black king · a7 black pawn · b7 black pawn · e7 black pawn · f7 black pawn · g7 black bishop · h7 black pawn · c6 black pawn · g6 black pawn · c5 white pawn · d5 black knight · f5 black bishop · c4 black knight · d4 white pawn · b3 white queen · c3 white knight · f3 white knight · g3 white pawn · a2 white pawn · e2 white pawn · f2 white pawn · g2 white bishop · h2 white pawn · a1 white rook · c1 white bishop · f1 white rook · g1 white king | 4 |
| 3 | a8 black rook · d8 black queen · f8 black rook · g8 black king · a7 black pawn · b7 black pawn · e7 black pawn · f7 black pawn · g7 black bishop · h7 black pawn · c6 black pawn · g6 black pawn · c5 white pawn · d5 black knight · f5 black bishop · c4 black knight · d4 white pawn · b3 white queen · c3 white knight · f3 white knight · g3 white pawn · a2 white pawn · e2 white pawn · f2 white pawn · g2 white bishop · h2 white pawn · a1 white rook · c1 white bishop · f1 white rook · g1 white king | a8 black rook · d8 black queen · f8 black rook · g8 black king · a7 black pawn · b7 black pawn · e7 black pawn · f7 black pawn · g7 black bishop · h7 black pawn · c6 black pawn · g6 black pawn · c5 white pawn · d5 black knight · f5 black bishop · c4 black knight · d4 white pawn · b3 white queen · c3 white knight · f3 white knight · g3 white pawn · a2 white pawn · e2 white pawn · f2 white pawn · g2 white bishop · h2 white pawn · a1 white rook · c1 white bishop · f1 white rook · g1 white king | a8 black rook · d8 black queen · f8 black rook · g8 black king · a7 black pawn · b7 black pawn · e7 black pawn · f7 black pawn · g7 black bishop · h7 black pawn · c6 black pawn · g6 black pawn · c5 white pawn · d5 black knight · f5 black bishop · c4 black knight · d4 white pawn · b3 white queen · c3 white knight · f3 white knight · g3 white pawn · a2 white pawn · e2 white pawn · f2 white pawn · g2 white bishop · h2 white pawn · a1 white rook · c1 white bishop · f1 white rook · g1 white king | a8 black rook · d8 black queen · f8 black rook · g8 black king · a7 black pawn · b7 black pawn · e7 black pawn · f7 black pawn · g7 black bishop · h7 black pawn · c6 black pawn · g6 black pawn · c5 white pawn · d5 black knight · f5 black bishop · c4 black knight · d4 white pawn · b3 white queen · c3 white knight · f3 white knight · g3 white pawn · a2 white pawn · e2 white pawn · f2 white pawn · g2 white bishop · h2 white pawn · a1 white rook · c1 white bishop · f1 white rook · g1 white king | a8 black rook · d8 black queen · f8 black rook · g8 black king · a7 black pawn · b7 black pawn · e7 black pawn · f7 black pawn · g7 black bishop · h7 black pawn · c6 black pawn · g6 black pawn · c5 white pawn · d5 black knight · f5 black bishop · c4 black knight · d4 white pawn · b3 white queen · c3 white knight · f3 white knight · g3 white pawn · a2 white pawn · e2 white pawn · f2 white pawn · g2 white bishop · h2 white pawn · a1 white rook · c1 white bishop · f1 white rook · g1 white king | a8 black rook · d8 black queen · f8 black rook · g8 black king · a7 black pawn · b7 black pawn · e7 black pawn · f7 black pawn · g7 black bishop · h7 black pawn · c6 black pawn · g6 black pawn · c5 white pawn · d5 black knight · f5 black bishop · c4 black knight · d4 white pawn · b3 white queen · c3 white knight · f3 white knight · g3 white pawn · a2 white pawn · e2 white pawn · f2 white pawn · g2 white bishop · h2 white pawn · a1 white rook · c1 white bishop · f1 white rook · g1 white king | a8 black rook · d8 black queen · f8 black rook · g8 black king · a7 black pawn · b7 black pawn · e7 black pawn · f7 black pawn · g7 black bishop · h7 black pawn · c6 black pawn · g6 black pawn · c5 white pawn · d5 black knight · f5 black bishop · c4 black knight · d4 white pawn · b3 white queen · c3 white knight · f3 white knight · g3 white pawn · a2 white pawn · e2 white pawn · f2 white pawn · g2 white bishop · h2 white pawn · a1 white rook · c1 white bishop · f1 white rook · g1 white king | a8 black rook · d8 black queen · f8 black rook · g8 black king · a7 black pawn · b7 black pawn · e7 black pawn · f7 black pawn · g7 black bishop · h7 black pawn · c6 black pawn · g6 black pawn · c5 white pawn · d5 black knight · f5 black bishop · c4 black knight · d4 white pawn · b3 white queen · c3 white knight · f3 white knight · g3 white pawn · a2 white pawn · e2 white pawn · f2 white pawn · g2 white bishop · h2 white pawn · a1 white rook · c1 white bishop · f1 white rook · g1 white king | 3 |
| 2 | a8 black rook · d8 black queen · f8 black rook · g8 black king · a7 black pawn · b7 black pawn · e7 black pawn · f7 black pawn · g7 black bishop · h7 black pawn · c6 black pawn · g6 black pawn · c5 white pawn · d5 black knight · f5 black bishop · c4 black knight · d4 white pawn · b3 white queen · c3 white knight · f3 white knight · g3 white pawn · a2 white pawn · e2 white pawn · f2 white pawn · g2 white bishop · h2 white pawn · a1 white rook · c1 white bishop · f1 white rook · g1 white king | a8 black rook · d8 black queen · f8 black rook · g8 black king · a7 black pawn · b7 black pawn · e7 black pawn · f7 black pawn · g7 black bishop · h7 black pawn · c6 black pawn · g6 black pawn · c5 white pawn · d5 black knight · f5 black bishop · c4 black knight · d4 white pawn · b3 white queen · c3 white knight · f3 white knight · g3 white pawn · a2 white pawn · e2 white pawn · f2 white pawn · g2 white bishop · h2 white pawn · a1 white rook · c1 white bishop · f1 white rook · g1 white king | a8 black rook · d8 black queen · f8 black rook · g8 black king · a7 black pawn · b7 black pawn · e7 black pawn · f7 black pawn · g7 black bishop · h7 black pawn · c6 black pawn · g6 black pawn · c5 white pawn · d5 black knight · f5 black bishop · c4 black knight · d4 white pawn · b3 white queen · c3 white knight · f3 white knight · g3 white pawn · a2 white pawn · e2 white pawn · f2 white pawn · g2 white bishop · h2 white pawn · a1 white rook · c1 white bishop · f1 white rook · g1 white king | a8 black rook · d8 black queen · f8 black rook · g8 black king · a7 black pawn · b7 black pawn · e7 black pawn · f7 black pawn · g7 black bishop · h7 black pawn · c6 black pawn · g6 black pawn · c5 white pawn · d5 black knight · f5 black bishop · c4 black knight · d4 white pawn · b3 white queen · c3 white knight · f3 white knight · g3 white pawn · a2 white pawn · e2 white pawn · f2 white pawn · g2 white bishop · h2 white pawn · a1 white rook · c1 white bishop · f1 white rook · g1 white king | a8 black rook · d8 black queen · f8 black rook · g8 black king · a7 black pawn · b7 black pawn · e7 black pawn · f7 black pawn · g7 black bishop · h7 black pawn · c6 black pawn · g6 black pawn · c5 white pawn · d5 black knight · f5 black bishop · c4 black knight · d4 white pawn · b3 white queen · c3 white knight · f3 white knight · g3 white pawn · a2 white pawn · e2 white pawn · f2 white pawn · g2 white bishop · h2 white pawn · a1 white rook · c1 white bishop · f1 white rook · g1 white king | a8 black rook · d8 black queen · f8 black rook · g8 black king · a7 black pawn · b7 black pawn · e7 black pawn · f7 black pawn · g7 black bishop · h7 black pawn · c6 black pawn · g6 black pawn · c5 white pawn · d5 black knight · f5 black bishop · c4 black knight · d4 white pawn · b3 white queen · c3 white knight · f3 white knight · g3 white pawn · a2 white pawn · e2 white pawn · f2 white pawn · g2 white bishop · h2 white pawn · a1 white rook · c1 white bishop · f1 white rook · g1 white king | a8 black rook · d8 black queen · f8 black rook · g8 black king · a7 black pawn · b7 black pawn · e7 black pawn · f7 black pawn · g7 black bishop · h7 black pawn · c6 black pawn · g6 black pawn · c5 white pawn · d5 black knight · f5 black bishop · c4 black knight · d4 white pawn · b3 white queen · c3 white knight · f3 white knight · g3 white pawn · a2 white pawn · e2 white pawn · f2 white pawn · g2 white bishop · h2 white pawn · a1 white rook · c1 white bishop · f1 white rook · g1 white king | a8 black rook · d8 black queen · f8 black rook · g8 black king · a7 black pawn · b7 black pawn · e7 black pawn · f7 black pawn · g7 black bishop · h7 black pawn · c6 black pawn · g6 black pawn · c5 white pawn · d5 black knight · f5 black bishop · c4 black knight · d4 white pawn · b3 white queen · c3 white knight · f3 white knight · g3 white pawn · a2 white pawn · e2 white pawn · f2 white pawn · g2 white bishop · h2 white pawn · a1 white rook · c1 white bishop · f1 white rook · g1 white king | 2 |
| 1 | a8 black rook · d8 black queen · f8 black rook · g8 black king · a7 black pawn · b7 black pawn · e7 black pawn · f7 black pawn · g7 black bishop · h7 black pawn · c6 black pawn · g6 black pawn · c5 white pawn · d5 black knight · f5 black bishop · c4 black knight · d4 white pawn · b3 white queen · c3 white knight · f3 white knight · g3 white pawn · a2 white pawn · e2 white pawn · f2 white pawn · g2 white bishop · h2 white pawn · a1 white rook · c1 white bishop · f1 white rook · g1 white king | a8 black rook · d8 black queen · f8 black rook · g8 black king · a7 black pawn · b7 black pawn · e7 black pawn · f7 black pawn · g7 black bishop · h7 black pawn · c6 black pawn · g6 black pawn · c5 white pawn · d5 black knight · f5 black bishop · c4 black knight · d4 white pawn · b3 white queen · c3 white knight · f3 white knight · g3 white pawn · a2 white pawn · e2 white pawn · f2 white pawn · g2 white bishop · h2 white pawn · a1 white rook · c1 white bishop · f1 white rook · g1 white king | a8 black rook · d8 black queen · f8 black rook · g8 black king · a7 black pawn · b7 black pawn · e7 black pawn · f7 black pawn · g7 black bishop · h7 black pawn · c6 black pawn · g6 black pawn · c5 white pawn · d5 black knight · f5 black bishop · c4 black knight · d4 white pawn · b3 white queen · c3 white knight · f3 white knight · g3 white pawn · a2 white pawn · e2 white pawn · f2 white pawn · g2 white bishop · h2 white pawn · a1 white rook · c1 white bishop · f1 white rook · g1 white king | a8 black rook · d8 black queen · f8 black rook · g8 black king · a7 black pawn · b7 black pawn · e7 black pawn · f7 black pawn · g7 black bishop · h7 black pawn · c6 black pawn · g6 black pawn · c5 white pawn · d5 black knight · f5 black bishop · c4 black knight · d4 white pawn · b3 white queen · c3 white knight · f3 white knight · g3 white pawn · a2 white pawn · e2 white pawn · f2 white pawn · g2 white bishop · h2 white pawn · a1 white rook · c1 white bishop · f1 white rook · g1 white king | a8 black rook · d8 black queen · f8 black rook · g8 black king · a7 black pawn · b7 black pawn · e7 black pawn · f7 black pawn · g7 black bishop · h7 black pawn · c6 black pawn · g6 black pawn · c5 white pawn · d5 black knight · f5 black bishop · c4 black knight · d4 white pawn · b3 white queen · c3 white knight · f3 white knight · g3 white pawn · a2 white pawn · e2 white pawn · f2 white pawn · g2 white bishop · h2 white pawn · a1 white rook · c1 white bishop · f1 white rook · g1 white king | a8 black rook · d8 black queen · f8 black rook · g8 black king · a7 black pawn · b7 black pawn · e7 black pawn · f7 black pawn · g7 black bishop · h7 black pawn · c6 black pawn · g6 black pawn · c5 white pawn · d5 black knight · f5 black bishop · c4 black knight · d4 white pawn · b3 white queen · c3 white knight · f3 white knight · g3 white pawn · a2 white pawn · e2 white pawn · f2 white pawn · g2 white bishop · h2 white pawn · a1 white rook · c1 white bishop · f1 white rook · g1 white king | a8 black rook · d8 black queen · f8 black rook · g8 black king · a7 black pawn · b7 black pawn · e7 black pawn · f7 black pawn · g7 black bishop · h7 black pawn · c6 black pawn · g6 black pawn · c5 white pawn · d5 black knight · f5 black bishop · c4 black knight · d4 white pawn · b3 white queen · c3 white knight · f3 white knight · g3 white pawn · a2 white pawn · e2 white pawn · f2 white pawn · g2 white bishop · h2 white pawn · a1 white rook · c1 white bishop · f1 white rook · g1 white king | a8 black rook · d8 black queen · f8 black rook · g8 black king · a7 black pawn · b7 black pawn · e7 black pawn · f7 black pawn · g7 black bishop · h7 black pawn · c6 black pawn · g6 black pawn · c5 white pawn · d5 black knight · f5 black bishop · c4 black knight · d4 white pawn · b3 white queen · c3 white knight · f3 white knight · g3 white pawn · a2 white pawn · e2 white pawn · f2 white pawn · g2 white bishop · h2 white pawn · a1 white rook · c1 white bishop · f1 white rook · g1 white king | 1 |
|   | a | b | c | d | e | f | g | h |   |

Партија је завршена ремијем након 16 потеза због троструког понављања позиције.

Ретијево отварање (ECO A07)
1.♘f3 d5 2.g3 g6 3.♗g2 ♗g7 4.d4 c6 5.O-O ♘f6 6.b3 O-O 7.♗b2 ♗f5 8.c4 ♘bd7 9.♘c3 dxc4 10.bxc4 ♘b6 11.c5 ♘c4 12.♗c1 ♘d5 13.♕b3 ♘a5 14.♕a3 ♘c4 15.♕b3 ♘a5 16.♕a3 ♘c4 ½−½

#### 2. партија
|   | a | b | c | d | e | f | g | h |   |
| 8 | a8 black rook · f8 black rook · g8 black king · a7 black pawn · b7 black pawn · e7 black bishop · f7 black pawn · g7 black pawn · c6 black pawn · e6 black pawn · h6 black pawn · d5 black queen · e5 white pawn · d4 white pawn · e4 white queen · h4 white pawn · c3 white pawn · a2 white pawn · b2 white pawn · d2 white bishop · g2 white pawn · c1 white king · d1 white rook · h1 white rook | a8 black rook · f8 black rook · g8 black king · a7 black pawn · b7 black pawn · e7 black bishop · f7 black pawn · g7 black pawn · c6 black pawn · e6 black pawn · h6 black pawn · d5 black queen · e5 white pawn · d4 white pawn · e4 white queen · h4 white pawn · c3 white pawn · a2 white pawn · b2 white pawn · d2 white bishop · g2 white pawn · c1 white king · d1 white rook · h1 white rook | a8 black rook · f8 black rook · g8 black king · a7 black pawn · b7 black pawn · e7 black bishop · f7 black pawn · g7 black pawn · c6 black pawn · e6 black pawn · h6 black pawn · d5 black queen · e5 white pawn · d4 white pawn · e4 white queen · h4 white pawn · c3 white pawn · a2 white pawn · b2 white pawn · d2 white bishop · g2 white pawn · c1 white king · d1 white rook · h1 white rook | a8 black rook · f8 black rook · g8 black king · a7 black pawn · b7 black pawn · e7 black bishop · f7 black pawn · g7 black pawn · c6 black pawn · e6 black pawn · h6 black pawn · d5 black queen · e5 white pawn · d4 white pawn · e4 white queen · h4 white pawn · c3 white pawn · a2 white pawn · b2 white pawn · d2 white bishop · g2 white pawn · c1 white king · d1 white rook · h1 white rook | a8 black rook · f8 black rook · g8 black king · a7 black pawn · b7 black pawn · e7 black bishop · f7 black pawn · g7 black pawn · c6 black pawn · e6 black pawn · h6 black pawn · d5 black queen · e5 white pawn · d4 white pawn · e4 white queen · h4 white pawn · c3 white pawn · a2 white pawn · b2 white pawn · d2 white bishop · g2 white pawn · c1 white king · d1 white rook · h1 white rook | a8 black rook · f8 black rook · g8 black king · a7 black pawn · b7 black pawn · e7 black bishop · f7 black pawn · g7 black pawn · c6 black pawn · e6 black pawn · h6 black pawn · d5 black queen · e5 white pawn · d4 white pawn · e4 white queen · h4 white pawn · c3 white pawn · a2 white pawn · b2 white pawn · d2 white bishop · g2 white pawn · c1 white king · d1 white rook · h1 white rook | a8 black rook · f8 black rook · g8 black king · a7 black pawn · b7 black pawn · e7 black bishop · f7 black pawn · g7 black pawn · c6 black pawn · e6 black pawn · h6 black pawn · d5 black queen · e5 white pawn · d4 white pawn · e4 white queen · h4 white pawn · c3 white pawn · a2 white pawn · b2 white pawn · d2 white bishop · g2 white pawn · c1 white king · d1 white rook · h1 white rook | a8 black rook · f8 black rook · g8 black king · a7 black pawn · b7 black pawn · e7 black bishop · f7 black pawn · g7 black pawn · c6 black pawn · e6 black pawn · h6 black pawn · d5 black queen · e5 white pawn · d4 white pawn · e4 white queen · h4 white pawn · c3 white pawn · a2 white pawn · b2 white pawn · d2 white bishop · g2 white pawn · c1 white king · d1 white rook · h1 white rook | 8 |
| 7 | a8 black rook · f8 black rook · g8 black king · a7 black pawn · b7 black pawn · e7 black bishop · f7 black pawn · g7 black pawn · c6 black pawn · e6 black pawn · h6 black pawn · d5 black queen · e5 white pawn · d4 white pawn · e4 white queen · h4 white pawn · c3 white pawn · a2 white pawn · b2 white pawn · d2 white bishop · g2 white pawn · c1 white king · d1 white rook · h1 white rook | a8 black rook · f8 black rook · g8 black king · a7 black pawn · b7 black pawn · e7 black bishop · f7 black pawn · g7 black pawn · c6 black pawn · e6 black pawn · h6 black pawn · d5 black queen · e5 white pawn · d4 white pawn · e4 white queen · h4 white pawn · c3 white pawn · a2 white pawn · b2 white pawn · d2 white bishop · g2 white pawn · c1 white king · d1 white rook · h1 white rook | a8 black rook · f8 black rook · g8 black king · a7 black pawn · b7 black pawn · e7 black bishop · f7 black pawn · g7 black pawn · c6 black pawn · e6 black pawn · h6 black pawn · d5 black queen · e5 white pawn · d4 white pawn · e4 white queen · h4 white pawn · c3 white pawn · a2 white pawn · b2 white pawn · d2 white bishop · g2 white pawn · c1 white king · d1 white rook · h1 white rook | a8 black rook · f8 black rook · g8 black king · a7 black pawn · b7 black pawn · e7 black bishop · f7 black pawn · g7 black pawn · c6 black pawn · e6 black pawn · h6 black pawn · d5 black queen · e5 white pawn · d4 white pawn · e4 white queen · h4 white pawn · c3 white pawn · a2 white pawn · b2 white pawn · d2 white bishop · g2 white pawn · c1 white king · d1 white rook · h1 white rook | a8 black rook · f8 black rook · g8 black king · a7 black pawn · b7 black pawn · e7 black bishop · f7 black pawn · g7 black pawn · c6 black pawn · e6 black pawn · h6 black pawn · d5 black queen · e5 white pawn · d4 white pawn · e4 white queen · h4 white pawn · c3 white pawn · a2 white pawn · b2 white pawn · d2 white bishop · g2 white pawn · c1 white king · d1 white rook · h1 white rook | a8 black rook · f8 black rook · g8 black king · a7 black pawn · b7 black pawn · e7 black bishop · f7 black pawn · g7 black pawn · c6 black pawn · e6 black pawn · h6 black pawn · d5 black queen · e5 white pawn · d4 white pawn · e4 white queen · h4 white pawn · c3 white pawn · a2 white pawn · b2 white pawn · d2 white bishop · g2 white pawn · c1 white king · d1 white rook · h1 white rook | a8 black rook · f8 black rook · g8 black king · a7 black pawn · b7 black pawn · e7 black bishop · f7 black pawn · g7 black pawn · c6 black pawn · e6 black pawn · h6 black pawn · d5 black queen · e5 white pawn · d4 white pawn · e4 white queen · h4 white pawn · c3 white pawn · a2 white pawn · b2 white pawn · d2 white bishop · g2 white pawn · c1 white king · d1 white rook · h1 white rook | a8 black rook · f8 black rook · g8 black king · a7 black pawn · b7 black pawn · e7 black bishop · f7 black pawn · g7 black pawn · c6 black pawn · e6 black pawn · h6 black pawn · d5 black queen · e5 white pawn · d4 white pawn · e4 white queen · h4 white pawn · c3 white pawn · a2 white pawn · b2 white pawn · d2 white bishop · g2 white pawn · c1 white king · d1 white rook · h1 white rook | 7 |
| 6 | a8 black rook · f8 black rook · g8 black king · a7 black pawn · b7 black pawn · e7 black bishop · f7 black pawn · g7 black pawn · c6 black pawn · e6 black pawn · h6 black pawn · d5 black queen · e5 white pawn · d4 white pawn · e4 white queen · h4 white pawn · c3 white pawn · a2 white pawn · b2 white pawn · d2 white bishop · g2 white pawn · c1 white king · d1 white rook · h1 white rook | a8 black rook · f8 black rook · g8 black king · a7 black pawn · b7 black pawn · e7 black bishop · f7 black pawn · g7 black pawn · c6 black pawn · e6 black pawn · h6 black pawn · d5 black queen · e5 white pawn · d4 white pawn · e4 white queen · h4 white pawn · c3 white pawn · a2 white pawn · b2 white pawn · d2 white bishop · g2 white pawn · c1 white king · d1 white rook · h1 white rook | a8 black rook · f8 black rook · g8 black king · a7 black pawn · b7 black pawn · e7 black bishop · f7 black pawn · g7 black pawn · c6 black pawn · e6 black pawn · h6 black pawn · d5 black queen · e5 white pawn · d4 white pawn · e4 white queen · h4 white pawn · c3 white pawn · a2 white pawn · b2 white pawn · d2 white bishop · g2 white pawn · c1 white king · d1 white rook · h1 white rook | a8 black rook · f8 black rook · g8 black king · a7 black pawn · b7 black pawn · e7 black bishop · f7 black pawn · g7 black pawn · c6 black pawn · e6 black pawn · h6 black pawn · d5 black queen · e5 white pawn · d4 white pawn · e4 white queen · h4 white pawn · c3 white pawn · a2 white pawn · b2 white pawn · d2 white bishop · g2 white pawn · c1 white king · d1 white rook · h1 white rook | a8 black rook · f8 black rook · g8 black king · a7 black pawn · b7 black pawn · e7 black bishop · f7 black pawn · g7 black pawn · c6 black pawn · e6 black pawn · h6 black pawn · d5 black queen · e5 white pawn · d4 white pawn · e4 white queen · h4 white pawn · c3 white pawn · a2 white pawn · b2 white pawn · d2 white bishop · g2 white pawn · c1 white king · d1 white rook · h1 white rook | a8 black rook · f8 black rook · g8 black king · a7 black pawn · b7 black pawn · e7 black bishop · f7 black pawn · g7 black pawn · c6 black pawn · e6 black pawn · h6 black pawn · d5 black queen · e5 white pawn · d4 white pawn · e4 white queen · h4 white pawn · c3 white pawn · a2 white pawn · b2 white pawn · d2 white bishop · g2 white pawn · c1 white king · d1 white rook · h1 white rook | a8 black rook · f8 black rook · g8 black king · a7 black pawn · b7 black pawn · e7 black bishop · f7 black pawn · g7 black pawn · c6 black pawn · e6 black pawn · h6 black pawn · d5 black queen · e5 white pawn · d4 white pawn · e4 white queen · h4 white pawn · c3 white pawn · a2 white pawn · b2 white pawn · d2 white bishop · g2 white pawn · c1 white king · d1 white rook · h1 white rook | a8 black rook · f8 black rook · g8 black king · a7 black pawn · b7 black pawn · e7 black bishop · f7 black pawn · g7 black pawn · c6 black pawn · e6 black pawn · h6 black pawn · d5 black queen · e5 white pawn · d4 white pawn · e4 white queen · h4 white pawn · c3 white pawn · a2 white pawn · b2 white pawn · d2 white bishop · g2 white pawn · c1 white king · d1 white rook · h1 white rook | 6 |
| 5 | a8 black rook · f8 black rook · g8 black king · a7 black pawn · b7 black pawn · e7 black bishop · f7 black pawn · g7 black pawn · c6 black pawn · e6 black pawn · h6 black pawn · d5 black queen · e5 white pawn · d4 white pawn · e4 white queen · h4 white pawn · c3 white pawn · a2 white pawn · b2 white pawn · d2 white bishop · g2 white pawn · c1 white king · d1 white rook · h1 white rook | a8 black rook · f8 black rook · g8 black king · a7 black pawn · b7 black pawn · e7 black bishop · f7 black pawn · g7 black pawn · c6 black pawn · e6 black pawn · h6 black pawn · d5 black queen · e5 white pawn · d4 white pawn · e4 white queen · h4 white pawn · c3 white pawn · a2 white pawn · b2 white pawn · d2 white bishop · g2 white pawn · c1 white king · d1 white rook · h1 white rook | a8 black rook · f8 black rook · g8 black king · a7 black pawn · b7 black pawn · e7 black bishop · f7 black pawn · g7 black pawn · c6 black pawn · e6 black pawn · h6 black pawn · d5 black queen · e5 white pawn · d4 white pawn · e4 white queen · h4 white pawn · c3 white pawn · a2 white pawn · b2 white pawn · d2 white bishop · g2 white pawn · c1 white king · d1 white rook · h1 white rook | a8 black rook · f8 black rook · g8 black king · a7 black pawn · b7 black pawn · e7 black bishop · f7 black pawn · g7 black pawn · c6 black pawn · e6 black pawn · h6 black pawn · d5 black queen · e5 white pawn · d4 white pawn · e4 white queen · h4 white pawn · c3 white pawn · a2 white pawn · b2 white pawn · d2 white bishop · g2 white pawn · c1 white king · d1 white rook · h1 white rook | a8 black rook · f8 black rook · g8 black king · a7 black pawn · b7 black pawn · e7 black bishop · f7 black pawn · g7 black pawn · c6 black pawn · e6 black pawn · h6 black pawn · d5 black queen · e5 white pawn · d4 white pawn · e4 white queen · h4 white pawn · c3 white pawn · a2 white pawn · b2 white pawn · d2 white bishop · g2 white pawn · c1 white king · d1 white rook · h1 white rook | a8 black rook · f8 black rook · g8 black king · a7 black pawn · b7 black pawn · e7 black bishop · f7 black pawn · g7 black pawn · c6 black pawn · e6 black pawn · h6 black pawn · d5 black queen · e5 white pawn · d4 white pawn · e4 white queen · h4 white pawn · c3 white pawn · a2 white pawn · b2 white pawn · d2 white bishop · g2 white pawn · c1 white king · d1 white rook · h1 white rook | a8 black rook · f8 black rook · g8 black king · a7 black pawn · b7 black pawn · e7 black bishop · f7 black pawn · g7 black pawn · c6 black pawn · e6 black pawn · h6 black pawn · d5 black queen · e5 white pawn · d4 white pawn · e4 white queen · h4 white pawn · c3 white pawn · a2 white pawn · b2 white pawn · d2 white bishop · g2 white pawn · c1 white king · d1 white rook · h1 white rook | a8 black rook · f8 black rook · g8 black king · a7 black pawn · b7 black pawn · e7 black bishop · f7 black pawn · g7 black pawn · c6 black pawn · e6 black pawn · h6 black pawn · d5 black queen · e5 white pawn · d4 white pawn · e4 white queen · h4 white pawn · c3 white pawn · a2 white pawn · b2 white pawn · d2 white bishop · g2 white pawn · c1 white king · d1 white rook · h1 white rook | 5 |
| 4 | a8 black rook · f8 black rook · g8 black king · a7 black pawn · b7 black pawn · e7 black bishop · f7 black pawn · g7 black pawn · c6 black pawn · e6 black pawn · h6 black pawn · d5 black queen · e5 white pawn · d4 white pawn · e4 white queen · h4 white pawn · c3 white pawn · a2 white pawn · b2 white pawn · d2 white bishop · g2 white pawn · c1 white king · d1 white rook · h1 white rook | a8 black rook · f8 black rook · g8 black king · a7 black pawn · b7 black pawn · e7 black bishop · f7 black pawn · g7 black pawn · c6 black pawn · e6 black pawn · h6 black pawn · d5 black queen · e5 white pawn · d4 white pawn · e4 white queen · h4 white pawn · c3 white pawn · a2 white pawn · b2 white pawn · d2 white bishop · g2 white pawn · c1 white king · d1 white rook · h1 white rook | a8 black rook · f8 black rook · g8 black king · a7 black pawn · b7 black pawn · e7 black bishop · f7 black pawn · g7 black pawn · c6 black pawn · e6 black pawn · h6 black pawn · d5 black queen · e5 white pawn · d4 white pawn · e4 white queen · h4 white pawn · c3 white pawn · a2 white pawn · b2 white pawn · d2 white bishop · g2 white pawn · c1 white king · d1 white rook · h1 white rook | a8 black rook · f8 black rook · g8 black king · a7 black pawn · b7 black pawn · e7 black bishop · f7 black pawn · g7 black pawn · c6 black pawn · e6 black pawn · h6 black pawn · d5 black queen · e5 white pawn · d4 white pawn · e4 white queen · h4 white pawn · c3 white pawn · a2 white pawn · b2 white pawn · d2 white bishop · g2 white pawn · c1 white king · d1 white rook · h1 white rook | a8 black rook · f8 black rook · g8 black king · a7 black pawn · b7 black pawn · e7 black bishop · f7 black pawn · g7 black pawn · c6 black pawn · e6 black pawn · h6 black pawn · d5 black queen · e5 white pawn · d4 white pawn · e4 white queen · h4 white pawn · c3 white pawn · a2 white pawn · b2 white pawn · d2 white bishop · g2 white pawn · c1 white king · d1 white rook · h1 white rook | a8 black rook · f8 black rook · g8 black king · a7 black pawn · b7 black pawn · e7 black bishop · f7 black pawn · g7 black pawn · c6 black pawn · e6 black pawn · h6 black pawn · d5 black queen · e5 white pawn · d4 white pawn · e4 white queen · h4 white pawn · c3 white pawn · a2 white pawn · b2 white pawn · d2 white bishop · g2 white pawn · c1 white king · d1 white rook · h1 white rook | a8 black rook · f8 black rook · g8 black king · a7 black pawn · b7 black pawn · e7 black bishop · f7 black pawn · g7 black pawn · c6 black pawn · e6 black pawn · h6 black pawn · d5 black queen · e5 white pawn · d4 white pawn · e4 white queen · h4 white pawn · c3 white pawn · a2 white pawn · b2 white pawn · d2 white bishop · g2 white pawn · c1 white king · d1 white rook · h1 white rook | a8 black rook · f8 black rook · g8 black king · a7 black pawn · b7 black pawn · e7 black bishop · f7 black pawn · g7 black pawn · c6 black pawn · e6 black pawn · h6 black pawn · d5 black queen · e5 white pawn · d4 white pawn · e4 white queen · h4 white pawn · c3 white pawn · a2 white pawn · b2 white pawn · d2 white bishop · g2 white pawn · c1 white king · d1 white rook · h1 white rook | 4 |
| 3 | a8 black rook · f8 black rook · g8 black king · a7 black pawn · b7 black pawn · e7 black bishop · f7 black pawn · g7 black pawn · c6 black pawn · e6 black pawn · h6 black pawn · d5 black queen · e5 white pawn · d4 white pawn · e4 white queen · h4 white pawn · c3 white pawn · a2 white pawn · b2 white pawn · d2 white bishop · g2 white pawn · c1 white king · d1 white rook · h1 white rook | a8 black rook · f8 black rook · g8 black king · a7 black pawn · b7 black pawn · e7 black bishop · f7 black pawn · g7 black pawn · c6 black pawn · e6 black pawn · h6 black pawn · d5 black queen · e5 white pawn · d4 white pawn · e4 white queen · h4 white pawn · c3 white pawn · a2 white pawn · b2 white pawn · d2 white bishop · g2 white pawn · c1 white king · d1 white rook · h1 white rook | a8 black rook · f8 black rook · g8 black king · a7 black pawn · b7 black pawn · e7 black bishop · f7 black pawn · g7 black pawn · c6 black pawn · e6 black pawn · h6 black pawn · d5 black queen · e5 white pawn · d4 white pawn · e4 white queen · h4 white pawn · c3 white pawn · a2 white pawn · b2 white pawn · d2 white bishop · g2 white pawn · c1 white king · d1 white rook · h1 white rook | a8 black rook · f8 black rook · g8 black king · a7 black pawn · b7 black pawn · e7 black bishop · f7 black pawn · g7 black pawn · c6 black pawn · e6 black pawn · h6 black pawn · d5 black queen · e5 white pawn · d4 white pawn · e4 white queen · h4 white pawn · c3 white pawn · a2 white pawn · b2 white pawn · d2 white bishop · g2 white pawn · c1 white king · d1 white rook · h1 white rook | a8 black rook · f8 black rook · g8 black king · a7 black pawn · b7 black pawn · e7 black bishop · f7 black pawn · g7 black pawn · c6 black pawn · e6 black pawn · h6 black pawn · d5 black queen · e5 white pawn · d4 white pawn · e4 white queen · h4 white pawn · c3 white pawn · a2 white pawn · b2 white pawn · d2 white bishop · g2 white pawn · c1 white king · d1 white rook · h1 white rook | a8 black rook · f8 black rook · g8 black king · a7 black pawn · b7 black pawn · e7 black bishop · f7 black pawn · g7 black pawn · c6 black pawn · e6 black pawn · h6 black pawn · d5 black queen · e5 white pawn · d4 white pawn · e4 white queen · h4 white pawn · c3 white pawn · a2 white pawn · b2 white pawn · d2 white bishop · g2 white pawn · c1 white king · d1 white rook · h1 white rook | a8 black rook · f8 black rook · g8 black king · a7 black pawn · b7 black pawn · e7 black bishop · f7 black pawn · g7 black pawn · c6 black pawn · e6 black pawn · h6 black pawn · d5 black queen · e5 white pawn · d4 white pawn · e4 white queen · h4 white pawn · c3 white pawn · a2 white pawn · b2 white pawn · d2 white bishop · g2 white pawn · c1 white king · d1 white rook · h1 white rook | a8 black rook · f8 black rook · g8 black king · a7 black pawn · b7 black pawn · e7 black bishop · f7 black pawn · g7 black pawn · c6 black pawn · e6 black pawn · h6 black pawn · d5 black queen · e5 white pawn · d4 white pawn · e4 white queen · h4 white pawn · c3 white pawn · a2 white pawn · b2 white pawn · d2 white bishop · g2 white pawn · c1 white king · d1 white rook · h1 white rook | 3 |
| 2 | a8 black rook · f8 black rook · g8 black king · a7 black pawn · b7 black pawn · e7 black bishop · f7 black pawn · g7 black pawn · c6 black pawn · e6 black pawn · h6 black pawn · d5 black queen · e5 white pawn · d4 white pawn · e4 white queen · h4 white pawn · c3 white pawn · a2 white pawn · b2 white pawn · d2 white bishop · g2 white pawn · c1 white king · d1 white rook · h1 white rook | a8 black rook · f8 black rook · g8 black king · a7 black pawn · b7 black pawn · e7 black bishop · f7 black pawn · g7 black pawn · c6 black pawn · e6 black pawn · h6 black pawn · d5 black queen · e5 white pawn · d4 white pawn · e4 white queen · h4 white pawn · c3 white pawn · a2 white pawn · b2 white pawn · d2 white bishop · g2 white pawn · c1 white king · d1 white rook · h1 white rook | a8 black rook · f8 black rook · g8 black king · a7 black pawn · b7 black pawn · e7 black bishop · f7 black pawn · g7 black pawn · c6 black pawn · e6 black pawn · h6 black pawn · d5 black queen · e5 white pawn · d4 white pawn · e4 white queen · h4 white pawn · c3 white pawn · a2 white pawn · b2 white pawn · d2 white bishop · g2 white pawn · c1 white king · d1 white rook · h1 white rook | a8 black rook · f8 black rook · g8 black king · a7 black pawn · b7 black pawn · e7 black bishop · f7 black pawn · g7 black pawn · c6 black pawn · e6 black pawn · h6 black pawn · d5 black queen · e5 white pawn · d4 white pawn · e4 white queen · h4 white pawn · c3 white pawn · a2 white pawn · b2 white pawn · d2 white bishop · g2 white pawn · c1 white king · d1 white rook · h1 white rook | a8 black rook · f8 black rook · g8 black king · a7 black pawn · b7 black pawn · e7 black bishop · f7 black pawn · g7 black pawn · c6 black pawn · e6 black pawn · h6 black pawn · d5 black queen · e5 white pawn · d4 white pawn · e4 white queen · h4 white pawn · c3 white pawn · a2 white pawn · b2 white pawn · d2 white bishop · g2 white pawn · c1 white king · d1 white rook · h1 white rook | a8 black rook · f8 black rook · g8 black king · a7 black pawn · b7 black pawn · e7 black bishop · f7 black pawn · g7 black pawn · c6 black pawn · e6 black pawn · h6 black pawn · d5 black queen · e5 white pawn · d4 white pawn · e4 white queen · h4 white pawn · c3 white pawn · a2 white pawn · b2 white pawn · d2 white bishop · g2 white pawn · c1 white king · d1 white rook · h1 white rook | a8 black rook · f8 black rook · g8 black king · a7 black pawn · b7 black pawn · e7 black bishop · f7 black pawn · g7 black pawn · c6 black pawn · e6 black pawn · h6 black pawn · d5 black queen · e5 white pawn · d4 white pawn · e4 white queen · h4 white pawn · c3 white pawn · a2 white pawn · b2 white pawn · d2 white bishop · g2 white pawn · c1 white king · d1 white rook · h1 white rook | a8 black rook · f8 black rook · g8 black king · a7 black pawn · b7 black pawn · e7 black bishop · f7 black pawn · g7 black pawn · c6 black pawn · e6 black pawn · h6 black pawn · d5 black queen · e5 white pawn · d4 white pawn · e4 white queen · h4 white pawn · c3 white pawn · a2 white pawn · b2 white pawn · d2 white bishop · g2 white pawn · c1 white king · d1 white rook · h1 white rook | 2 |
| 1 | a8 black rook · f8 black rook · g8 black king · a7 black pawn · b7 black pawn · e7 black bishop · f7 black pawn · g7 black pawn · c6 black pawn · e6 black pawn · h6 black pawn · d5 black queen · e5 white pawn · d4 white pawn · e4 white queen · h4 white pawn · c3 white pawn · a2 white pawn · b2 white pawn · d2 white bishop · g2 white pawn · c1 white king · d1 white rook · h1 white rook | a8 black rook · f8 black rook · g8 black king · a7 black pawn · b7 black pawn · e7 black bishop · f7 black pawn · g7 black pawn · c6 black pawn · e6 black pawn · h6 black pawn · d5 black queen · e5 white pawn · d4 white pawn · e4 white queen · h4 white pawn · c3 white pawn · a2 white pawn · b2 white pawn · d2 white bishop · g2 white pawn · c1 white king · d1 white rook · h1 white rook | a8 black rook · f8 black rook · g8 black king · a7 black pawn · b7 black pawn · e7 black bishop · f7 black pawn · g7 black pawn · c6 black pawn · e6 black pawn · h6 black pawn · d5 black queen · e5 white pawn · d4 white pawn · e4 white queen · h4 white pawn · c3 white pawn · a2 white pawn · b2 white pawn · d2 white bishop · g2 white pawn · c1 white king · d1 white rook · h1 white rook | a8 black rook · f8 black rook · g8 black king · a7 black pawn · b7 black pawn · e7 black bishop · f7 black pawn · g7 black pawn · c6 black pawn · e6 black pawn · h6 black pawn · d5 black queen · e5 white pawn · d4 white pawn · e4 white queen · h4 white pawn · c3 white pawn · a2 white pawn · b2 white pawn · d2 white bishop · g2 white pawn · c1 white king · d1 white rook · h1 white rook | a8 black rook · f8 black rook · g8 black king · a7 black pawn · b7 black pawn · e7 black bishop · f7 black pawn · g7 black pawn · c6 black pawn · e6 black pawn · h6 black pawn · d5 black queen · e5 white pawn · d4 white pawn · e4 white queen · h4 white pawn · c3 white pawn · a2 white pawn · b2 white pawn · d2 white bishop · g2 white pawn · c1 white king · d1 white rook · h1 white rook | a8 black rook · f8 black rook · g8 black king · a7 black pawn · b7 black pawn · e7 black bishop · f7 black pawn · g7 black pawn · c6 black pawn · e6 black pawn · h6 black pawn · d5 black queen · e5 white pawn · d4 white pawn · e4 white queen · h4 white pawn · c3 white pawn · a2 white pawn · b2 white pawn · d2 white bishop · g2 white pawn · c1 white king · d1 white rook · h1 white rook | a8 black rook · f8 black rook · g8 black king · a7 black pawn · b7 black pawn · e7 black bishop · f7 black pawn · g7 black pawn · c6 black pawn · e6 black pawn · h6 black pawn · d5 black queen · e5 white pawn · d4 white pawn · e4 white queen · h4 white pawn · c3 white pawn · a2 white pawn · b2 white pawn · d2 white bishop · g2 white pawn · c1 white king · d1 white rook · h1 white rook | a8 black rook · f8 black rook · g8 black king · a7 black pawn · b7 black pawn · e7 black bishop · f7 black pawn · g7 black pawn · c6 black pawn · e6 black pawn · h6 black pawn · d5 black queen · e5 white pawn · d4 white pawn · e4 white queen · h4 white pawn · c3 white pawn · a2 white pawn · b2 white pawn · d2 white bishop · g2 white pawn · c1 white king · d1 white rook · h1 white rook | 1 |
|   | a | b | c | d | e | f | g | h |   |

Након отварања Ананда са e4, Карлсен одговара са Каро-Кан одбраном. У необичној варијанти Ананд у 14. потезу прави велику рокаду, а вероватно због неприпремљености за компликовану средишњицу у 18. потезу Ананд пристаје на размјену дама. Након 25 потеза, због понављања потеза топом, бијели прихвата реми.
Каро-Кан одбрана, Класична варијанта, (ECO B18)
1.e4 c6 2.d4 d5 3.♘c3 dxe4 4.♘xe4 ♗f5 5.♘g3 ♗g6 6.h4 h6 7.♘f3 e6 8.♘e5 ♗h7 9.♗d3 ♗xd3 10.♕xd3 ♘d7 11.f4 ♗b4+ 12.c3 ♗e7 13.♗d2 ♘gf6 14.O-O-O O-O 15.♘e4 ♘xe4 16.♕xe4 ♘xe5 17.fxe5 ♕d5 18.♕xd5 cxd5 19.h5 b5 20.♖h3 a5 21.♖f1 ♖ac8 22.♖g3 ♔h7 23.♖gf3 ♔g8 24.♖g3 ♔h7 25.♖gf3 ♔g8 ½−½

#### 3. партија
|   | a | b | c | d | e | f | g | h |   |
| 8 | a8 black rook · d8 black queen · f8 black rook · g8 black king · a7 black pawn · e7 black knight · f7 black pawn · g7 black bishop · b6 black pawn · c6 black pawn · g6 black pawn · h6 black pawn · d5 black bishop · a4 white pawn · b4 white bishop · d4 black pawn · e4 white knight · d3 white pawn · g3 white pawn · b2 white pawn · e2 white pawn · f2 white pawn · g2 white bishop · h2 white pawn · a1 white bishop · c1 white queen · f1 white rook · g1 white king | a8 black rook · d8 black queen · f8 black rook · g8 black king · a7 black pawn · e7 black knight · f7 black pawn · g7 black bishop · b6 black pawn · c6 black pawn · g6 black pawn · h6 black pawn · d5 black bishop · a4 white pawn · b4 white bishop · d4 black pawn · e4 white knight · d3 white pawn · g3 white pawn · b2 white pawn · e2 white pawn · f2 white pawn · g2 white bishop · h2 white pawn · a1 white bishop · c1 white queen · f1 white rook · g1 white king | a8 black rook · d8 black queen · f8 black rook · g8 black king · a7 black pawn · e7 black knight · f7 black pawn · g7 black bishop · b6 black pawn · c6 black pawn · g6 black pawn · h6 black pawn · d5 black bishop · a4 white pawn · b4 white bishop · d4 black pawn · e4 white knight · d3 white pawn · g3 white pawn · b2 white pawn · e2 white pawn · f2 white pawn · g2 white bishop · h2 white pawn · a1 white bishop · c1 white queen · f1 white rook · g1 white king | a8 black rook · d8 black queen · f8 black rook · g8 black king · a7 black pawn · e7 black knight · f7 black pawn · g7 black bishop · b6 black pawn · c6 black pawn · g6 black pawn · h6 black pawn · d5 black bishop · a4 white pawn · b4 white bishop · d4 black pawn · e4 white knight · d3 white pawn · g3 white pawn · b2 white pawn · e2 white pawn · f2 white pawn · g2 white bishop · h2 white pawn · a1 white bishop · c1 white queen · f1 white rook · g1 white king | a8 black rook · d8 black queen · f8 black rook · g8 black king · a7 black pawn · e7 black knight · f7 black pawn · g7 black bishop · b6 black pawn · c6 black pawn · g6 black pawn · h6 black pawn · d5 black bishop · a4 white pawn · b4 white bishop · d4 black pawn · e4 white knight · d3 white pawn · g3 white pawn · b2 white pawn · e2 white pawn · f2 white pawn · g2 white bishop · h2 white pawn · a1 white bishop · c1 white queen · f1 white rook · g1 white king | a8 black rook · d8 black queen · f8 black rook · g8 black king · a7 black pawn · e7 black knight · f7 black pawn · g7 black bishop · b6 black pawn · c6 black pawn · g6 black pawn · h6 black pawn · d5 black bishop · a4 white pawn · b4 white bishop · d4 black pawn · e4 white knight · d3 white pawn · g3 white pawn · b2 white pawn · e2 white pawn · f2 white pawn · g2 white bishop · h2 white pawn · a1 white bishop · c1 white queen · f1 white rook · g1 white king | a8 black rook · d8 black queen · f8 black rook · g8 black king · a7 black pawn · e7 black knight · f7 black pawn · g7 black bishop · b6 black pawn · c6 black pawn · g6 black pawn · h6 black pawn · d5 black bishop · a4 white pawn · b4 white bishop · d4 black pawn · e4 white knight · d3 white pawn · g3 white pawn · b2 white pawn · e2 white pawn · f2 white pawn · g2 white bishop · h2 white pawn · a1 white bishop · c1 white queen · f1 white rook · g1 white king | a8 black rook · d8 black queen · f8 black rook · g8 black king · a7 black pawn · e7 black knight · f7 black pawn · g7 black bishop · b6 black pawn · c6 black pawn · g6 black pawn · h6 black pawn · d5 black bishop · a4 white pawn · b4 white bishop · d4 black pawn · e4 white knight · d3 white pawn · g3 white pawn · b2 white pawn · e2 white pawn · f2 white pawn · g2 white bishop · h2 white pawn · a1 white bishop · c1 white queen · f1 white rook · g1 white king | 8 |
| 7 | a8 black rook · d8 black queen · f8 black rook · g8 black king · a7 black pawn · e7 black knight · f7 black pawn · g7 black bishop · b6 black pawn · c6 black pawn · g6 black pawn · h6 black pawn · d5 black bishop · a4 white pawn · b4 white bishop · d4 black pawn · e4 white knight · d3 white pawn · g3 white pawn · b2 white pawn · e2 white pawn · f2 white pawn · g2 white bishop · h2 white pawn · a1 white bishop · c1 white queen · f1 white rook · g1 white king | a8 black rook · d8 black queen · f8 black rook · g8 black king · a7 black pawn · e7 black knight · f7 black pawn · g7 black bishop · b6 black pawn · c6 black pawn · g6 black pawn · h6 black pawn · d5 black bishop · a4 white pawn · b4 white bishop · d4 black pawn · e4 white knight · d3 white pawn · g3 white pawn · b2 white pawn · e2 white pawn · f2 white pawn · g2 white bishop · h2 white pawn · a1 white bishop · c1 white queen · f1 white rook · g1 white king | a8 black rook · d8 black queen · f8 black rook · g8 black king · a7 black pawn · e7 black knight · f7 black pawn · g7 black bishop · b6 black pawn · c6 black pawn · g6 black pawn · h6 black pawn · d5 black bishop · a4 white pawn · b4 white bishop · d4 black pawn · e4 white knight · d3 white pawn · g3 white pawn · b2 white pawn · e2 white pawn · f2 white pawn · g2 white bishop · h2 white pawn · a1 white bishop · c1 white queen · f1 white rook · g1 white king | a8 black rook · d8 black queen · f8 black rook · g8 black king · a7 black pawn · e7 black knight · f7 black pawn · g7 black bishop · b6 black pawn · c6 black pawn · g6 black pawn · h6 black pawn · d5 black bishop · a4 white pawn · b4 white bishop · d4 black pawn · e4 white knight · d3 white pawn · g3 white pawn · b2 white pawn · e2 white pawn · f2 white pawn · g2 white bishop · h2 white pawn · a1 white bishop · c1 white queen · f1 white rook · g1 white king | a8 black rook · d8 black queen · f8 black rook · g8 black king · a7 black pawn · e7 black knight · f7 black pawn · g7 black bishop · b6 black pawn · c6 black pawn · g6 black pawn · h6 black pawn · d5 black bishop · a4 white pawn · b4 white bishop · d4 black pawn · e4 white knight · d3 white pawn · g3 white pawn · b2 white pawn · e2 white pawn · f2 white pawn · g2 white bishop · h2 white pawn · a1 white bishop · c1 white queen · f1 white rook · g1 white king | a8 black rook · d8 black queen · f8 black rook · g8 black king · a7 black pawn · e7 black knight · f7 black pawn · g7 black bishop · b6 black pawn · c6 black pawn · g6 black pawn · h6 black pawn · d5 black bishop · a4 white pawn · b4 white bishop · d4 black pawn · e4 white knight · d3 white pawn · g3 white pawn · b2 white pawn · e2 white pawn · f2 white pawn · g2 white bishop · h2 white pawn · a1 white bishop · c1 white queen · f1 white rook · g1 white king | a8 black rook · d8 black queen · f8 black rook · g8 black king · a7 black pawn · e7 black knight · f7 black pawn · g7 black bishop · b6 black pawn · c6 black pawn · g6 black pawn · h6 black pawn · d5 black bishop · a4 white pawn · b4 white bishop · d4 black pawn · e4 white knight · d3 white pawn · g3 white pawn · b2 white pawn · e2 white pawn · f2 white pawn · g2 white bishop · h2 white pawn · a1 white bishop · c1 white queen · f1 white rook · g1 white king | a8 black rook · d8 black queen · f8 black rook · g8 black king · a7 black pawn · e7 black knight · f7 black pawn · g7 black bishop · b6 black pawn · c6 black pawn · g6 black pawn · h6 black pawn · d5 black bishop · a4 white pawn · b4 white bishop · d4 black pawn · e4 white knight · d3 white pawn · g3 white pawn · b2 white pawn · e2 white pawn · f2 white pawn · g2 white bishop · h2 white pawn · a1 white bishop · c1 white queen · f1 white rook · g1 white king | 7 |
| 6 | a8 black rook · d8 black queen · f8 black rook · g8 black king · a7 black pawn · e7 black knight · f7 black pawn · g7 black bishop · b6 black pawn · c6 black pawn · g6 black pawn · h6 black pawn · d5 black bishop · a4 white pawn · b4 white bishop · d4 black pawn · e4 white knight · d3 white pawn · g3 white pawn · b2 white pawn · e2 white pawn · f2 white pawn · g2 white bishop · h2 white pawn · a1 white bishop · c1 white queen · f1 white rook · g1 white king | a8 black rook · d8 black queen · f8 black rook · g8 black king · a7 black pawn · e7 black knight · f7 black pawn · g7 black bishop · b6 black pawn · c6 black pawn · g6 black pawn · h6 black pawn · d5 black bishop · a4 white pawn · b4 white bishop · d4 black pawn · e4 white knight · d3 white pawn · g3 white pawn · b2 white pawn · e2 white pawn · f2 white pawn · g2 white bishop · h2 white pawn · a1 white bishop · c1 white queen · f1 white rook · g1 white king | a8 black rook · d8 black queen · f8 black rook · g8 black king · a7 black pawn · e7 black knight · f7 black pawn · g7 black bishop · b6 black pawn · c6 black pawn · g6 black pawn · h6 black pawn · d5 black bishop · a4 white pawn · b4 white bishop · d4 black pawn · e4 white knight · d3 white pawn · g3 white pawn · b2 white pawn · e2 white pawn · f2 white pawn · g2 white bishop · h2 white pawn · a1 white bishop · c1 white queen · f1 white rook · g1 white king | a8 black rook · d8 black queen · f8 black rook · g8 black king · a7 black pawn · e7 black knight · f7 black pawn · g7 black bishop · b6 black pawn · c6 black pawn · g6 black pawn · h6 black pawn · d5 black bishop · a4 white pawn · b4 white bishop · d4 black pawn · e4 white knight · d3 white pawn · g3 white pawn · b2 white pawn · e2 white pawn · f2 white pawn · g2 white bishop · h2 white pawn · a1 white bishop · c1 white queen · f1 white rook · g1 white king | a8 black rook · d8 black queen · f8 black rook · g8 black king · a7 black pawn · e7 black knight · f7 black pawn · g7 black bishop · b6 black pawn · c6 black pawn · g6 black pawn · h6 black pawn · d5 black bishop · a4 white pawn · b4 white bishop · d4 black pawn · e4 white knight · d3 white pawn · g3 white pawn · b2 white pawn · e2 white pawn · f2 white pawn · g2 white bishop · h2 white pawn · a1 white bishop · c1 white queen · f1 white rook · g1 white king | a8 black rook · d8 black queen · f8 black rook · g8 black king · a7 black pawn · e7 black knight · f7 black pawn · g7 black bishop · b6 black pawn · c6 black pawn · g6 black pawn · h6 black pawn · d5 black bishop · a4 white pawn · b4 white bishop · d4 black pawn · e4 white knight · d3 white pawn · g3 white pawn · b2 white pawn · e2 white pawn · f2 white pawn · g2 white bishop · h2 white pawn · a1 white bishop · c1 white queen · f1 white rook · g1 white king | a8 black rook · d8 black queen · f8 black rook · g8 black king · a7 black pawn · e7 black knight · f7 black pawn · g7 black bishop · b6 black pawn · c6 black pawn · g6 black pawn · h6 black pawn · d5 black bishop · a4 white pawn · b4 white bishop · d4 black pawn · e4 white knight · d3 white pawn · g3 white pawn · b2 white pawn · e2 white pawn · f2 white pawn · g2 white bishop · h2 white pawn · a1 white bishop · c1 white queen · f1 white rook · g1 white king | a8 black rook · d8 black queen · f8 black rook · g8 black king · a7 black pawn · e7 black knight · f7 black pawn · g7 black bishop · b6 black pawn · c6 black pawn · g6 black pawn · h6 black pawn · d5 black bishop · a4 white pawn · b4 white bishop · d4 black pawn · e4 white knight · d3 white pawn · g3 white pawn · b2 white pawn · e2 white pawn · f2 white pawn · g2 white bishop · h2 white pawn · a1 white bishop · c1 white queen · f1 white rook · g1 white king | 6 |
| 5 | a8 black rook · d8 black queen · f8 black rook · g8 black king · a7 black pawn · e7 black knight · f7 black pawn · g7 black bishop · b6 black pawn · c6 black pawn · g6 black pawn · h6 black pawn · d5 black bishop · a4 white pawn · b4 white bishop · d4 black pawn · e4 white knight · d3 white pawn · g3 white pawn · b2 white pawn · e2 white pawn · f2 white pawn · g2 white bishop · h2 white pawn · a1 white bishop · c1 white queen · f1 white rook · g1 white king | a8 black rook · d8 black queen · f8 black rook · g8 black king · a7 black pawn · e7 black knight · f7 black pawn · g7 black bishop · b6 black pawn · c6 black pawn · g6 black pawn · h6 black pawn · d5 black bishop · a4 white pawn · b4 white bishop · d4 black pawn · e4 white knight · d3 white pawn · g3 white pawn · b2 white pawn · e2 white pawn · f2 white pawn · g2 white bishop · h2 white pawn · a1 white bishop · c1 white queen · f1 white rook · g1 white king | a8 black rook · d8 black queen · f8 black rook · g8 black king · a7 black pawn · e7 black knight · f7 black pawn · g7 black bishop · b6 black pawn · c6 black pawn · g6 black pawn · h6 black pawn · d5 black bishop · a4 white pawn · b4 white bishop · d4 black pawn · e4 white knight · d3 white pawn · g3 white pawn · b2 white pawn · e2 white pawn · f2 white pawn · g2 white bishop · h2 white pawn · a1 white bishop · c1 white queen · f1 white rook · g1 white king | a8 black rook · d8 black queen · f8 black rook · g8 black king · a7 black pawn · e7 black knight · f7 black pawn · g7 black bishop · b6 black pawn · c6 black pawn · g6 black pawn · h6 black pawn · d5 black bishop · a4 white pawn · b4 white bishop · d4 black pawn · e4 white knight · d3 white pawn · g3 white pawn · b2 white pawn · e2 white pawn · f2 white pawn · g2 white bishop · h2 white pawn · a1 white bishop · c1 white queen · f1 white rook · g1 white king | a8 black rook · d8 black queen · f8 black rook · g8 black king · a7 black pawn · e7 black knight · f7 black pawn · g7 black bishop · b6 black pawn · c6 black pawn · g6 black pawn · h6 black pawn · d5 black bishop · a4 white pawn · b4 white bishop · d4 black pawn · e4 white knight · d3 white pawn · g3 white pawn · b2 white pawn · e2 white pawn · f2 white pawn · g2 white bishop · h2 white pawn · a1 white bishop · c1 white queen · f1 white rook · g1 white king | a8 black rook · d8 black queen · f8 black rook · g8 black king · a7 black pawn · e7 black knight · f7 black pawn · g7 black bishop · b6 black pawn · c6 black pawn · g6 black pawn · h6 black pawn · d5 black bishop · a4 white pawn · b4 white bishop · d4 black pawn · e4 white knight · d3 white pawn · g3 white pawn · b2 white pawn · e2 white pawn · f2 white pawn · g2 white bishop · h2 white pawn · a1 white bishop · c1 white queen · f1 white rook · g1 white king | a8 black rook · d8 black queen · f8 black rook · g8 black king · a7 black pawn · e7 black knight · f7 black pawn · g7 black bishop · b6 black pawn · c6 black pawn · g6 black pawn · h6 black pawn · d5 black bishop · a4 white pawn · b4 white bishop · d4 black pawn · e4 white knight · d3 white pawn · g3 white pawn · b2 white pawn · e2 white pawn · f2 white pawn · g2 white bishop · h2 white pawn · a1 white bishop · c1 white queen · f1 white rook · g1 white king | a8 black rook · d8 black queen · f8 black rook · g8 black king · a7 black pawn · e7 black knight · f7 black pawn · g7 black bishop · b6 black pawn · c6 black pawn · g6 black pawn · h6 black pawn · d5 black bishop · a4 white pawn · b4 white bishop · d4 black pawn · e4 white knight · d3 white pawn · g3 white pawn · b2 white pawn · e2 white pawn · f2 white pawn · g2 white bishop · h2 white pawn · a1 white bishop · c1 white queen · f1 white rook · g1 white king | 5 |
| 4 | a8 black rook · d8 black queen · f8 black rook · g8 black king · a7 black pawn · e7 black knight · f7 black pawn · g7 black bishop · b6 black pawn · c6 black pawn · g6 black pawn · h6 black pawn · d5 black bishop · a4 white pawn · b4 white bishop · d4 black pawn · e4 white knight · d3 white pawn · g3 white pawn · b2 white pawn · e2 white pawn · f2 white pawn · g2 white bishop · h2 white pawn · a1 white bishop · c1 white queen · f1 white rook · g1 white king | a8 black rook · d8 black queen · f8 black rook · g8 black king · a7 black pawn · e7 black knight · f7 black pawn · g7 black bishop · b6 black pawn · c6 black pawn · g6 black pawn · h6 black pawn · d5 black bishop · a4 white pawn · b4 white bishop · d4 black pawn · e4 white knight · d3 white pawn · g3 white pawn · b2 white pawn · e2 white pawn · f2 white pawn · g2 white bishop · h2 white pawn · a1 white bishop · c1 white queen · f1 white rook · g1 white king | a8 black rook · d8 black queen · f8 black rook · g8 black king · a7 black pawn · e7 black knight · f7 black pawn · g7 black bishop · b6 black pawn · c6 black pawn · g6 black pawn · h6 black pawn · d5 black bishop · a4 white pawn · b4 white bishop · d4 black pawn · e4 white knight · d3 white pawn · g3 white pawn · b2 white pawn · e2 white pawn · f2 white pawn · g2 white bishop · h2 white pawn · a1 white bishop · c1 white queen · f1 white rook · g1 white king | a8 black rook · d8 black queen · f8 black rook · g8 black king · a7 black pawn · e7 black knight · f7 black pawn · g7 black bishop · b6 black pawn · c6 black pawn · g6 black pawn · h6 black pawn · d5 black bishop · a4 white pawn · b4 white bishop · d4 black pawn · e4 white knight · d3 white pawn · g3 white pawn · b2 white pawn · e2 white pawn · f2 white pawn · g2 white bishop · h2 white pawn · a1 white bishop · c1 white queen · f1 white rook · g1 white king | a8 black rook · d8 black queen · f8 black rook · g8 black king · a7 black pawn · e7 black knight · f7 black pawn · g7 black bishop · b6 black pawn · c6 black pawn · g6 black pawn · h6 black pawn · d5 black bishop · a4 white pawn · b4 white bishop · d4 black pawn · e4 white knight · d3 white pawn · g3 white pawn · b2 white pawn · e2 white pawn · f2 white pawn · g2 white bishop · h2 white pawn · a1 white bishop · c1 white queen · f1 white rook · g1 white king | a8 black rook · d8 black queen · f8 black rook · g8 black king · a7 black pawn · e7 black knight · f7 black pawn · g7 black bishop · b6 black pawn · c6 black pawn · g6 black pawn · h6 black pawn · d5 black bishop · a4 white pawn · b4 white bishop · d4 black pawn · e4 white knight · d3 white pawn · g3 white pawn · b2 white pawn · e2 white pawn · f2 white pawn · g2 white bishop · h2 white pawn · a1 white bishop · c1 white queen · f1 white rook · g1 white king | a8 black rook · d8 black queen · f8 black rook · g8 black king · a7 black pawn · e7 black knight · f7 black pawn · g7 black bishop · b6 black pawn · c6 black pawn · g6 black pawn · h6 black pawn · d5 black bishop · a4 white pawn · b4 white bishop · d4 black pawn · e4 white knight · d3 white pawn · g3 white pawn · b2 white pawn · e2 white pawn · f2 white pawn · g2 white bishop · h2 white pawn · a1 white bishop · c1 white queen · f1 white rook · g1 white king | a8 black rook · d8 black queen · f8 black rook · g8 black king · a7 black pawn · e7 black knight · f7 black pawn · g7 black bishop · b6 black pawn · c6 black pawn · g6 black pawn · h6 black pawn · d5 black bishop · a4 white pawn · b4 white bishop · d4 black pawn · e4 white knight · d3 white pawn · g3 white pawn · b2 white pawn · e2 white pawn · f2 white pawn · g2 white bishop · h2 white pawn · a1 white bishop · c1 white queen · f1 white rook · g1 white king | 4 |
| 3 | a8 black rook · d8 black queen · f8 black rook · g8 black king · a7 black pawn · e7 black knight · f7 black pawn · g7 black bishop · b6 black pawn · c6 black pawn · g6 black pawn · h6 black pawn · d5 black bishop · a4 white pawn · b4 white bishop · d4 black pawn · e4 white knight · d3 white pawn · g3 white pawn · b2 white pawn · e2 white pawn · f2 white pawn · g2 white bishop · h2 white pawn · a1 white bishop · c1 white queen · f1 white rook · g1 white king | a8 black rook · d8 black queen · f8 black rook · g8 black king · a7 black pawn · e7 black knight · f7 black pawn · g7 black bishop · b6 black pawn · c6 black pawn · g6 black pawn · h6 black pawn · d5 black bishop · a4 white pawn · b4 white bishop · d4 black pawn · e4 white knight · d3 white pawn · g3 white pawn · b2 white pawn · e2 white pawn · f2 white pawn · g2 white bishop · h2 white pawn · a1 white bishop · c1 white queen · f1 white rook · g1 white king | a8 black rook · d8 black queen · f8 black rook · g8 black king · a7 black pawn · e7 black knight · f7 black pawn · g7 black bishop · b6 black pawn · c6 black pawn · g6 black pawn · h6 black pawn · d5 black bishop · a4 white pawn · b4 white bishop · d4 black pawn · e4 white knight · d3 white pawn · g3 white pawn · b2 white pawn · e2 white pawn · f2 white pawn · g2 white bishop · h2 white pawn · a1 white bishop · c1 white queen · f1 white rook · g1 white king | a8 black rook · d8 black queen · f8 black rook · g8 black king · a7 black pawn · e7 black knight · f7 black pawn · g7 black bishop · b6 black pawn · c6 black pawn · g6 black pawn · h6 black pawn · d5 black bishop · a4 white pawn · b4 white bishop · d4 black pawn · e4 white knight · d3 white pawn · g3 white pawn · b2 white pawn · e2 white pawn · f2 white pawn · g2 white bishop · h2 white pawn · a1 white bishop · c1 white queen · f1 white rook · g1 white king | a8 black rook · d8 black queen · f8 black rook · g8 black king · a7 black pawn · e7 black knight · f7 black pawn · g7 black bishop · b6 black pawn · c6 black pawn · g6 black pawn · h6 black pawn · d5 black bishop · a4 white pawn · b4 white bishop · d4 black pawn · e4 white knight · d3 white pawn · g3 white pawn · b2 white pawn · e2 white pawn · f2 white pawn · g2 white bishop · h2 white pawn · a1 white bishop · c1 white queen · f1 white rook · g1 white king | a8 black rook · d8 black queen · f8 black rook · g8 black king · a7 black pawn · e7 black knight · f7 black pawn · g7 black bishop · b6 black pawn · c6 black pawn · g6 black pawn · h6 black pawn · d5 black bishop · a4 white pawn · b4 white bishop · d4 black pawn · e4 white knight · d3 white pawn · g3 white pawn · b2 white pawn · e2 white pawn · f2 white pawn · g2 white bishop · h2 white pawn · a1 white bishop · c1 white queen · f1 white rook · g1 white king | a8 black rook · d8 black queen · f8 black rook · g8 black king · a7 black pawn · e7 black knight · f7 black pawn · g7 black bishop · b6 black pawn · c6 black pawn · g6 black pawn · h6 black pawn · d5 black bishop · a4 white pawn · b4 white bishop · d4 black pawn · e4 white knight · d3 white pawn · g3 white pawn · b2 white pawn · e2 white pawn · f2 white pawn · g2 white bishop · h2 white pawn · a1 white bishop · c1 white queen · f1 white rook · g1 white king | a8 black rook · d8 black queen · f8 black rook · g8 black king · a7 black pawn · e7 black knight · f7 black pawn · g7 black bishop · b6 black pawn · c6 black pawn · g6 black pawn · h6 black pawn · d5 black bishop · a4 white pawn · b4 white bishop · d4 black pawn · e4 white knight · d3 white pawn · g3 white pawn · b2 white pawn · e2 white pawn · f2 white pawn · g2 white bishop · h2 white pawn · a1 white bishop · c1 white queen · f1 white rook · g1 white king | 3 |
| 2 | a8 black rook · d8 black queen · f8 black rook · g8 black king · a7 black pawn · e7 black knight · f7 black pawn · g7 black bishop · b6 black pawn · c6 black pawn · g6 black pawn · h6 black pawn · d5 black bishop · a4 white pawn · b4 white bishop · d4 black pawn · e4 white knight · d3 white pawn · g3 white pawn · b2 white pawn · e2 white pawn · f2 white pawn · g2 white bishop · h2 white pawn · a1 white bishop · c1 white queen · f1 white rook · g1 white king | a8 black rook · d8 black queen · f8 black rook · g8 black king · a7 black pawn · e7 black knight · f7 black pawn · g7 black bishop · b6 black pawn · c6 black pawn · g6 black pawn · h6 black pawn · d5 black bishop · a4 white pawn · b4 white bishop · d4 black pawn · e4 white knight · d3 white pawn · g3 white pawn · b2 white pawn · e2 white pawn · f2 white pawn · g2 white bishop · h2 white pawn · a1 white bishop · c1 white queen · f1 white rook · g1 white king | a8 black rook · d8 black queen · f8 black rook · g8 black king · a7 black pawn · e7 black knight · f7 black pawn · g7 black bishop · b6 black pawn · c6 black pawn · g6 black pawn · h6 black pawn · d5 black bishop · a4 white pawn · b4 white bishop · d4 black pawn · e4 white knight · d3 white pawn · g3 white pawn · b2 white pawn · e2 white pawn · f2 white pawn · g2 white bishop · h2 white pawn · a1 white bishop · c1 white queen · f1 white rook · g1 white king | a8 black rook · d8 black queen · f8 black rook · g8 black king · a7 black pawn · e7 black knight · f7 black pawn · g7 black bishop · b6 black pawn · c6 black pawn · g6 black pawn · h6 black pawn · d5 black bishop · a4 white pawn · b4 white bishop · d4 black pawn · e4 white knight · d3 white pawn · g3 white pawn · b2 white pawn · e2 white pawn · f2 white pawn · g2 white bishop · h2 white pawn · a1 white bishop · c1 white queen · f1 white rook · g1 white king | a8 black rook · d8 black queen · f8 black rook · g8 black king · a7 black pawn · e7 black knight · f7 black pawn · g7 black bishop · b6 black pawn · c6 black pawn · g6 black pawn · h6 black pawn · d5 black bishop · a4 white pawn · b4 white bishop · d4 black pawn · e4 white knight · d3 white pawn · g3 white pawn · b2 white pawn · e2 white pawn · f2 white pawn · g2 white bishop · h2 white pawn · a1 white bishop · c1 white queen · f1 white rook · g1 white king | a8 black rook · d8 black queen · f8 black rook · g8 black king · a7 black pawn · e7 black knight · f7 black pawn · g7 black bishop · b6 black pawn · c6 black pawn · g6 black pawn · h6 black pawn · d5 black bishop · a4 white pawn · b4 white bishop · d4 black pawn · e4 white knight · d3 white pawn · g3 white pawn · b2 white pawn · e2 white pawn · f2 white pawn · g2 white bishop · h2 white pawn · a1 white bishop · c1 white queen · f1 white rook · g1 white king | a8 black rook · d8 black queen · f8 black rook · g8 black king · a7 black pawn · e7 black knight · f7 black pawn · g7 black bishop · b6 black pawn · c6 black pawn · g6 black pawn · h6 black pawn · d5 black bishop · a4 white pawn · b4 white bishop · d4 black pawn · e4 white knight · d3 white pawn · g3 white pawn · b2 white pawn · e2 white pawn · f2 white pawn · g2 white bishop · h2 white pawn · a1 white bishop · c1 white queen · f1 white rook · g1 white king | a8 black rook · d8 black queen · f8 black rook · g8 black king · a7 black pawn · e7 black knight · f7 black pawn · g7 black bishop · b6 black pawn · c6 black pawn · g6 black pawn · h6 black pawn · d5 black bishop · a4 white pawn · b4 white bishop · d4 black pawn · e4 white knight · d3 white pawn · g3 white pawn · b2 white pawn · e2 white pawn · f2 white pawn · g2 white bishop · h2 white pawn · a1 white bishop · c1 white queen · f1 white rook · g1 white king | 2 |
| 1 | a8 black rook · d8 black queen · f8 black rook · g8 black king · a7 black pawn · e7 black knight · f7 black pawn · g7 black bishop · b6 black pawn · c6 black pawn · g6 black pawn · h6 black pawn · d5 black bishop · a4 white pawn · b4 white bishop · d4 black pawn · e4 white knight · d3 white pawn · g3 white pawn · b2 white pawn · e2 white pawn · f2 white pawn · g2 white bishop · h2 white pawn · a1 white bishop · c1 white queen · f1 white rook · g1 white king | a8 black rook · d8 black queen · f8 black rook · g8 black king · a7 black pawn · e7 black knight · f7 black pawn · g7 black bishop · b6 black pawn · c6 black pawn · g6 black pawn · h6 black pawn · d5 black bishop · a4 white pawn · b4 white bishop · d4 black pawn · e4 white knight · d3 white pawn · g3 white pawn · b2 white pawn · e2 white pawn · f2 white pawn · g2 white bishop · h2 white pawn · a1 white bishop · c1 white queen · f1 white rook · g1 white king | a8 black rook · d8 black queen · f8 black rook · g8 black king · a7 black pawn · e7 black knight · f7 black pawn · g7 black bishop · b6 black pawn · c6 black pawn · g6 black pawn · h6 black pawn · d5 black bishop · a4 white pawn · b4 white bishop · d4 black pawn · e4 white knight · d3 white pawn · g3 white pawn · b2 white pawn · e2 white pawn · f2 white pawn · g2 white bishop · h2 white pawn · a1 white bishop · c1 white queen · f1 white rook · g1 white king | a8 black rook · d8 black queen · f8 black rook · g8 black king · a7 black pawn · e7 black knight · f7 black pawn · g7 black bishop · b6 black pawn · c6 black pawn · g6 black pawn · h6 black pawn · d5 black bishop · a4 white pawn · b4 white bishop · d4 black pawn · e4 white knight · d3 white pawn · g3 white pawn · b2 white pawn · e2 white pawn · f2 white pawn · g2 white bishop · h2 white pawn · a1 white bishop · c1 white queen · f1 white rook · g1 white king | a8 black rook · d8 black queen · f8 black rook · g8 black king · a7 black pawn · e7 black knight · f7 black pawn · g7 black bishop · b6 black pawn · c6 black pawn · g6 black pawn · h6 black pawn · d5 black bishop · a4 white pawn · b4 white bishop · d4 black pawn · e4 white knight · d3 white pawn · g3 white pawn · b2 white pawn · e2 white pawn · f2 white pawn · g2 white bishop · h2 white pawn · a1 white bishop · c1 white queen · f1 white rook · g1 white king | a8 black rook · d8 black queen · f8 black rook · g8 black king · a7 black pawn · e7 black knight · f7 black pawn · g7 black bishop · b6 black pawn · c6 black pawn · g6 black pawn · h6 black pawn · d5 black bishop · a4 white pawn · b4 white bishop · d4 black pawn · e4 white knight · d3 white pawn · g3 white pawn · b2 white pawn · e2 white pawn · f2 white pawn · g2 white bishop · h2 white pawn · a1 white bishop · c1 white queen · f1 white rook · g1 white king | a8 black rook · d8 black queen · f8 black rook · g8 black king · a7 black pawn · e7 black knight · f7 black pawn · g7 black bishop · b6 black pawn · c6 black pawn · g6 black pawn · h6 black pawn · d5 black bishop · a4 white pawn · b4 white bishop · d4 black pawn · e4 white knight · d3 white pawn · g3 white pawn · b2 white pawn · e2 white pawn · f2 white pawn · g2 white bishop · h2 white pawn · a1 white bishop · c1 white queen · f1 white rook · g1 white king | a8 black rook · d8 black queen · f8 black rook · g8 black king · a7 black pawn · e7 black knight · f7 black pawn · g7 black bishop · b6 black pawn · c6 black pawn · g6 black pawn · h6 black pawn · d5 black bishop · a4 white pawn · b4 white bishop · d4 black pawn · e4 white knight · d3 white pawn · g3 white pawn · b2 white pawn · e2 white pawn · f2 white pawn · g2 white bishop · h2 white pawn · a1 white bishop · c1 white queen · f1 white rook · g1 white king | 1 |
|   | a | b | c | d | e | f | g | h |   |

У трећој партији Карлсен је почео потезом 1.♘ф3 као у првој, али за разлику од прве, играо је у трећем потезу пешаком на ц4. У средишњици је изгледало да Ананд може добити партију, због принуђеног играња Карлсена дамома на х1, након чега је дошао у ситуацији са недостатком времена. Жртвом пешака 32…цxд3, те узимањем пешака у 36. потезу Карлсен је поново активирао своје фигуре, тако да је принудио Ананда на изједначену позицију разменом фигура. Након одбијене понуде ремија у 41. потезу, Карлсен игра даље, размјењујући фигуре, све до 51. потеза када су на табли остали ловац и краљ, што је водило ка ремију. 

Ретијево отварање, Краљев индијски напад (ECO A07)
1.♘f3 d5 2.g3 g6 3.c4 dxc4 4.♕a4+ ♘c6 5.♗g2 ♗g7 6.♘c3 e5 7.♕xc4 ♘ge7 8.O-O O-O 9.d3 h6 10.♗d2 ♘d4 11.♘xd4 exd4 12.♘e4 c6 13.♗b4 ♗e6 14.♕c1 ♗d5 15.a4 b6 16.♗xe7 ♕xe7 17.a5 ♖ab8 18.♖e1 ♖fc8 19.axb6 axb6 20.♕f4 ♖d8 21.h4 ♔h7 22.♘d2 ♗e5 23.♕g4 h5 24.♕h3 ♗e6 25.♕h1 c5 26.♘e4 ♔g7 27.♘g5 b5 28.e3 dxe3 29.♖xe3 ♗d4 30.♖e2 c4 31.♘xe6+ fxe6 32.♗e4 cxd3 33.♖d2 ♕b4 34.♖ad1 ♗xb2 35.♕f3 ♗f6 36.♖xd3 ♖xd3 37.♖xd3 ♖d8 38.♖xd8 ♗xd8 39.♗d3 ♕d4 40.♗xb5 ♕f6 41.♕b7+ ♗e7 42.♔g2 g5 43.hxg5 ♕xg5 44.Bc4 h4 45.♕c7 hxg3 46.♕xg3 e5 47.♔f3 ♕xg3+ 48.fxg3 Bc5 49.♔e4 Bd4 50.♔f5 Bf2 51.♔xe5 Bxg3+ ½−½

#### 4. партија
Ананд - Карлсен
 4. партија
Шпанска партија, Берлинска одбрана, Отворена варијанта (ECO C67)
|   | a | b | c | d | e | f | g | h |   |
| 8 | a8 black rook · e8 black bishop · b7 black king · c7 black pawn · b6 black pawn · c6 black knight · e6 white pawn · g6 black pawn · a5 black pawn · b5 white knight · c4 white rook · g4 white pawn · h4 black rook · b3 white pawn · f2 white knight · c1 white rook · g1 white king | a8 black rook · e8 black bishop · b7 black king · c7 black pawn · b6 black pawn · c6 black knight · e6 white pawn · g6 black pawn · a5 black pawn · b5 white knight · c4 white rook · g4 white pawn · h4 black rook · b3 white pawn · f2 white knight · c1 white rook · g1 white king | a8 black rook · e8 black bishop · b7 black king · c7 black pawn · b6 black pawn · c6 black knight · e6 white pawn · g6 black pawn · a5 black pawn · b5 white knight · c4 white rook · g4 white pawn · h4 black rook · b3 white pawn · f2 white knight · c1 white rook · g1 white king | a8 black rook · e8 black bishop · b7 black king · c7 black pawn · b6 black pawn · c6 black knight · e6 white pawn · g6 black pawn · a5 black pawn · b5 white knight · c4 white rook · g4 white pawn · h4 black rook · b3 white pawn · f2 white knight · c1 white rook · g1 white king | a8 black rook · e8 black bishop · b7 black king · c7 black pawn · b6 black pawn · c6 black knight · e6 white pawn · g6 black pawn · a5 black pawn · b5 white knight · c4 white rook · g4 white pawn · h4 black rook · b3 white pawn · f2 white knight · c1 white rook · g1 white king | a8 black rook · e8 black bishop · b7 black king · c7 black pawn · b6 black pawn · c6 black knight · e6 white pawn · g6 black pawn · a5 black pawn · b5 white knight · c4 white rook · g4 white pawn · h4 black rook · b3 white pawn · f2 white knight · c1 white rook · g1 white king | a8 black rook · e8 black bishop · b7 black king · c7 black pawn · b6 black pawn · c6 black knight · e6 white pawn · g6 black pawn · a5 black pawn · b5 white knight · c4 white rook · g4 white pawn · h4 black rook · b3 white pawn · f2 white knight · c1 white rook · g1 white king | a8 black rook · e8 black bishop · b7 black king · c7 black pawn · b6 black pawn · c6 black knight · e6 white pawn · g6 black pawn · a5 black pawn · b5 white knight · c4 white rook · g4 white pawn · h4 black rook · b3 white pawn · f2 white knight · c1 white rook · g1 white king | 8 |
| 7 | a8 black rook · e8 black bishop · b7 black king · c7 black pawn · b6 black pawn · c6 black knight · e6 white pawn · g6 black pawn · a5 black pawn · b5 white knight · c4 white rook · g4 white pawn · h4 black rook · b3 white pawn · f2 white knight · c1 white rook · g1 white king | a8 black rook · e8 black bishop · b7 black king · c7 black pawn · b6 black pawn · c6 black knight · e6 white pawn · g6 black pawn · a5 black pawn · b5 white knight · c4 white rook · g4 white pawn · h4 black rook · b3 white pawn · f2 white knight · c1 white rook · g1 white king | a8 black rook · e8 black bishop · b7 black king · c7 black pawn · b6 black pawn · c6 black knight · e6 white pawn · g6 black pawn · a5 black pawn · b5 white knight · c4 white rook · g4 white pawn · h4 black rook · b3 white pawn · f2 white knight · c1 white rook · g1 white king | a8 black rook · e8 black bishop · b7 black king · c7 black pawn · b6 black pawn · c6 black knight · e6 white pawn · g6 black pawn · a5 black pawn · b5 white knight · c4 white rook · g4 white pawn · h4 black rook · b3 white pawn · f2 white knight · c1 white rook · g1 white king | a8 black rook · e8 black bishop · b7 black king · c7 black pawn · b6 black pawn · c6 black knight · e6 white pawn · g6 black pawn · a5 black pawn · b5 white knight · c4 white rook · g4 white pawn · h4 black rook · b3 white pawn · f2 white knight · c1 white rook · g1 white king | a8 black rook · e8 black bishop · b7 black king · c7 black pawn · b6 black pawn · c6 black knight · e6 white pawn · g6 black pawn · a5 black pawn · b5 white knight · c4 white rook · g4 white pawn · h4 black rook · b3 white pawn · f2 white knight · c1 white rook · g1 white king | a8 black rook · e8 black bishop · b7 black king · c7 black pawn · b6 black pawn · c6 black knight · e6 white pawn · g6 black pawn · a5 black pawn · b5 white knight · c4 white rook · g4 white pawn · h4 black rook · b3 white pawn · f2 white knight · c1 white rook · g1 white king | a8 black rook · e8 black bishop · b7 black king · c7 black pawn · b6 black pawn · c6 black knight · e6 white pawn · g6 black pawn · a5 black pawn · b5 white knight · c4 white rook · g4 white pawn · h4 black rook · b3 white pawn · f2 white knight · c1 white rook · g1 white king | 7 |
| 6 | a8 black rook · e8 black bishop · b7 black king · c7 black pawn · b6 black pawn · c6 black knight · e6 white pawn · g6 black pawn · a5 black pawn · b5 white knight · c4 white rook · g4 white pawn · h4 black rook · b3 white pawn · f2 white knight · c1 white rook · g1 white king | a8 black rook · e8 black bishop · b7 black king · c7 black pawn · b6 black pawn · c6 black knight · e6 white pawn · g6 black pawn · a5 black pawn · b5 white knight · c4 white rook · g4 white pawn · h4 black rook · b3 white pawn · f2 white knight · c1 white rook · g1 white king | a8 black rook · e8 black bishop · b7 black king · c7 black pawn · b6 black pawn · c6 black knight · e6 white pawn · g6 black pawn · a5 black pawn · b5 white knight · c4 white rook · g4 white pawn · h4 black rook · b3 white pawn · f2 white knight · c1 white rook · g1 white king | a8 black rook · e8 black bishop · b7 black king · c7 black pawn · b6 black pawn · c6 black knight · e6 white pawn · g6 black pawn · a5 black pawn · b5 white knight · c4 white rook · g4 white pawn · h4 black rook · b3 white pawn · f2 white knight · c1 white rook · g1 white king | a8 black rook · e8 black bishop · b7 black king · c7 black pawn · b6 black pawn · c6 black knight · e6 white pawn · g6 black pawn · a5 black pawn · b5 white knight · c4 white rook · g4 white pawn · h4 black rook · b3 white pawn · f2 white knight · c1 white rook · g1 white king | a8 black rook · e8 black bishop · b7 black king · c7 black pawn · b6 black pawn · c6 black knight · e6 white pawn · g6 black pawn · a5 black pawn · b5 white knight · c4 white rook · g4 white pawn · h4 black rook · b3 white pawn · f2 white knight · c1 white rook · g1 white king | a8 black rook · e8 black bishop · b7 black king · c7 black pawn · b6 black pawn · c6 black knight · e6 white pawn · g6 black pawn · a5 black pawn · b5 white knight · c4 white rook · g4 white pawn · h4 black rook · b3 white pawn · f2 white knight · c1 white rook · g1 white king | a8 black rook · e8 black bishop · b7 black king · c7 black pawn · b6 black pawn · c6 black knight · e6 white pawn · g6 black pawn · a5 black pawn · b5 white knight · c4 white rook · g4 white pawn · h4 black rook · b3 white pawn · f2 white knight · c1 white rook · g1 white king | 6 |
| 5 | a8 black rook · e8 black bishop · b7 black king · c7 black pawn · b6 black pawn · c6 black knight · e6 white pawn · g6 black pawn · a5 black pawn · b5 white knight · c4 white rook · g4 white pawn · h4 black rook · b3 white pawn · f2 white knight · c1 white rook · g1 white king | a8 black rook · e8 black bishop · b7 black king · c7 black pawn · b6 black pawn · c6 black knight · e6 white pawn · g6 black pawn · a5 black pawn · b5 white knight · c4 white rook · g4 white pawn · h4 black rook · b3 white pawn · f2 white knight · c1 white rook · g1 white king | a8 black rook · e8 black bishop · b7 black king · c7 black pawn · b6 black pawn · c6 black knight · e6 white pawn · g6 black pawn · a5 black pawn · b5 white knight · c4 white rook · g4 white pawn · h4 black rook · b3 white pawn · f2 white knight · c1 white rook · g1 white king | a8 black rook · e8 black bishop · b7 black king · c7 black pawn · b6 black pawn · c6 black knight · e6 white pawn · g6 black pawn · a5 black pawn · b5 white knight · c4 white rook · g4 white pawn · h4 black rook · b3 white pawn · f2 white knight · c1 white rook · g1 white king | a8 black rook · e8 black bishop · b7 black king · c7 black pawn · b6 black pawn · c6 black knight · e6 white pawn · g6 black pawn · a5 black pawn · b5 white knight · c4 white rook · g4 white pawn · h4 black rook · b3 white pawn · f2 white knight · c1 white rook · g1 white king | a8 black rook · e8 black bishop · b7 black king · c7 black pawn · b6 black pawn · c6 black knight · e6 white pawn · g6 black pawn · a5 black pawn · b5 white knight · c4 white rook · g4 white pawn · h4 black rook · b3 white pawn · f2 white knight · c1 white rook · g1 white king | a8 black rook · e8 black bishop · b7 black king · c7 black pawn · b6 black pawn · c6 black knight · e6 white pawn · g6 black pawn · a5 black pawn · b5 white knight · c4 white rook · g4 white pawn · h4 black rook · b3 white pawn · f2 white knight · c1 white rook · g1 white king | a8 black rook · e8 black bishop · b7 black king · c7 black pawn · b6 black pawn · c6 black knight · e6 white pawn · g6 black pawn · a5 black pawn · b5 white knight · c4 white rook · g4 white pawn · h4 black rook · b3 white pawn · f2 white knight · c1 white rook · g1 white king | 5 |
| 4 | a8 black rook · e8 black bishop · b7 black king · c7 black pawn · b6 black pawn · c6 black knight · e6 white pawn · g6 black pawn · a5 black pawn · b5 white knight · c4 white rook · g4 white pawn · h4 black rook · b3 white pawn · f2 white knight · c1 white rook · g1 white king | a8 black rook · e8 black bishop · b7 black king · c7 black pawn · b6 black pawn · c6 black knight · e6 white pawn · g6 black pawn · a5 black pawn · b5 white knight · c4 white rook · g4 white pawn · h4 black rook · b3 white pawn · f2 white knight · c1 white rook · g1 white king | a8 black rook · e8 black bishop · b7 black king · c7 black pawn · b6 black pawn · c6 black knight · e6 white pawn · g6 black pawn · a5 black pawn · b5 white knight · c4 white rook · g4 white pawn · h4 black rook · b3 white pawn · f2 white knight · c1 white rook · g1 white king | a8 black rook · e8 black bishop · b7 black king · c7 black pawn · b6 black pawn · c6 black knight · e6 white pawn · g6 black pawn · a5 black pawn · b5 white knight · c4 white rook · g4 white pawn · h4 black rook · b3 white pawn · f2 white knight · c1 white rook · g1 white king | a8 black rook · e8 black bishop · b7 black king · c7 black pawn · b6 black pawn · c6 black knight · e6 white pawn · g6 black pawn · a5 black pawn · b5 white knight · c4 white rook · g4 white pawn · h4 black rook · b3 white pawn · f2 white knight · c1 white rook · g1 white king | a8 black rook · e8 black bishop · b7 black king · c7 black pawn · b6 black pawn · c6 black knight · e6 white pawn · g6 black pawn · a5 black pawn · b5 white knight · c4 white rook · g4 white pawn · h4 black rook · b3 white pawn · f2 white knight · c1 white rook · g1 white king | a8 black rook · e8 black bishop · b7 black king · c7 black pawn · b6 black pawn · c6 black knight · e6 white pawn · g6 black pawn · a5 black pawn · b5 white knight · c4 white rook · g4 white pawn · h4 black rook · b3 white pawn · f2 white knight · c1 white rook · g1 white king | a8 black rook · e8 black bishop · b7 black king · c7 black pawn · b6 black pawn · c6 black knight · e6 white pawn · g6 black pawn · a5 black pawn · b5 white knight · c4 white rook · g4 white pawn · h4 black rook · b3 white pawn · f2 white knight · c1 white rook · g1 white king | 4 |
| 3 | a8 black rook · e8 black bishop · b7 black king · c7 black pawn · b6 black pawn · c6 black knight · e6 white pawn · g6 black pawn · a5 black pawn · b5 white knight · c4 white rook · g4 white pawn · h4 black rook · b3 white pawn · f2 white knight · c1 white rook · g1 white king | a8 black rook · e8 black bishop · b7 black king · c7 black pawn · b6 black pawn · c6 black knight · e6 white pawn · g6 black pawn · a5 black pawn · b5 white knight · c4 white rook · g4 white pawn · h4 black rook · b3 white pawn · f2 white knight · c1 white rook · g1 white king | a8 black rook · e8 black bishop · b7 black king · c7 black pawn · b6 black pawn · c6 black knight · e6 white pawn · g6 black pawn · a5 black pawn · b5 white knight · c4 white rook · g4 white pawn · h4 black rook · b3 white pawn · f2 white knight · c1 white rook · g1 white king | a8 black rook · e8 black bishop · b7 black king · c7 black pawn · b6 black pawn · c6 black knight · e6 white pawn · g6 black pawn · a5 black pawn · b5 white knight · c4 white rook · g4 white pawn · h4 black rook · b3 white pawn · f2 white knight · c1 white rook · g1 white king | a8 black rook · e8 black bishop · b7 black king · c7 black pawn · b6 black pawn · c6 black knight · e6 white pawn · g6 black pawn · a5 black pawn · b5 white knight · c4 white rook · g4 white pawn · h4 black rook · b3 white pawn · f2 white knight · c1 white rook · g1 white king | a8 black rook · e8 black bishop · b7 black king · c7 black pawn · b6 black pawn · c6 black knight · e6 white pawn · g6 black pawn · a5 black pawn · b5 white knight · c4 white rook · g4 white pawn · h4 black rook · b3 white pawn · f2 white knight · c1 white rook · g1 white king | a8 black rook · e8 black bishop · b7 black king · c7 black pawn · b6 black pawn · c6 black knight · e6 white pawn · g6 black pawn · a5 black pawn · b5 white knight · c4 white rook · g4 white pawn · h4 black rook · b3 white pawn · f2 white knight · c1 white rook · g1 white king | a8 black rook · e8 black bishop · b7 black king · c7 black pawn · b6 black pawn · c6 black knight · e6 white pawn · g6 black pawn · a5 black pawn · b5 white knight · c4 white rook · g4 white pawn · h4 black rook · b3 white pawn · f2 white knight · c1 white rook · g1 white king | 3 |
| 2 | a8 black rook · e8 black bishop · b7 black king · c7 black pawn · b6 black pawn · c6 black knight · e6 white pawn · g6 black pawn · a5 black pawn · b5 white knight · c4 white rook · g4 white pawn · h4 black rook · b3 white pawn · f2 white knight · c1 white rook · g1 white king | a8 black rook · e8 black bishop · b7 black king · c7 black pawn · b6 black pawn · c6 black knight · e6 white pawn · g6 black pawn · a5 black pawn · b5 white knight · c4 white rook · g4 white pawn · h4 black rook · b3 white pawn · f2 white knight · c1 white rook · g1 white king | a8 black rook · e8 black bishop · b7 black king · c7 black pawn · b6 black pawn · c6 black knight · e6 white pawn · g6 black pawn · a5 black pawn · b5 white knight · c4 white rook · g4 white pawn · h4 black rook · b3 white pawn · f2 white knight · c1 white rook · g1 white king | a8 black rook · e8 black bishop · b7 black king · c7 black pawn · b6 black pawn · c6 black knight · e6 white pawn · g6 black pawn · a5 black pawn · b5 white knight · c4 white rook · g4 white pawn · h4 black rook · b3 white pawn · f2 white knight · c1 white rook · g1 white king | a8 black rook · e8 black bishop · b7 black king · c7 black pawn · b6 black pawn · c6 black knight · e6 white pawn · g6 black pawn · a5 black pawn · b5 white knight · c4 white rook · g4 white pawn · h4 black rook · b3 white pawn · f2 white knight · c1 white rook · g1 white king | a8 black rook · e8 black bishop · b7 black king · c7 black pawn · b6 black pawn · c6 black knight · e6 white pawn · g6 black pawn · a5 black pawn · b5 white knight · c4 white rook · g4 white pawn · h4 black rook · b3 white pawn · f2 white knight · c1 white rook · g1 white king | a8 black rook · e8 black bishop · b7 black king · c7 black pawn · b6 black pawn · c6 black knight · e6 white pawn · g6 black pawn · a5 black pawn · b5 white knight · c4 white rook · g4 white pawn · h4 black rook · b3 white pawn · f2 white knight · c1 white rook · g1 white king | a8 black rook · e8 black bishop · b7 black king · c7 black pawn · b6 black pawn · c6 black knight · e6 white pawn · g6 black pawn · a5 black pawn · b5 white knight · c4 white rook · g4 white pawn · h4 black rook · b3 white pawn · f2 white knight · c1 white rook · g1 white king | 2 |
| 1 | a8 black rook · e8 black bishop · b7 black king · c7 black pawn · b6 black pawn · c6 black knight · e6 white pawn · g6 black pawn · a5 black pawn · b5 white knight · c4 white rook · g4 white pawn · h4 black rook · b3 white pawn · f2 white knight · c1 white rook · g1 white king | a8 black rook · e8 black bishop · b7 black king · c7 black pawn · b6 black pawn · c6 black knight · e6 white pawn · g6 black pawn · a5 black pawn · b5 white knight · c4 white rook · g4 white pawn · h4 black rook · b3 white pawn · f2 white knight · c1 white rook · g1 white king | a8 black rook · e8 black bishop · b7 black king · c7 black pawn · b6 black pawn · c6 black knight · e6 white pawn · g6 black pawn · a5 black pawn · b5 white knight · c4 white rook · g4 white pawn · h4 black rook · b3 white pawn · f2 white knight · c1 white rook · g1 white king | a8 black rook · e8 black bishop · b7 black king · c7 black pawn · b6 black pawn · c6 black knight · e6 white pawn · g6 black pawn · a5 black pawn · b5 white knight · c4 white rook · g4 white pawn · h4 black rook · b3 white pawn · f2 white knight · c1 white rook · g1 white king | a8 black rook · e8 black bishop · b7 black king · c7 black pawn · b6 black pawn · c6 black knight · e6 white pawn · g6 black pawn · a5 black pawn · b5 white knight · c4 white rook · g4 white pawn · h4 black rook · b3 white pawn · f2 white knight · c1 white rook · g1 white king | a8 black rook · e8 black bishop · b7 black king · c7 black pawn · b6 black pawn · c6 black knight · e6 white pawn · g6 black pawn · a5 black pawn · b5 white knight · c4 white rook · g4 white pawn · h4 black rook · b3 white pawn · f2 white knight · c1 white rook · g1 white king | a8 black rook · e8 black bishop · b7 black king · c7 black pawn · b6 black pawn · c6 black knight · e6 white pawn · g6 black pawn · a5 black pawn · b5 white knight · c4 white rook · g4 white pawn · h4 black rook · b3 white pawn · f2 white knight · c1 white rook · g1 white king | a8 black rook · e8 black bishop · b7 black king · c7 black pawn · b6 black pawn · c6 black knight · e6 white pawn · g6 black pawn · a5 black pawn · b5 white knight · c4 white rook · g4 white pawn · h4 black rook · b3 white pawn · f2 white knight · c1 white rook · g1 white king | 1 |
|   | a | b | c | d | e | f | g | h |   |

1.e4 e5 2.♘f3 ♘c6 3.♗b5 ♘f6 4.O-O ♘xe4 5.d4 ♘d6 6.♗xc6 dxc6 7.dxe5 ♘f5 8.♕xd8+ ♔xd8 9.h3 ♗d7 10.♖d1 ♗e7 11.♘c3 ♔c8 12.♗g5 h6 13.♗xe7 ♘xe7 14.♖d2 c5 15.♖ad1 ♗e6 16.♘e1 ♘g6 17.♘d3 b6 18.♘e2 ♗xa2 19.b3 c4 20.♘dc1 cxb3 21.cxb3 ♗b1 22.f4 ♔b7 23.♘c3 ♗f5 24.g4 ♗c8 25.♘d3 h5 26.f5 ♘e7 27.♘b5 hxg4 28.hxg4 ♖h4 29.♘f2 ♘c6 30.♖c2 a5 31.♖c4 g6 32.♖dc1 ♗d7 33.e6 fxe6 34.fxe6 ♗e8 35.♘e4 ♖xg4+ 36.♔f2 ♖f4+ 37.♔e3 ♖f8 38.♘d4 ♘xd4 39.♖xc7+ ♔a6 40.♔xd4 ♖d8+ 41.♔c3 ♖f3+ 42.♔b2 ♖e3 43.♖c8 ♖dd3 44.♖a8+ ♔b7 45.♖xe8 ♖xe4 46.e7 ♖g3 47.♖c3 ♖e2+ 48.♖c2 ♖ee3 49.♔a2 g5 50.♖d2 ♖e5 51.♖d7+ ♔c6 52.♖ed8 ♖ge3 53.♖d6+ ♔b7 54.♖8d7+ ♔a6 55.♖d5 ♖e2+ 56.♔a3 ♖e6 57.♖d8 g4 58.♖g5 ♖xe7 59.♖a8+ ♔b7 60.♖ag8 a4 61.♖xg4 axb3 62.♖8g7 ♔a6 63.♖xe7 ♖xe7 64.♔xb3 ½−½

#### 5. партија
Карлсен - Ананд
 5. партија
Дамин гамбит,(ECO D31)
|   | a | b | c | d | e | f | g | h |   |
| 8 | h7 white bishop · c5 black pawn · d5 black king · e5 white pawn · h5 white rook · a4 black pawn · h4 black pawn · a3 white pawn · b3 black bishop · c3 white king · g2 white pawn · h2 white pawn · d1 black rook | h7 white bishop · c5 black pawn · d5 black king · e5 white pawn · h5 white rook · a4 black pawn · h4 black pawn · a3 white pawn · b3 black bishop · c3 white king · g2 white pawn · h2 white pawn · d1 black rook | h7 white bishop · c5 black pawn · d5 black king · e5 white pawn · h5 white rook · a4 black pawn · h4 black pawn · a3 white pawn · b3 black bishop · c3 white king · g2 white pawn · h2 white pawn · d1 black rook | h7 white bishop · c5 black pawn · d5 black king · e5 white pawn · h5 white rook · a4 black pawn · h4 black pawn · a3 white pawn · b3 black bishop · c3 white king · g2 white pawn · h2 white pawn · d1 black rook | h7 white bishop · c5 black pawn · d5 black king · e5 white pawn · h5 white rook · a4 black pawn · h4 black pawn · a3 white pawn · b3 black bishop · c3 white king · g2 white pawn · h2 white pawn · d1 black rook | h7 white bishop · c5 black pawn · d5 black king · e5 white pawn · h5 white rook · a4 black pawn · h4 black pawn · a3 white pawn · b3 black bishop · c3 white king · g2 white pawn · h2 white pawn · d1 black rook | h7 white bishop · c5 black pawn · d5 black king · e5 white pawn · h5 white rook · a4 black pawn · h4 black pawn · a3 white pawn · b3 black bishop · c3 white king · g2 white pawn · h2 white pawn · d1 black rook | h7 white bishop · c5 black pawn · d5 black king · e5 white pawn · h5 white rook · a4 black pawn · h4 black pawn · a3 white pawn · b3 black bishop · c3 white king · g2 white pawn · h2 white pawn · d1 black rook | 8 |
| 7 | h7 white bishop · c5 black pawn · d5 black king · e5 white pawn · h5 white rook · a4 black pawn · h4 black pawn · a3 white pawn · b3 black bishop · c3 white king · g2 white pawn · h2 white pawn · d1 black rook | h7 white bishop · c5 black pawn · d5 black king · e5 white pawn · h5 white rook · a4 black pawn · h4 black pawn · a3 white pawn · b3 black bishop · c3 white king · g2 white pawn · h2 white pawn · d1 black rook | h7 white bishop · c5 black pawn · d5 black king · e5 white pawn · h5 white rook · a4 black pawn · h4 black pawn · a3 white pawn · b3 black bishop · c3 white king · g2 white pawn · h2 white pawn · d1 black rook | h7 white bishop · c5 black pawn · d5 black king · e5 white pawn · h5 white rook · a4 black pawn · h4 black pawn · a3 white pawn · b3 black bishop · c3 white king · g2 white pawn · h2 white pawn · d1 black rook | h7 white bishop · c5 black pawn · d5 black king · e5 white pawn · h5 white rook · a4 black pawn · h4 black pawn · a3 white pawn · b3 black bishop · c3 white king · g2 white pawn · h2 white pawn · d1 black rook | h7 white bishop · c5 black pawn · d5 black king · e5 white pawn · h5 white rook · a4 black pawn · h4 black pawn · a3 white pawn · b3 black bishop · c3 white king · g2 white pawn · h2 white pawn · d1 black rook | h7 white bishop · c5 black pawn · d5 black king · e5 white pawn · h5 white rook · a4 black pawn · h4 black pawn · a3 white pawn · b3 black bishop · c3 white king · g2 white pawn · h2 white pawn · d1 black rook | h7 white bishop · c5 black pawn · d5 black king · e5 white pawn · h5 white rook · a4 black pawn · h4 black pawn · a3 white pawn · b3 black bishop · c3 white king · g2 white pawn · h2 white pawn · d1 black rook | 7 |
| 6 | h7 white bishop · c5 black pawn · d5 black king · e5 white pawn · h5 white rook · a4 black pawn · h4 black pawn · a3 white pawn · b3 black bishop · c3 white king · g2 white pawn · h2 white pawn · d1 black rook | h7 white bishop · c5 black pawn · d5 black king · e5 white pawn · h5 white rook · a4 black pawn · h4 black pawn · a3 white pawn · b3 black bishop · c3 white king · g2 white pawn · h2 white pawn · d1 black rook | h7 white bishop · c5 black pawn · d5 black king · e5 white pawn · h5 white rook · a4 black pawn · h4 black pawn · a3 white pawn · b3 black bishop · c3 white king · g2 white pawn · h2 white pawn · d1 black rook | h7 white bishop · c5 black pawn · d5 black king · e5 white pawn · h5 white rook · a4 black pawn · h4 black pawn · a3 white pawn · b3 black bishop · c3 white king · g2 white pawn · h2 white pawn · d1 black rook | h7 white bishop · c5 black pawn · d5 black king · e5 white pawn · h5 white rook · a4 black pawn · h4 black pawn · a3 white pawn · b3 black bishop · c3 white king · g2 white pawn · h2 white pawn · d1 black rook | h7 white bishop · c5 black pawn · d5 black king · e5 white pawn · h5 white rook · a4 black pawn · h4 black pawn · a3 white pawn · b3 black bishop · c3 white king · g2 white pawn · h2 white pawn · d1 black rook | h7 white bishop · c5 black pawn · d5 black king · e5 white pawn · h5 white rook · a4 black pawn · h4 black pawn · a3 white pawn · b3 black bishop · c3 white king · g2 white pawn · h2 white pawn · d1 black rook | h7 white bishop · c5 black pawn · d5 black king · e5 white pawn · h5 white rook · a4 black pawn · h4 black pawn · a3 white pawn · b3 black bishop · c3 white king · g2 white pawn · h2 white pawn · d1 black rook | 6 |
| 5 | h7 white bishop · c5 black pawn · d5 black king · e5 white pawn · h5 white rook · a4 black pawn · h4 black pawn · a3 white pawn · b3 black bishop · c3 white king · g2 white pawn · h2 white pawn · d1 black rook | h7 white bishop · c5 black pawn · d5 black king · e5 white pawn · h5 white rook · a4 black pawn · h4 black pawn · a3 white pawn · b3 black bishop · c3 white king · g2 white pawn · h2 white pawn · d1 black rook | h7 white bishop · c5 black pawn · d5 black king · e5 white pawn · h5 white rook · a4 black pawn · h4 black pawn · a3 white pawn · b3 black bishop · c3 white king · g2 white pawn · h2 white pawn · d1 black rook | h7 white bishop · c5 black pawn · d5 black king · e5 white pawn · h5 white rook · a4 black pawn · h4 black pawn · a3 white pawn · b3 black bishop · c3 white king · g2 white pawn · h2 white pawn · d1 black rook | h7 white bishop · c5 black pawn · d5 black king · e5 white pawn · h5 white rook · a4 black pawn · h4 black pawn · a3 white pawn · b3 black bishop · c3 white king · g2 white pawn · h2 white pawn · d1 black rook | h7 white bishop · c5 black pawn · d5 black king · e5 white pawn · h5 white rook · a4 black pawn · h4 black pawn · a3 white pawn · b3 black bishop · c3 white king · g2 white pawn · h2 white pawn · d1 black rook | h7 white bishop · c5 black pawn · d5 black king · e5 white pawn · h5 white rook · a4 black pawn · h4 black pawn · a3 white pawn · b3 black bishop · c3 white king · g2 white pawn · h2 white pawn · d1 black rook | h7 white bishop · c5 black pawn · d5 black king · e5 white pawn · h5 white rook · a4 black pawn · h4 black pawn · a3 white pawn · b3 black bishop · c3 white king · g2 white pawn · h2 white pawn · d1 black rook | 5 |
| 4 | h7 white bishop · c5 black pawn · d5 black king · e5 white pawn · h5 white rook · a4 black pawn · h4 black pawn · a3 white pawn · b3 black bishop · c3 white king · g2 white pawn · h2 white pawn · d1 black rook | h7 white bishop · c5 black pawn · d5 black king · e5 white pawn · h5 white rook · a4 black pawn · h4 black pawn · a3 white pawn · b3 black bishop · c3 white king · g2 white pawn · h2 white pawn · d1 black rook | h7 white bishop · c5 black pawn · d5 black king · e5 white pawn · h5 white rook · a4 black pawn · h4 black pawn · a3 white pawn · b3 black bishop · c3 white king · g2 white pawn · h2 white pawn · d1 black rook | h7 white bishop · c5 black pawn · d5 black king · e5 white pawn · h5 white rook · a4 black pawn · h4 black pawn · a3 white pawn · b3 black bishop · c3 white king · g2 white pawn · h2 white pawn · d1 black rook | h7 white bishop · c5 black pawn · d5 black king · e5 white pawn · h5 white rook · a4 black pawn · h4 black pawn · a3 white pawn · b3 black bishop · c3 white king · g2 white pawn · h2 white pawn · d1 black rook | h7 white bishop · c5 black pawn · d5 black king · e5 white pawn · h5 white rook · a4 black pawn · h4 black pawn · a3 white pawn · b3 black bishop · c3 white king · g2 white pawn · h2 white pawn · d1 black rook | h7 white bishop · c5 black pawn · d5 black king · e5 white pawn · h5 white rook · a4 black pawn · h4 black pawn · a3 white pawn · b3 black bishop · c3 white king · g2 white pawn · h2 white pawn · d1 black rook | h7 white bishop · c5 black pawn · d5 black king · e5 white pawn · h5 white rook · a4 black pawn · h4 black pawn · a3 white pawn · b3 black bishop · c3 white king · g2 white pawn · h2 white pawn · d1 black rook | 4 |
| 3 | h7 white bishop · c5 black pawn · d5 black king · e5 white pawn · h5 white rook · a4 black pawn · h4 black pawn · a3 white pawn · b3 black bishop · c3 white king · g2 white pawn · h2 white pawn · d1 black rook | h7 white bishop · c5 black pawn · d5 black king · e5 white pawn · h5 white rook · a4 black pawn · h4 black pawn · a3 white pawn · b3 black bishop · c3 white king · g2 white pawn · h2 white pawn · d1 black rook | h7 white bishop · c5 black pawn · d5 black king · e5 white pawn · h5 white rook · a4 black pawn · h4 black pawn · a3 white pawn · b3 black bishop · c3 white king · g2 white pawn · h2 white pawn · d1 black rook | h7 white bishop · c5 black pawn · d5 black king · e5 white pawn · h5 white rook · a4 black pawn · h4 black pawn · a3 white pawn · b3 black bishop · c3 white king · g2 white pawn · h2 white pawn · d1 black rook | h7 white bishop · c5 black pawn · d5 black king · e5 white pawn · h5 white rook · a4 black pawn · h4 black pawn · a3 white pawn · b3 black bishop · c3 white king · g2 white pawn · h2 white pawn · d1 black rook | h7 white bishop · c5 black pawn · d5 black king · e5 white pawn · h5 white rook · a4 black pawn · h4 black pawn · a3 white pawn · b3 black bishop · c3 white king · g2 white pawn · h2 white pawn · d1 black rook | h7 white bishop · c5 black pawn · d5 black king · e5 white pawn · h5 white rook · a4 black pawn · h4 black pawn · a3 white pawn · b3 black bishop · c3 white king · g2 white pawn · h2 white pawn · d1 black rook | h7 white bishop · c5 black pawn · d5 black king · e5 white pawn · h5 white rook · a4 black pawn · h4 black pawn · a3 white pawn · b3 black bishop · c3 white king · g2 white pawn · h2 white pawn · d1 black rook | 3 |
| 2 | h7 white bishop · c5 black pawn · d5 black king · e5 white pawn · h5 white rook · a4 black pawn · h4 black pawn · a3 white pawn · b3 black bishop · c3 white king · g2 white pawn · h2 white pawn · d1 black rook | h7 white bishop · c5 black pawn · d5 black king · e5 white pawn · h5 white rook · a4 black pawn · h4 black pawn · a3 white pawn · b3 black bishop · c3 white king · g2 white pawn · h2 white pawn · d1 black rook | h7 white bishop · c5 black pawn · d5 black king · e5 white pawn · h5 white rook · a4 black pawn · h4 black pawn · a3 white pawn · b3 black bishop · c3 white king · g2 white pawn · h2 white pawn · d1 black rook | h7 white bishop · c5 black pawn · d5 black king · e5 white pawn · h5 white rook · a4 black pawn · h4 black pawn · a3 white pawn · b3 black bishop · c3 white king · g2 white pawn · h2 white pawn · d1 black rook | h7 white bishop · c5 black pawn · d5 black king · e5 white pawn · h5 white rook · a4 black pawn · h4 black pawn · a3 white pawn · b3 black bishop · c3 white king · g2 white pawn · h2 white pawn · d1 black rook | h7 white bishop · c5 black pawn · d5 black king · e5 white pawn · h5 white rook · a4 black pawn · h4 black pawn · a3 white pawn · b3 black bishop · c3 white king · g2 white pawn · h2 white pawn · d1 black rook | h7 white bishop · c5 black pawn · d5 black king · e5 white pawn · h5 white rook · a4 black pawn · h4 black pawn · a3 white pawn · b3 black bishop · c3 white king · g2 white pawn · h2 white pawn · d1 black rook | h7 white bishop · c5 black pawn · d5 black king · e5 white pawn · h5 white rook · a4 black pawn · h4 black pawn · a3 white pawn · b3 black bishop · c3 white king · g2 white pawn · h2 white pawn · d1 black rook | 2 |
| 1 | h7 white bishop · c5 black pawn · d5 black king · e5 white pawn · h5 white rook · a4 black pawn · h4 black pawn · a3 white pawn · b3 black bishop · c3 white king · g2 white pawn · h2 white pawn · d1 black rook | h7 white bishop · c5 black pawn · d5 black king · e5 white pawn · h5 white rook · a4 black pawn · h4 black pawn · a3 white pawn · b3 black bishop · c3 white king · g2 white pawn · h2 white pawn · d1 black rook | h7 white bishop · c5 black pawn · d5 black king · e5 white pawn · h5 white rook · a4 black pawn · h4 black pawn · a3 white pawn · b3 black bishop · c3 white king · g2 white pawn · h2 white pawn · d1 black rook | h7 white bishop · c5 black pawn · d5 black king · e5 white pawn · h5 white rook · a4 black pawn · h4 black pawn · a3 white pawn · b3 black bishop · c3 white king · g2 white pawn · h2 white pawn · d1 black rook | h7 white bishop · c5 black pawn · d5 black king · e5 white pawn · h5 white rook · a4 black pawn · h4 black pawn · a3 white pawn · b3 black bishop · c3 white king · g2 white pawn · h2 white pawn · d1 black rook | h7 white bishop · c5 black pawn · d5 black king · e5 white pawn · h5 white rook · a4 black pawn · h4 black pawn · a3 white pawn · b3 black bishop · c3 white king · g2 white pawn · h2 white pawn · d1 black rook | h7 white bishop · c5 black pawn · d5 black king · e5 white pawn · h5 white rook · a4 black pawn · h4 black pawn · a3 white pawn · b3 black bishop · c3 white king · g2 white pawn · h2 white pawn · d1 black rook | h7 white bishop · c5 black pawn · d5 black king · e5 white pawn · h5 white rook · a4 black pawn · h4 black pawn · a3 white pawn · b3 black bishop · c3 white king · g2 white pawn · h2 white pawn · d1 black rook | 1 |
|   | a | b | c | d | e | f | g | h |   |

1.c4 e6 2.d4 d5 3.♘c3 c6 4.e4 dxe4 5.♘xe4 ♗b4+ 6.♘c3 c5 7.a3 ♗a5 8.♘f3 ♘f6 9.♗e3 ♘c6 10.♕d3 cxd4 11.♘xd4 ♘g4 12.O-O-O ♘xe3 13.fxe3 ♗c7 14.♘xc6 bxc6 15.♕xd8+ ♗xd8 16.♗e2 ♔e7 17.♗f3 ♗d7 18.♘e4 ♗b6 19.c5 f5 20.cxb6 fxe4 21.b7 ♖ab8 22.♗xe4 ♖xb7 23.♖hf1 ♖b5 24.♖f4 g5 25.♖f3 h5 26.♖df1 ♗e8 27.♗c2 ♖c5 28.♖f6 h4 29.e4 a5 30.♔d2 ♖b5 31.b3 ♗h5 32.♔c3 ♖c5+ 33.♔b2 ♖d8 34.♖1f2 ♖d4 35.♖h6 ♗d1 36.♗b1 ♖b5 37.♔c3 c5 38.♖b2 e5 39.♖g6 a4 40.♖xg5 ♖xb3+ 41.♖xb3 ♗xb3 42.♖xe5+ ♔d6 43.♖h5 ♖d1 44.e5+ ♔d5 45.♗h7 ♖c1+ 46.♔b2 ♖g1 47.♗g8+ ♔c6 48.♖h6+ ♔d7 49.♗xb3 axb3 50.♔xb3 ♖xg2 51.♖xh4 ♔e6 52.a4 ♔xe5 53.a5 ♔d6 54.♖h7 ♔d5 55.a6 c4+ 56.♔c3 ♖a2 57.a7 ♔c5 58.h4 1-0

#### 6. партија
Ананд - Карлсен
 6. партија
Шпанска партија,  (ECO C65)
|   | a | b | c | d | e | f | g | h |   |
| 8 | h6 black pawn · c4 white rook · f4 black pawn · h4 black pawn · c3 white pawn · e3 black king · g3 black rook · b2 white pawn · g2 white pawn · h2 white king | h6 black pawn · c4 white rook · f4 black pawn · h4 black pawn · c3 white pawn · e3 black king · g3 black rook · b2 white pawn · g2 white pawn · h2 white king | h6 black pawn · c4 white rook · f4 black pawn · h4 black pawn · c3 white pawn · e3 black king · g3 black rook · b2 white pawn · g2 white pawn · h2 white king | h6 black pawn · c4 white rook · f4 black pawn · h4 black pawn · c3 white pawn · e3 black king · g3 black rook · b2 white pawn · g2 white pawn · h2 white king | h6 black pawn · c4 white rook · f4 black pawn · h4 black pawn · c3 white pawn · e3 black king · g3 black rook · b2 white pawn · g2 white pawn · h2 white king | h6 black pawn · c4 white rook · f4 black pawn · h4 black pawn · c3 white pawn · e3 black king · g3 black rook · b2 white pawn · g2 white pawn · h2 white king | h6 black pawn · c4 white rook · f4 black pawn · h4 black pawn · c3 white pawn · e3 black king · g3 black rook · b2 white pawn · g2 white pawn · h2 white king | h6 black pawn · c4 white rook · f4 black pawn · h4 black pawn · c3 white pawn · e3 black king · g3 black rook · b2 white pawn · g2 white pawn · h2 white king | 8 |
| 7 | h6 black pawn · c4 white rook · f4 black pawn · h4 black pawn · c3 white pawn · e3 black king · g3 black rook · b2 white pawn · g2 white pawn · h2 white king | h6 black pawn · c4 white rook · f4 black pawn · h4 black pawn · c3 white pawn · e3 black king · g3 black rook · b2 white pawn · g2 white pawn · h2 white king | h6 black pawn · c4 white rook · f4 black pawn · h4 black pawn · c3 white pawn · e3 black king · g3 black rook · b2 white pawn · g2 white pawn · h2 white king | h6 black pawn · c4 white rook · f4 black pawn · h4 black pawn · c3 white pawn · e3 black king · g3 black rook · b2 white pawn · g2 white pawn · h2 white king | h6 black pawn · c4 white rook · f4 black pawn · h4 black pawn · c3 white pawn · e3 black king · g3 black rook · b2 white pawn · g2 white pawn · h2 white king | h6 black pawn · c4 white rook · f4 black pawn · h4 black pawn · c3 white pawn · e3 black king · g3 black rook · b2 white pawn · g2 white pawn · h2 white king | h6 black pawn · c4 white rook · f4 black pawn · h4 black pawn · c3 white pawn · e3 black king · g3 black rook · b2 white pawn · g2 white pawn · h2 white king | h6 black pawn · c4 white rook · f4 black pawn · h4 black pawn · c3 white pawn · e3 black king · g3 black rook · b2 white pawn · g2 white pawn · h2 white king | 7 |
| 6 | h6 black pawn · c4 white rook · f4 black pawn · h4 black pawn · c3 white pawn · e3 black king · g3 black rook · b2 white pawn · g2 white pawn · h2 white king | h6 black pawn · c4 white rook · f4 black pawn · h4 black pawn · c3 white pawn · e3 black king · g3 black rook · b2 white pawn · g2 white pawn · h2 white king | h6 black pawn · c4 white rook · f4 black pawn · h4 black pawn · c3 white pawn · e3 black king · g3 black rook · b2 white pawn · g2 white pawn · h2 white king | h6 black pawn · c4 white rook · f4 black pawn · h4 black pawn · c3 white pawn · e3 black king · g3 black rook · b2 white pawn · g2 white pawn · h2 white king | h6 black pawn · c4 white rook · f4 black pawn · h4 black pawn · c3 white pawn · e3 black king · g3 black rook · b2 white pawn · g2 white pawn · h2 white king | h6 black pawn · c4 white rook · f4 black pawn · h4 black pawn · c3 white pawn · e3 black king · g3 black rook · b2 white pawn · g2 white pawn · h2 white king | h6 black pawn · c4 white rook · f4 black pawn · h4 black pawn · c3 white pawn · e3 black king · g3 black rook · b2 white pawn · g2 white pawn · h2 white king | h6 black pawn · c4 white rook · f4 black pawn · h4 black pawn · c3 white pawn · e3 black king · g3 black rook · b2 white pawn · g2 white pawn · h2 white king | 6 |
| 5 | h6 black pawn · c4 white rook · f4 black pawn · h4 black pawn · c3 white pawn · e3 black king · g3 black rook · b2 white pawn · g2 white pawn · h2 white king | h6 black pawn · c4 white rook · f4 black pawn · h4 black pawn · c3 white pawn · e3 black king · g3 black rook · b2 white pawn · g2 white pawn · h2 white king | h6 black pawn · c4 white rook · f4 black pawn · h4 black pawn · c3 white pawn · e3 black king · g3 black rook · b2 white pawn · g2 white pawn · h2 white king | h6 black pawn · c4 white rook · f4 black pawn · h4 black pawn · c3 white pawn · e3 black king · g3 black rook · b2 white pawn · g2 white pawn · h2 white king | h6 black pawn · c4 white rook · f4 black pawn · h4 black pawn · c3 white pawn · e3 black king · g3 black rook · b2 white pawn · g2 white pawn · h2 white king | h6 black pawn · c4 white rook · f4 black pawn · h4 black pawn · c3 white pawn · e3 black king · g3 black rook · b2 white pawn · g2 white pawn · h2 white king | h6 black pawn · c4 white rook · f4 black pawn · h4 black pawn · c3 white pawn · e3 black king · g3 black rook · b2 white pawn · g2 white pawn · h2 white king | h6 black pawn · c4 white rook · f4 black pawn · h4 black pawn · c3 white pawn · e3 black king · g3 black rook · b2 white pawn · g2 white pawn · h2 white king | 5 |
| 4 | h6 black pawn · c4 white rook · f4 black pawn · h4 black pawn · c3 white pawn · e3 black king · g3 black rook · b2 white pawn · g2 white pawn · h2 white king | h6 black pawn · c4 white rook · f4 black pawn · h4 black pawn · c3 white pawn · e3 black king · g3 black rook · b2 white pawn · g2 white pawn · h2 white king | h6 black pawn · c4 white rook · f4 black pawn · h4 black pawn · c3 white pawn · e3 black king · g3 black rook · b2 white pawn · g2 white pawn · h2 white king | h6 black pawn · c4 white rook · f4 black pawn · h4 black pawn · c3 white pawn · e3 black king · g3 black rook · b2 white pawn · g2 white pawn · h2 white king | h6 black pawn · c4 white rook · f4 black pawn · h4 black pawn · c3 white pawn · e3 black king · g3 black rook · b2 white pawn · g2 white pawn · h2 white king | h6 black pawn · c4 white rook · f4 black pawn · h4 black pawn · c3 white pawn · e3 black king · g3 black rook · b2 white pawn · g2 white pawn · h2 white king | h6 black pawn · c4 white rook · f4 black pawn · h4 black pawn · c3 white pawn · e3 black king · g3 black rook · b2 white pawn · g2 white pawn · h2 white king | h6 black pawn · c4 white rook · f4 black pawn · h4 black pawn · c3 white pawn · e3 black king · g3 black rook · b2 white pawn · g2 white pawn · h2 white king | 4 |
| 3 | h6 black pawn · c4 white rook · f4 black pawn · h4 black pawn · c3 white pawn · e3 black king · g3 black rook · b2 white pawn · g2 white pawn · h2 white king | h6 black pawn · c4 white rook · f4 black pawn · h4 black pawn · c3 white pawn · e3 black king · g3 black rook · b2 white pawn · g2 white pawn · h2 white king | h6 black pawn · c4 white rook · f4 black pawn · h4 black pawn · c3 white pawn · e3 black king · g3 black rook · b2 white pawn · g2 white pawn · h2 white king | h6 black pawn · c4 white rook · f4 black pawn · h4 black pawn · c3 white pawn · e3 black king · g3 black rook · b2 white pawn · g2 white pawn · h2 white king | h6 black pawn · c4 white rook · f4 black pawn · h4 black pawn · c3 white pawn · e3 black king · g3 black rook · b2 white pawn · g2 white pawn · h2 white king | h6 black pawn · c4 white rook · f4 black pawn · h4 black pawn · c3 white pawn · e3 black king · g3 black rook · b2 white pawn · g2 white pawn · h2 white king | h6 black pawn · c4 white rook · f4 black pawn · h4 black pawn · c3 white pawn · e3 black king · g3 black rook · b2 white pawn · g2 white pawn · h2 white king | h6 black pawn · c4 white rook · f4 black pawn · h4 black pawn · c3 white pawn · e3 black king · g3 black rook · b2 white pawn · g2 white pawn · h2 white king | 3 |
| 2 | h6 black pawn · c4 white rook · f4 black pawn · h4 black pawn · c3 white pawn · e3 black king · g3 black rook · b2 white pawn · g2 white pawn · h2 white king | h6 black pawn · c4 white rook · f4 black pawn · h4 black pawn · c3 white pawn · e3 black king · g3 black rook · b2 white pawn · g2 white pawn · h2 white king | h6 black pawn · c4 white rook · f4 black pawn · h4 black pawn · c3 white pawn · e3 black king · g3 black rook · b2 white pawn · g2 white pawn · h2 white king | h6 black pawn · c4 white rook · f4 black pawn · h4 black pawn · c3 white pawn · e3 black king · g3 black rook · b2 white pawn · g2 white pawn · h2 white king | h6 black pawn · c4 white rook · f4 black pawn · h4 black pawn · c3 white pawn · e3 black king · g3 black rook · b2 white pawn · g2 white pawn · h2 white king | h6 black pawn · c4 white rook · f4 black pawn · h4 black pawn · c3 white pawn · e3 black king · g3 black rook · b2 white pawn · g2 white pawn · h2 white king | h6 black pawn · c4 white rook · f4 black pawn · h4 black pawn · c3 white pawn · e3 black king · g3 black rook · b2 white pawn · g2 white pawn · h2 white king | h6 black pawn · c4 white rook · f4 black pawn · h4 black pawn · c3 white pawn · e3 black king · g3 black rook · b2 white pawn · g2 white pawn · h2 white king | 2 |
| 1 | h6 black pawn · c4 white rook · f4 black pawn · h4 black pawn · c3 white pawn · e3 black king · g3 black rook · b2 white pawn · g2 white pawn · h2 white king | h6 black pawn · c4 white rook · f4 black pawn · h4 black pawn · c3 white pawn · e3 black king · g3 black rook · b2 white pawn · g2 white pawn · h2 white king | h6 black pawn · c4 white rook · f4 black pawn · h4 black pawn · c3 white pawn · e3 black king · g3 black rook · b2 white pawn · g2 white pawn · h2 white king | h6 black pawn · c4 white rook · f4 black pawn · h4 black pawn · c3 white pawn · e3 black king · g3 black rook · b2 white pawn · g2 white pawn · h2 white king | h6 black pawn · c4 white rook · f4 black pawn · h4 black pawn · c3 white pawn · e3 black king · g3 black rook · b2 white pawn · g2 white pawn · h2 white king | h6 black pawn · c4 white rook · f4 black pawn · h4 black pawn · c3 white pawn · e3 black king · g3 black rook · b2 white pawn · g2 white pawn · h2 white king | h6 black pawn · c4 white rook · f4 black pawn · h4 black pawn · c3 white pawn · e3 black king · g3 black rook · b2 white pawn · g2 white pawn · h2 white king | h6 black pawn · c4 white rook · f4 black pawn · h4 black pawn · c3 white pawn · e3 black king · g3 black rook · b2 white pawn · g2 white pawn · h2 white king | 1 |
|   | a | b | c | d | e | f | g | h |   |

1.e4 e5 2.♘f3 ♘c6 3.♗b5 ♘f6 4.d3 ♗c5 5.c3 O-O 6.O-O ♖e8 7.♖e1 a6 8.♗a4 b5 9.♗b3 d6 10.♗g5 ♗e6 11.♘bd2 h6 12.♗h4 ♗xb3 13.axb3 ♘b8 14.h3 ♘bd7 15.♘h2 ♕e7 16.♘df1 ♗b6 17.♘e3 ♕e6 18.b4 a5 19.bxa5 ♗xa5 20.♘hg4 ♗b6 21.♗xf6 ♘xf6 22.♘xf6+ ♕xf6 23.♕g4 ♗xe3 24.fxe3 ♕e7 25.♖f1 c5 26.♔h2 c4 27.d4 ♖xa1 28.♖xa1 ♕b7 29.♖d1 ♕c6 30.♕f5 exd4 31.♖xd4 ♖e5 32.♕f3 ♕c7 33.♔h1 ♕e7 34.♕g4 ♔h7 35.♕f4 g6 36.♔h2 ♔g7 37.♕f3 ♖e6 38.♕g3 ♖xe4 39.♕xd6 ♖xe3 40.♕xe7 ♖xe7 41.♖d5 ♖b7 42.♖d6 f6 43.h4 ♔f7 44.h5 gxh5 45.♖d5 ♔g6 46.♔g3 ♖b6 47.♖c5 f5 48.♔h4 ♖e6 49.♖xb5 ♖e4+ 50.♔h3 ♔g5 51.♖b8 h4 52.♖g8+ ♔h5 53.♖f8 ♖f4 54.♖c8 ♖g4 55.♖f8 ♖g3+ 56.♔h2 ♔g5 57.♖g8+ ♔f4 58.♖c8 ♔e3 59.♖xc4 f4 60.♖a4 h3 61.gxh3 ♖g6 62.c4 f3 63.♖a3+ ♔e2 64.b4 f2 65.♖a2+ ♔f3 66.♖a3+ ♔f4 67.♖a8 ♖g1 0-1

#### 7. партија
Ананд — Карлсен
 7. партија
Шпанска партија,  (ECO C65)
|   | a | b | c | d | e | f | g | h |   |
| 8 | b7 black king · c7 black pawn · b6 black pawn · c6 black pawn · e6 black knight · a5 black pawn · e5 black queen · f5 black pawn · c3 white pawn · d3 white pawn · f3 white queen · g3 white pawn · a2 white pawn · b2 white pawn · c2 white king · e2 white knight | b7 black king · c7 black pawn · b6 black pawn · c6 black pawn · e6 black knight · a5 black pawn · e5 black queen · f5 black pawn · c3 white pawn · d3 white pawn · f3 white queen · g3 white pawn · a2 white pawn · b2 white pawn · c2 white king · e2 white knight | b7 black king · c7 black pawn · b6 black pawn · c6 black pawn · e6 black knight · a5 black pawn · e5 black queen · f5 black pawn · c3 white pawn · d3 white pawn · f3 white queen · g3 white pawn · a2 white pawn · b2 white pawn · c2 white king · e2 white knight | b7 black king · c7 black pawn · b6 black pawn · c6 black pawn · e6 black knight · a5 black pawn · e5 black queen · f5 black pawn · c3 white pawn · d3 white pawn · f3 white queen · g3 white pawn · a2 white pawn · b2 white pawn · c2 white king · e2 white knight | b7 black king · c7 black pawn · b6 black pawn · c6 black pawn · e6 black knight · a5 black pawn · e5 black queen · f5 black pawn · c3 white pawn · d3 white pawn · f3 white queen · g3 white pawn · a2 white pawn · b2 white pawn · c2 white king · e2 white knight | b7 black king · c7 black pawn · b6 black pawn · c6 black pawn · e6 black knight · a5 black pawn · e5 black queen · f5 black pawn · c3 white pawn · d3 white pawn · f3 white queen · g3 white pawn · a2 white pawn · b2 white pawn · c2 white king · e2 white knight | b7 black king · c7 black pawn · b6 black pawn · c6 black pawn · e6 black knight · a5 black pawn · e5 black queen · f5 black pawn · c3 white pawn · d3 white pawn · f3 white queen · g3 white pawn · a2 white pawn · b2 white pawn · c2 white king · e2 white knight | b7 black king · c7 black pawn · b6 black pawn · c6 black pawn · e6 black knight · a5 black pawn · e5 black queen · f5 black pawn · c3 white pawn · d3 white pawn · f3 white queen · g3 white pawn · a2 white pawn · b2 white pawn · c2 white king · e2 white knight | 8 |
| 7 | b7 black king · c7 black pawn · b6 black pawn · c6 black pawn · e6 black knight · a5 black pawn · e5 black queen · f5 black pawn · c3 white pawn · d3 white pawn · f3 white queen · g3 white pawn · a2 white pawn · b2 white pawn · c2 white king · e2 white knight | b7 black king · c7 black pawn · b6 black pawn · c6 black pawn · e6 black knight · a5 black pawn · e5 black queen · f5 black pawn · c3 white pawn · d3 white pawn · f3 white queen · g3 white pawn · a2 white pawn · b2 white pawn · c2 white king · e2 white knight | b7 black king · c7 black pawn · b6 black pawn · c6 black pawn · e6 black knight · a5 black pawn · e5 black queen · f5 black pawn · c3 white pawn · d3 white pawn · f3 white queen · g3 white pawn · a2 white pawn · b2 white pawn · c2 white king · e2 white knight | b7 black king · c7 black pawn · b6 black pawn · c6 black pawn · e6 black knight · a5 black pawn · e5 black queen · f5 black pawn · c3 white pawn · d3 white pawn · f3 white queen · g3 white pawn · a2 white pawn · b2 white pawn · c2 white king · e2 white knight | b7 black king · c7 black pawn · b6 black pawn · c6 black pawn · e6 black knight · a5 black pawn · e5 black queen · f5 black pawn · c3 white pawn · d3 white pawn · f3 white queen · g3 white pawn · a2 white pawn · b2 white pawn · c2 white king · e2 white knight | b7 black king · c7 black pawn · b6 black pawn · c6 black pawn · e6 black knight · a5 black pawn · e5 black queen · f5 black pawn · c3 white pawn · d3 white pawn · f3 white queen · g3 white pawn · a2 white pawn · b2 white pawn · c2 white king · e2 white knight | b7 black king · c7 black pawn · b6 black pawn · c6 black pawn · e6 black knight · a5 black pawn · e5 black queen · f5 black pawn · c3 white pawn · d3 white pawn · f3 white queen · g3 white pawn · a2 white pawn · b2 white pawn · c2 white king · e2 white knight | b7 black king · c7 black pawn · b6 black pawn · c6 black pawn · e6 black knight · a5 black pawn · e5 black queen · f5 black pawn · c3 white pawn · d3 white pawn · f3 white queen · g3 white pawn · a2 white pawn · b2 white pawn · c2 white king · e2 white knight | 7 |
| 6 | b7 black king · c7 black pawn · b6 black pawn · c6 black pawn · e6 black knight · a5 black pawn · e5 black queen · f5 black pawn · c3 white pawn · d3 white pawn · f3 white queen · g3 white pawn · a2 white pawn · b2 white pawn · c2 white king · e2 white knight | b7 black king · c7 black pawn · b6 black pawn · c6 black pawn · e6 black knight · a5 black pawn · e5 black queen · f5 black pawn · c3 white pawn · d3 white pawn · f3 white queen · g3 white pawn · a2 white pawn · b2 white pawn · c2 white king · e2 white knight | b7 black king · c7 black pawn · b6 black pawn · c6 black pawn · e6 black knight · a5 black pawn · e5 black queen · f5 black pawn · c3 white pawn · d3 white pawn · f3 white queen · g3 white pawn · a2 white pawn · b2 white pawn · c2 white king · e2 white knight | b7 black king · c7 black pawn · b6 black pawn · c6 black pawn · e6 black knight · a5 black pawn · e5 black queen · f5 black pawn · c3 white pawn · d3 white pawn · f3 white queen · g3 white pawn · a2 white pawn · b2 white pawn · c2 white king · e2 white knight | b7 black king · c7 black pawn · b6 black pawn · c6 black pawn · e6 black knight · a5 black pawn · e5 black queen · f5 black pawn · c3 white pawn · d3 white pawn · f3 white queen · g3 white pawn · a2 white pawn · b2 white pawn · c2 white king · e2 white knight | b7 black king · c7 black pawn · b6 black pawn · c6 black pawn · e6 black knight · a5 black pawn · e5 black queen · f5 black pawn · c3 white pawn · d3 white pawn · f3 white queen · g3 white pawn · a2 white pawn · b2 white pawn · c2 white king · e2 white knight | b7 black king · c7 black pawn · b6 black pawn · c6 black pawn · e6 black knight · a5 black pawn · e5 black queen · f5 black pawn · c3 white pawn · d3 white pawn · f3 white queen · g3 white pawn · a2 white pawn · b2 white pawn · c2 white king · e2 white knight | b7 black king · c7 black pawn · b6 black pawn · c6 black pawn · e6 black knight · a5 black pawn · e5 black queen · f5 black pawn · c3 white pawn · d3 white pawn · f3 white queen · g3 white pawn · a2 white pawn · b2 white pawn · c2 white king · e2 white knight | 6 |
| 5 | b7 black king · c7 black pawn · b6 black pawn · c6 black pawn · e6 black knight · a5 black pawn · e5 black queen · f5 black pawn · c3 white pawn · d3 white pawn · f3 white queen · g3 white pawn · a2 white pawn · b2 white pawn · c2 white king · e2 white knight | b7 black king · c7 black pawn · b6 black pawn · c6 black pawn · e6 black knight · a5 black pawn · e5 black queen · f5 black pawn · c3 white pawn · d3 white pawn · f3 white queen · g3 white pawn · a2 white pawn · b2 white pawn · c2 white king · e2 white knight | b7 black king · c7 black pawn · b6 black pawn · c6 black pawn · e6 black knight · a5 black pawn · e5 black queen · f5 black pawn · c3 white pawn · d3 white pawn · f3 white queen · g3 white pawn · a2 white pawn · b2 white pawn · c2 white king · e2 white knight | b7 black king · c7 black pawn · b6 black pawn · c6 black pawn · e6 black knight · a5 black pawn · e5 black queen · f5 black pawn · c3 white pawn · d3 white pawn · f3 white queen · g3 white pawn · a2 white pawn · b2 white pawn · c2 white king · e2 white knight | b7 black king · c7 black pawn · b6 black pawn · c6 black pawn · e6 black knight · a5 black pawn · e5 black queen · f5 black pawn · c3 white pawn · d3 white pawn · f3 white queen · g3 white pawn · a2 white pawn · b2 white pawn · c2 white king · e2 white knight | b7 black king · c7 black pawn · b6 black pawn · c6 black pawn · e6 black knight · a5 black pawn · e5 black queen · f5 black pawn · c3 white pawn · d3 white pawn · f3 white queen · g3 white pawn · a2 white pawn · b2 white pawn · c2 white king · e2 white knight | b7 black king · c7 black pawn · b6 black pawn · c6 black pawn · e6 black knight · a5 black pawn · e5 black queen · f5 black pawn · c3 white pawn · d3 white pawn · f3 white queen · g3 white pawn · a2 white pawn · b2 white pawn · c2 white king · e2 white knight | b7 black king · c7 black pawn · b6 black pawn · c6 black pawn · e6 black knight · a5 black pawn · e5 black queen · f5 black pawn · c3 white pawn · d3 white pawn · f3 white queen · g3 white pawn · a2 white pawn · b2 white pawn · c2 white king · e2 white knight | 5 |
| 4 | b7 black king · c7 black pawn · b6 black pawn · c6 black pawn · e6 black knight · a5 black pawn · e5 black queen · f5 black pawn · c3 white pawn · d3 white pawn · f3 white queen · g3 white pawn · a2 white pawn · b2 white pawn · c2 white king · e2 white knight | b7 black king · c7 black pawn · b6 black pawn · c6 black pawn · e6 black knight · a5 black pawn · e5 black queen · f5 black pawn · c3 white pawn · d3 white pawn · f3 white queen · g3 white pawn · a2 white pawn · b2 white pawn · c2 white king · e2 white knight | b7 black king · c7 black pawn · b6 black pawn · c6 black pawn · e6 black knight · a5 black pawn · e5 black queen · f5 black pawn · c3 white pawn · d3 white pawn · f3 white queen · g3 white pawn · a2 white pawn · b2 white pawn · c2 white king · e2 white knight | b7 black king · c7 black pawn · b6 black pawn · c6 black pawn · e6 black knight · a5 black pawn · e5 black queen · f5 black pawn · c3 white pawn · d3 white pawn · f3 white queen · g3 white pawn · a2 white pawn · b2 white pawn · c2 white king · e2 white knight | b7 black king · c7 black pawn · b6 black pawn · c6 black pawn · e6 black knight · a5 black pawn · e5 black queen · f5 black pawn · c3 white pawn · d3 white pawn · f3 white queen · g3 white pawn · a2 white pawn · b2 white pawn · c2 white king · e2 white knight | b7 black king · c7 black pawn · b6 black pawn · c6 black pawn · e6 black knight · a5 black pawn · e5 black queen · f5 black pawn · c3 white pawn · d3 white pawn · f3 white queen · g3 white pawn · a2 white pawn · b2 white pawn · c2 white king · e2 white knight | b7 black king · c7 black pawn · b6 black pawn · c6 black pawn · e6 black knight · a5 black pawn · e5 black queen · f5 black pawn · c3 white pawn · d3 white pawn · f3 white queen · g3 white pawn · a2 white pawn · b2 white pawn · c2 white king · e2 white knight | b7 black king · c7 black pawn · b6 black pawn · c6 black pawn · e6 black knight · a5 black pawn · e5 black queen · f5 black pawn · c3 white pawn · d3 white pawn · f3 white queen · g3 white pawn · a2 white pawn · b2 white pawn · c2 white king · e2 white knight | 4 |
| 3 | b7 black king · c7 black pawn · b6 black pawn · c6 black pawn · e6 black knight · a5 black pawn · e5 black queen · f5 black pawn · c3 white pawn · d3 white pawn · f3 white queen · g3 white pawn · a2 white pawn · b2 white pawn · c2 white king · e2 white knight | b7 black king · c7 black pawn · b6 black pawn · c6 black pawn · e6 black knight · a5 black pawn · e5 black queen · f5 black pawn · c3 white pawn · d3 white pawn · f3 white queen · g3 white pawn · a2 white pawn · b2 white pawn · c2 white king · e2 white knight | b7 black king · c7 black pawn · b6 black pawn · c6 black pawn · e6 black knight · a5 black pawn · e5 black queen · f5 black pawn · c3 white pawn · d3 white pawn · f3 white queen · g3 white pawn · a2 white pawn · b2 white pawn · c2 white king · e2 white knight | b7 black king · c7 black pawn · b6 black pawn · c6 black pawn · e6 black knight · a5 black pawn · e5 black queen · f5 black pawn · c3 white pawn · d3 white pawn · f3 white queen · g3 white pawn · a2 white pawn · b2 white pawn · c2 white king · e2 white knight | b7 black king · c7 black pawn · b6 black pawn · c6 black pawn · e6 black knight · a5 black pawn · e5 black queen · f5 black pawn · c3 white pawn · d3 white pawn · f3 white queen · g3 white pawn · a2 white pawn · b2 white pawn · c2 white king · e2 white knight | b7 black king · c7 black pawn · b6 black pawn · c6 black pawn · e6 black knight · a5 black pawn · e5 black queen · f5 black pawn · c3 white pawn · d3 white pawn · f3 white queen · g3 white pawn · a2 white pawn · b2 white pawn · c2 white king · e2 white knight | b7 black king · c7 black pawn · b6 black pawn · c6 black pawn · e6 black knight · a5 black pawn · e5 black queen · f5 black pawn · c3 white pawn · d3 white pawn · f3 white queen · g3 white pawn · a2 white pawn · b2 white pawn · c2 white king · e2 white knight | b7 black king · c7 black pawn · b6 black pawn · c6 black pawn · e6 black knight · a5 black pawn · e5 black queen · f5 black pawn · c3 white pawn · d3 white pawn · f3 white queen · g3 white pawn · a2 white pawn · b2 white pawn · c2 white king · e2 white knight | 3 |
| 2 | b7 black king · c7 black pawn · b6 black pawn · c6 black pawn · e6 black knight · a5 black pawn · e5 black queen · f5 black pawn · c3 white pawn · d3 white pawn · f3 white queen · g3 white pawn · a2 white pawn · b2 white pawn · c2 white king · e2 white knight | b7 black king · c7 black pawn · b6 black pawn · c6 black pawn · e6 black knight · a5 black pawn · e5 black queen · f5 black pawn · c3 white pawn · d3 white pawn · f3 white queen · g3 white pawn · a2 white pawn · b2 white pawn · c2 white king · e2 white knight | b7 black king · c7 black pawn · b6 black pawn · c6 black pawn · e6 black knight · a5 black pawn · e5 black queen · f5 black pawn · c3 white pawn · d3 white pawn · f3 white queen · g3 white pawn · a2 white pawn · b2 white pawn · c2 white king · e2 white knight | b7 black king · c7 black pawn · b6 black pawn · c6 black pawn · e6 black knight · a5 black pawn · e5 black queen · f5 black pawn · c3 white pawn · d3 white pawn · f3 white queen · g3 white pawn · a2 white pawn · b2 white pawn · c2 white king · e2 white knight | b7 black king · c7 black pawn · b6 black pawn · c6 black pawn · e6 black knight · a5 black pawn · e5 black queen · f5 black pawn · c3 white pawn · d3 white pawn · f3 white queen · g3 white pawn · a2 white pawn · b2 white pawn · c2 white king · e2 white knight | b7 black king · c7 black pawn · b6 black pawn · c6 black pawn · e6 black knight · a5 black pawn · e5 black queen · f5 black pawn · c3 white pawn · d3 white pawn · f3 white queen · g3 white pawn · a2 white pawn · b2 white pawn · c2 white king · e2 white knight | b7 black king · c7 black pawn · b6 black pawn · c6 black pawn · e6 black knight · a5 black pawn · e5 black queen · f5 black pawn · c3 white pawn · d3 white pawn · f3 white queen · g3 white pawn · a2 white pawn · b2 white pawn · c2 white king · e2 white knight | b7 black king · c7 black pawn · b6 black pawn · c6 black pawn · e6 black knight · a5 black pawn · e5 black queen · f5 black pawn · c3 white pawn · d3 white pawn · f3 white queen · g3 white pawn · a2 white pawn · b2 white pawn · c2 white king · e2 white knight | 2 |
| 1 | b7 black king · c7 black pawn · b6 black pawn · c6 black pawn · e6 black knight · a5 black pawn · e5 black queen · f5 black pawn · c3 white pawn · d3 white pawn · f3 white queen · g3 white pawn · a2 white pawn · b2 white pawn · c2 white king · e2 white knight | b7 black king · c7 black pawn · b6 black pawn · c6 black pawn · e6 black knight · a5 black pawn · e5 black queen · f5 black pawn · c3 white pawn · d3 white pawn · f3 white queen · g3 white pawn · a2 white pawn · b2 white pawn · c2 white king · e2 white knight | b7 black king · c7 black pawn · b6 black pawn · c6 black pawn · e6 black knight · a5 black pawn · e5 black queen · f5 black pawn · c3 white pawn · d3 white pawn · f3 white queen · g3 white pawn · a2 white pawn · b2 white pawn · c2 white king · e2 white knight | b7 black king · c7 black pawn · b6 black pawn · c6 black pawn · e6 black knight · a5 black pawn · e5 black queen · f5 black pawn · c3 white pawn · d3 white pawn · f3 white queen · g3 white pawn · a2 white pawn · b2 white pawn · c2 white king · e2 white knight | b7 black king · c7 black pawn · b6 black pawn · c6 black pawn · e6 black knight · a5 black pawn · e5 black queen · f5 black pawn · c3 white pawn · d3 white pawn · f3 white queen · g3 white pawn · a2 white pawn · b2 white pawn · c2 white king · e2 white knight | b7 black king · c7 black pawn · b6 black pawn · c6 black pawn · e6 black knight · a5 black pawn · e5 black queen · f5 black pawn · c3 white pawn · d3 white pawn · f3 white queen · g3 white pawn · a2 white pawn · b2 white pawn · c2 white king · e2 white knight | b7 black king · c7 black pawn · b6 black pawn · c6 black pawn · e6 black knight · a5 black pawn · e5 black queen · f5 black pawn · c3 white pawn · d3 white pawn · f3 white queen · g3 white pawn · a2 white pawn · b2 white pawn · c2 white king · e2 white knight | b7 black king · c7 black pawn · b6 black pawn · c6 black pawn · e6 black knight · a5 black pawn · e5 black queen · f5 black pawn · c3 white pawn · d3 white pawn · f3 white queen · g3 white pawn · a2 white pawn · b2 white pawn · c2 white king · e2 white knight | 1 |
|   | a | b | c | d | e | f | g | h |   |

1.e4 e5 2.♘f3 ♘c6 3.♗b5 ♘f6 4.d3 ♗c5 5.♗xc6 dxc6 6.♘bd2 ♗g4 7.h3 ♗h5 8.♘f1 ♘d7 9.♘g3 ♗xf3 10.♕xf3 g6 11.♗e3 ♕e7 12.O-O-O O-O-O 13.♘e2 ♖he8 14.♔b1 b6 15.h4 ♔b7 16.h5 ♗xe3 17.♕xe3 ♘c5 18.hxg6 hxg6 19.g3 a5 20.♖h7 ♖h8 21.♖dh1 ♖xh7 22.♖xh7 ♕f6 23.f4 ♖h8 24.♖xh8 ♕xh8 25.fxe5 ♕xe5 26.♕f3 f5 27.exf5 gxf5 28.c3 ♘e6 29.♔c2 ♘g5 30.♕f2 ♘e6 31.♕f3 ♘g5 32.♕f2 ♘e6 ½−½

#### 8. партија
Карлсен — Ананд
 8. партија
Шпанска партија, (ECO C67)
|   | a | b | c | d | e | f | g | h |   |
| 8 | a7 black pawn · f7 black king · c6 black pawn · g6 black pawn · b5 black pawn · d5 black pawn · f5 black pawn · h5 black pawn · b4 white pawn · d4 white pawn · f4 white pawn · h4 white pawn · c3 white pawn · a2 white pawn · f2 white king · g2 white pawn | a7 black pawn · f7 black king · c6 black pawn · g6 black pawn · b5 black pawn · d5 black pawn · f5 black pawn · h5 black pawn · b4 white pawn · d4 white pawn · f4 white pawn · h4 white pawn · c3 white pawn · a2 white pawn · f2 white king · g2 white pawn | a7 black pawn · f7 black king · c6 black pawn · g6 black pawn · b5 black pawn · d5 black pawn · f5 black pawn · h5 black pawn · b4 white pawn · d4 white pawn · f4 white pawn · h4 white pawn · c3 white pawn · a2 white pawn · f2 white king · g2 white pawn | a7 black pawn · f7 black king · c6 black pawn · g6 black pawn · b5 black pawn · d5 black pawn · f5 black pawn · h5 black pawn · b4 white pawn · d4 white pawn · f4 white pawn · h4 white pawn · c3 white pawn · a2 white pawn · f2 white king · g2 white pawn | a7 black pawn · f7 black king · c6 black pawn · g6 black pawn · b5 black pawn · d5 black pawn · f5 black pawn · h5 black pawn · b4 white pawn · d4 white pawn · f4 white pawn · h4 white pawn · c3 white pawn · a2 white pawn · f2 white king · g2 white pawn | a7 black pawn · f7 black king · c6 black pawn · g6 black pawn · b5 black pawn · d5 black pawn · f5 black pawn · h5 black pawn · b4 white pawn · d4 white pawn · f4 white pawn · h4 white pawn · c3 white pawn · a2 white pawn · f2 white king · g2 white pawn | a7 black pawn · f7 black king · c6 black pawn · g6 black pawn · b5 black pawn · d5 black pawn · f5 black pawn · h5 black pawn · b4 white pawn · d4 white pawn · f4 white pawn · h4 white pawn · c3 white pawn · a2 white pawn · f2 white king · g2 white pawn | a7 black pawn · f7 black king · c6 black pawn · g6 black pawn · b5 black pawn · d5 black pawn · f5 black pawn · h5 black pawn · b4 white pawn · d4 white pawn · f4 white pawn · h4 white pawn · c3 white pawn · a2 white pawn · f2 white king · g2 white pawn | 8 |
| 7 | a7 black pawn · f7 black king · c6 black pawn · g6 black pawn · b5 black pawn · d5 black pawn · f5 black pawn · h5 black pawn · b4 white pawn · d4 white pawn · f4 white pawn · h4 white pawn · c3 white pawn · a2 white pawn · f2 white king · g2 white pawn | a7 black pawn · f7 black king · c6 black pawn · g6 black pawn · b5 black pawn · d5 black pawn · f5 black pawn · h5 black pawn · b4 white pawn · d4 white pawn · f4 white pawn · h4 white pawn · c3 white pawn · a2 white pawn · f2 white king · g2 white pawn | a7 black pawn · f7 black king · c6 black pawn · g6 black pawn · b5 black pawn · d5 black pawn · f5 black pawn · h5 black pawn · b4 white pawn · d4 white pawn · f4 white pawn · h4 white pawn · c3 white pawn · a2 white pawn · f2 white king · g2 white pawn | a7 black pawn · f7 black king · c6 black pawn · g6 black pawn · b5 black pawn · d5 black pawn · f5 black pawn · h5 black pawn · b4 white pawn · d4 white pawn · f4 white pawn · h4 white pawn · c3 white pawn · a2 white pawn · f2 white king · g2 white pawn | a7 black pawn · f7 black king · c6 black pawn · g6 black pawn · b5 black pawn · d5 black pawn · f5 black pawn · h5 black pawn · b4 white pawn · d4 white pawn · f4 white pawn · h4 white pawn · c3 white pawn · a2 white pawn · f2 white king · g2 white pawn | a7 black pawn · f7 black king · c6 black pawn · g6 black pawn · b5 black pawn · d5 black pawn · f5 black pawn · h5 black pawn · b4 white pawn · d4 white pawn · f4 white pawn · h4 white pawn · c3 white pawn · a2 white pawn · f2 white king · g2 white pawn | a7 black pawn · f7 black king · c6 black pawn · g6 black pawn · b5 black pawn · d5 black pawn · f5 black pawn · h5 black pawn · b4 white pawn · d4 white pawn · f4 white pawn · h4 white pawn · c3 white pawn · a2 white pawn · f2 white king · g2 white pawn | a7 black pawn · f7 black king · c6 black pawn · g6 black pawn · b5 black pawn · d5 black pawn · f5 black pawn · h5 black pawn · b4 white pawn · d4 white pawn · f4 white pawn · h4 white pawn · c3 white pawn · a2 white pawn · f2 white king · g2 white pawn | 7 |
| 6 | a7 black pawn · f7 black king · c6 black pawn · g6 black pawn · b5 black pawn · d5 black pawn · f5 black pawn · h5 black pawn · b4 white pawn · d4 white pawn · f4 white pawn · h4 white pawn · c3 white pawn · a2 white pawn · f2 white king · g2 white pawn | a7 black pawn · f7 black king · c6 black pawn · g6 black pawn · b5 black pawn · d5 black pawn · f5 black pawn · h5 black pawn · b4 white pawn · d4 white pawn · f4 white pawn · h4 white pawn · c3 white pawn · a2 white pawn · f2 white king · g2 white pawn | a7 black pawn · f7 black king · c6 black pawn · g6 black pawn · b5 black pawn · d5 black pawn · f5 black pawn · h5 black pawn · b4 white pawn · d4 white pawn · f4 white pawn · h4 white pawn · c3 white pawn · a2 white pawn · f2 white king · g2 white pawn | a7 black pawn · f7 black king · c6 black pawn · g6 black pawn · b5 black pawn · d5 black pawn · f5 black pawn · h5 black pawn · b4 white pawn · d4 white pawn · f4 white pawn · h4 white pawn · c3 white pawn · a2 white pawn · f2 white king · g2 white pawn | a7 black pawn · f7 black king · c6 black pawn · g6 black pawn · b5 black pawn · d5 black pawn · f5 black pawn · h5 black pawn · b4 white pawn · d4 white pawn · f4 white pawn · h4 white pawn · c3 white pawn · a2 white pawn · f2 white king · g2 white pawn | a7 black pawn · f7 black king · c6 black pawn · g6 black pawn · b5 black pawn · d5 black pawn · f5 black pawn · h5 black pawn · b4 white pawn · d4 white pawn · f4 white pawn · h4 white pawn · c3 white pawn · a2 white pawn · f2 white king · g2 white pawn | a7 black pawn · f7 black king · c6 black pawn · g6 black pawn · b5 black pawn · d5 black pawn · f5 black pawn · h5 black pawn · b4 white pawn · d4 white pawn · f4 white pawn · h4 white pawn · c3 white pawn · a2 white pawn · f2 white king · g2 white pawn | a7 black pawn · f7 black king · c6 black pawn · g6 black pawn · b5 black pawn · d5 black pawn · f5 black pawn · h5 black pawn · b4 white pawn · d4 white pawn · f4 white pawn · h4 white pawn · c3 white pawn · a2 white pawn · f2 white king · g2 white pawn | 6 |
| 5 | a7 black pawn · f7 black king · c6 black pawn · g6 black pawn · b5 black pawn · d5 black pawn · f5 black pawn · h5 black pawn · b4 white pawn · d4 white pawn · f4 white pawn · h4 white pawn · c3 white pawn · a2 white pawn · f2 white king · g2 white pawn | a7 black pawn · f7 black king · c6 black pawn · g6 black pawn · b5 black pawn · d5 black pawn · f5 black pawn · h5 black pawn · b4 white pawn · d4 white pawn · f4 white pawn · h4 white pawn · c3 white pawn · a2 white pawn · f2 white king · g2 white pawn | a7 black pawn · f7 black king · c6 black pawn · g6 black pawn · b5 black pawn · d5 black pawn · f5 black pawn · h5 black pawn · b4 white pawn · d4 white pawn · f4 white pawn · h4 white pawn · c3 white pawn · a2 white pawn · f2 white king · g2 white pawn | a7 black pawn · f7 black king · c6 black pawn · g6 black pawn · b5 black pawn · d5 black pawn · f5 black pawn · h5 black pawn · b4 white pawn · d4 white pawn · f4 white pawn · h4 white pawn · c3 white pawn · a2 white pawn · f2 white king · g2 white pawn | a7 black pawn · f7 black king · c6 black pawn · g6 black pawn · b5 black pawn · d5 black pawn · f5 black pawn · h5 black pawn · b4 white pawn · d4 white pawn · f4 white pawn · h4 white pawn · c3 white pawn · a2 white pawn · f2 white king · g2 white pawn | a7 black pawn · f7 black king · c6 black pawn · g6 black pawn · b5 black pawn · d5 black pawn · f5 black pawn · h5 black pawn · b4 white pawn · d4 white pawn · f4 white pawn · h4 white pawn · c3 white pawn · a2 white pawn · f2 white king · g2 white pawn | a7 black pawn · f7 black king · c6 black pawn · g6 black pawn · b5 black pawn · d5 black pawn · f5 black pawn · h5 black pawn · b4 white pawn · d4 white pawn · f4 white pawn · h4 white pawn · c3 white pawn · a2 white pawn · f2 white king · g2 white pawn | a7 black pawn · f7 black king · c6 black pawn · g6 black pawn · b5 black pawn · d5 black pawn · f5 black pawn · h5 black pawn · b4 white pawn · d4 white pawn · f4 white pawn · h4 white pawn · c3 white pawn · a2 white pawn · f2 white king · g2 white pawn | 5 |
| 4 | a7 black pawn · f7 black king · c6 black pawn · g6 black pawn · b5 black pawn · d5 black pawn · f5 black pawn · h5 black pawn · b4 white pawn · d4 white pawn · f4 white pawn · h4 white pawn · c3 white pawn · a2 white pawn · f2 white king · g2 white pawn | a7 black pawn · f7 black king · c6 black pawn · g6 black pawn · b5 black pawn · d5 black pawn · f5 black pawn · h5 black pawn · b4 white pawn · d4 white pawn · f4 white pawn · h4 white pawn · c3 white pawn · a2 white pawn · f2 white king · g2 white pawn | a7 black pawn · f7 black king · c6 black pawn · g6 black pawn · b5 black pawn · d5 black pawn · f5 black pawn · h5 black pawn · b4 white pawn · d4 white pawn · f4 white pawn · h4 white pawn · c3 white pawn · a2 white pawn · f2 white king · g2 white pawn | a7 black pawn · f7 black king · c6 black pawn · g6 black pawn · b5 black pawn · d5 black pawn · f5 black pawn · h5 black pawn · b4 white pawn · d4 white pawn · f4 white pawn · h4 white pawn · c3 white pawn · a2 white pawn · f2 white king · g2 white pawn | a7 black pawn · f7 black king · c6 black pawn · g6 black pawn · b5 black pawn · d5 black pawn · f5 black pawn · h5 black pawn · b4 white pawn · d4 white pawn · f4 white pawn · h4 white pawn · c3 white pawn · a2 white pawn · f2 white king · g2 white pawn | a7 black pawn · f7 black king · c6 black pawn · g6 black pawn · b5 black pawn · d5 black pawn · f5 black pawn · h5 black pawn · b4 white pawn · d4 white pawn · f4 white pawn · h4 white pawn · c3 white pawn · a2 white pawn · f2 white king · g2 white pawn | a7 black pawn · f7 black king · c6 black pawn · g6 black pawn · b5 black pawn · d5 black pawn · f5 black pawn · h5 black pawn · b4 white pawn · d4 white pawn · f4 white pawn · h4 white pawn · c3 white pawn · a2 white pawn · f2 white king · g2 white pawn | a7 black pawn · f7 black king · c6 black pawn · g6 black pawn · b5 black pawn · d5 black pawn · f5 black pawn · h5 black pawn · b4 white pawn · d4 white pawn · f4 white pawn · h4 white pawn · c3 white pawn · a2 white pawn · f2 white king · g2 white pawn | 4 |
| 3 | a7 black pawn · f7 black king · c6 black pawn · g6 black pawn · b5 black pawn · d5 black pawn · f5 black pawn · h5 black pawn · b4 white pawn · d4 white pawn · f4 white pawn · h4 white pawn · c3 white pawn · a2 white pawn · f2 white king · g2 white pawn | a7 black pawn · f7 black king · c6 black pawn · g6 black pawn · b5 black pawn · d5 black pawn · f5 black pawn · h5 black pawn · b4 white pawn · d4 white pawn · f4 white pawn · h4 white pawn · c3 white pawn · a2 white pawn · f2 white king · g2 white pawn | a7 black pawn · f7 black king · c6 black pawn · g6 black pawn · b5 black pawn · d5 black pawn · f5 black pawn · h5 black pawn · b4 white pawn · d4 white pawn · f4 white pawn · h4 white pawn · c3 white pawn · a2 white pawn · f2 white king · g2 white pawn | a7 black pawn · f7 black king · c6 black pawn · g6 black pawn · b5 black pawn · d5 black pawn · f5 black pawn · h5 black pawn · b4 white pawn · d4 white pawn · f4 white pawn · h4 white pawn · c3 white pawn · a2 white pawn · f2 white king · g2 white pawn | a7 black pawn · f7 black king · c6 black pawn · g6 black pawn · b5 black pawn · d5 black pawn · f5 black pawn · h5 black pawn · b4 white pawn · d4 white pawn · f4 white pawn · h4 white pawn · c3 white pawn · a2 white pawn · f2 white king · g2 white pawn | a7 black pawn · f7 black king · c6 black pawn · g6 black pawn · b5 black pawn · d5 black pawn · f5 black pawn · h5 black pawn · b4 white pawn · d4 white pawn · f4 white pawn · h4 white pawn · c3 white pawn · a2 white pawn · f2 white king · g2 white pawn | a7 black pawn · f7 black king · c6 black pawn · g6 black pawn · b5 black pawn · d5 black pawn · f5 black pawn · h5 black pawn · b4 white pawn · d4 white pawn · f4 white pawn · h4 white pawn · c3 white pawn · a2 white pawn · f2 white king · g2 white pawn | a7 black pawn · f7 black king · c6 black pawn · g6 black pawn · b5 black pawn · d5 black pawn · f5 black pawn · h5 black pawn · b4 white pawn · d4 white pawn · f4 white pawn · h4 white pawn · c3 white pawn · a2 white pawn · f2 white king · g2 white pawn | 3 |
| 2 | a7 black pawn · f7 black king · c6 black pawn · g6 black pawn · b5 black pawn · d5 black pawn · f5 black pawn · h5 black pawn · b4 white pawn · d4 white pawn · f4 white pawn · h4 white pawn · c3 white pawn · a2 white pawn · f2 white king · g2 white pawn | a7 black pawn · f7 black king · c6 black pawn · g6 black pawn · b5 black pawn · d5 black pawn · f5 black pawn · h5 black pawn · b4 white pawn · d4 white pawn · f4 white pawn · h4 white pawn · c3 white pawn · a2 white pawn · f2 white king · g2 white pawn | a7 black pawn · f7 black king · c6 black pawn · g6 black pawn · b5 black pawn · d5 black pawn · f5 black pawn · h5 black pawn · b4 white pawn · d4 white pawn · f4 white pawn · h4 white pawn · c3 white pawn · a2 white pawn · f2 white king · g2 white pawn | a7 black pawn · f7 black king · c6 black pawn · g6 black pawn · b5 black pawn · d5 black pawn · f5 black pawn · h5 black pawn · b4 white pawn · d4 white pawn · f4 white pawn · h4 white pawn · c3 white pawn · a2 white pawn · f2 white king · g2 white pawn | a7 black pawn · f7 black king · c6 black pawn · g6 black pawn · b5 black pawn · d5 black pawn · f5 black pawn · h5 black pawn · b4 white pawn · d4 white pawn · f4 white pawn · h4 white pawn · c3 white pawn · a2 white pawn · f2 white king · g2 white pawn | a7 black pawn · f7 black king · c6 black pawn · g6 black pawn · b5 black pawn · d5 black pawn · f5 black pawn · h5 black pawn · b4 white pawn · d4 white pawn · f4 white pawn · h4 white pawn · c3 white pawn · a2 white pawn · f2 white king · g2 white pawn | a7 black pawn · f7 black king · c6 black pawn · g6 black pawn · b5 black pawn · d5 black pawn · f5 black pawn · h5 black pawn · b4 white pawn · d4 white pawn · f4 white pawn · h4 white pawn · c3 white pawn · a2 white pawn · f2 white king · g2 white pawn | a7 black pawn · f7 black king · c6 black pawn · g6 black pawn · b5 black pawn · d5 black pawn · f5 black pawn · h5 black pawn · b4 white pawn · d4 white pawn · f4 white pawn · h4 white pawn · c3 white pawn · a2 white pawn · f2 white king · g2 white pawn | 2 |
| 1 | a7 black pawn · f7 black king · c6 black pawn · g6 black pawn · b5 black pawn · d5 black pawn · f5 black pawn · h5 black pawn · b4 white pawn · d4 white pawn · f4 white pawn · h4 white pawn · c3 white pawn · a2 white pawn · f2 white king · g2 white pawn | a7 black pawn · f7 black king · c6 black pawn · g6 black pawn · b5 black pawn · d5 black pawn · f5 black pawn · h5 black pawn · b4 white pawn · d4 white pawn · f4 white pawn · h4 white pawn · c3 white pawn · a2 white pawn · f2 white king · g2 white pawn | a7 black pawn · f7 black king · c6 black pawn · g6 black pawn · b5 black pawn · d5 black pawn · f5 black pawn · h5 black pawn · b4 white pawn · d4 white pawn · f4 white pawn · h4 white pawn · c3 white pawn · a2 white pawn · f2 white king · g2 white pawn | a7 black pawn · f7 black king · c6 black pawn · g6 black pawn · b5 black pawn · d5 black pawn · f5 black pawn · h5 black pawn · b4 white pawn · d4 white pawn · f4 white pawn · h4 white pawn · c3 white pawn · a2 white pawn · f2 white king · g2 white pawn | a7 black pawn · f7 black king · c6 black pawn · g6 black pawn · b5 black pawn · d5 black pawn · f5 black pawn · h5 black pawn · b4 white pawn · d4 white pawn · f4 white pawn · h4 white pawn · c3 white pawn · a2 white pawn · f2 white king · g2 white pawn | a7 black pawn · f7 black king · c6 black pawn · g6 black pawn · b5 black pawn · d5 black pawn · f5 black pawn · h5 black pawn · b4 white pawn · d4 white pawn · f4 white pawn · h4 white pawn · c3 white pawn · a2 white pawn · f2 white king · g2 white pawn | a7 black pawn · f7 black king · c6 black pawn · g6 black pawn · b5 black pawn · d5 black pawn · f5 black pawn · h5 black pawn · b4 white pawn · d4 white pawn · f4 white pawn · h4 white pawn · c3 white pawn · a2 white pawn · f2 white king · g2 white pawn | a7 black pawn · f7 black king · c6 black pawn · g6 black pawn · b5 black pawn · d5 black pawn · f5 black pawn · h5 black pawn · b4 white pawn · d4 white pawn · f4 white pawn · h4 white pawn · c3 white pawn · a2 white pawn · f2 white king · g2 white pawn | 1 |
|   | a | b | c | d | e | f | g | h |   |

1. e4 e5 2. ♘f3 ♘c6 3. ♗b5 ♘f6 4. O-O ♘xe4 5. ♖e1 ♘d6 6. ♘xe5 ♗e7 7. ♗f1 ♘xe5 8. ♖xe5 O-O 9. d4 ♗f6 10. ♖e1 ♖e8 11. c3 ♖xe1 12. ♕xe1 ♘e8 13. ♗f4 d5 14. ♗d3 g6 15. ♘d2 ♘g7 16. ♕e2 c6 17. ♖e1 ♗f5 18. ♗xf5 ♘xf5 19. ♘f3 ♘g7 20. ♗e5 ♘e6 21. ♗xf6 ♕xf6 22. ♘e5 ♖e8 23. ♘g4 ♕d8 24. ♕e5 ♘g7 25. ♕xe8+ ♘xe8 26. ♖xe8+ ♕xe8 27. ♘f6+ ♔f8 28. ♘xe8 ♔xe8 29. f4 f5 30. ♔f2 b5 31. b4 ♔f7 32. h3 h6 33. h4 h5 ½−½

#### 9. партија
Ананд — Карлсен
 9. партија
Нимцоиндијска одбрана,  (ECO E25)
|   | a | b | c | d | e | f | g | h |   |
| 8 | c8 black bishop · d8 black queen · e8 black knight · f8 black rook · g8 black king · f7 black pawn · h7 black pawn · f6 white pawn · g6 black pawn · h6 white queen · d5 black pawn · e5 white pawn · g5 white pawn · c4 black pawn · d4 white pawn · f4 white rook · c3 white pawn · g3 white knight · g2 white bishop · h2 white pawn · b1 black queen · g1 white king | c8 black bishop · d8 black queen · e8 black knight · f8 black rook · g8 black king · f7 black pawn · h7 black pawn · f6 white pawn · g6 black pawn · h6 white queen · d5 black pawn · e5 white pawn · g5 white pawn · c4 black pawn · d4 white pawn · f4 white rook · c3 white pawn · g3 white knight · g2 white bishop · h2 white pawn · b1 black queen · g1 white king | c8 black bishop · d8 black queen · e8 black knight · f8 black rook · g8 black king · f7 black pawn · h7 black pawn · f6 white pawn · g6 black pawn · h6 white queen · d5 black pawn · e5 white pawn · g5 white pawn · c4 black pawn · d4 white pawn · f4 white rook · c3 white pawn · g3 white knight · g2 white bishop · h2 white pawn · b1 black queen · g1 white king | c8 black bishop · d8 black queen · e8 black knight · f8 black rook · g8 black king · f7 black pawn · h7 black pawn · f6 white pawn · g6 black pawn · h6 white queen · d5 black pawn · e5 white pawn · g5 white pawn · c4 black pawn · d4 white pawn · f4 white rook · c3 white pawn · g3 white knight · g2 white bishop · h2 white pawn · b1 black queen · g1 white king | c8 black bishop · d8 black queen · e8 black knight · f8 black rook · g8 black king · f7 black pawn · h7 black pawn · f6 white pawn · g6 black pawn · h6 white queen · d5 black pawn · e5 white pawn · g5 white pawn · c4 black pawn · d4 white pawn · f4 white rook · c3 white pawn · g3 white knight · g2 white bishop · h2 white pawn · b1 black queen · g1 white king | c8 black bishop · d8 black queen · e8 black knight · f8 black rook · g8 black king · f7 black pawn · h7 black pawn · f6 white pawn · g6 black pawn · h6 white queen · d5 black pawn · e5 white pawn · g5 white pawn · c4 black pawn · d4 white pawn · f4 white rook · c3 white pawn · g3 white knight · g2 white bishop · h2 white pawn · b1 black queen · g1 white king | c8 black bishop · d8 black queen · e8 black knight · f8 black rook · g8 black king · f7 black pawn · h7 black pawn · f6 white pawn · g6 black pawn · h6 white queen · d5 black pawn · e5 white pawn · g5 white pawn · c4 black pawn · d4 white pawn · f4 white rook · c3 white pawn · g3 white knight · g2 white bishop · h2 white pawn · b1 black queen · g1 white king | c8 black bishop · d8 black queen · e8 black knight · f8 black rook · g8 black king · f7 black pawn · h7 black pawn · f6 white pawn · g6 black pawn · h6 white queen · d5 black pawn · e5 white pawn · g5 white pawn · c4 black pawn · d4 white pawn · f4 white rook · c3 white pawn · g3 white knight · g2 white bishop · h2 white pawn · b1 black queen · g1 white king | 8 |
| 7 | c8 black bishop · d8 black queen · e8 black knight · f8 black rook · g8 black king · f7 black pawn · h7 black pawn · f6 white pawn · g6 black pawn · h6 white queen · d5 black pawn · e5 white pawn · g5 white pawn · c4 black pawn · d4 white pawn · f4 white rook · c3 white pawn · g3 white knight · g2 white bishop · h2 white pawn · b1 black queen · g1 white king | c8 black bishop · d8 black queen · e8 black knight · f8 black rook · g8 black king · f7 black pawn · h7 black pawn · f6 white pawn · g6 black pawn · h6 white queen · d5 black pawn · e5 white pawn · g5 white pawn · c4 black pawn · d4 white pawn · f4 white rook · c3 white pawn · g3 white knight · g2 white bishop · h2 white pawn · b1 black queen · g1 white king | c8 black bishop · d8 black queen · e8 black knight · f8 black rook · g8 black king · f7 black pawn · h7 black pawn · f6 white pawn · g6 black pawn · h6 white queen · d5 black pawn · e5 white pawn · g5 white pawn · c4 black pawn · d4 white pawn · f4 white rook · c3 white pawn · g3 white knight · g2 white bishop · h2 white pawn · b1 black queen · g1 white king | c8 black bishop · d8 black queen · e8 black knight · f8 black rook · g8 black king · f7 black pawn · h7 black pawn · f6 white pawn · g6 black pawn · h6 white queen · d5 black pawn · e5 white pawn · g5 white pawn · c4 black pawn · d4 white pawn · f4 white rook · c3 white pawn · g3 white knight · g2 white bishop · h2 white pawn · b1 black queen · g1 white king | c8 black bishop · d8 black queen · e8 black knight · f8 black rook · g8 black king · f7 black pawn · h7 black pawn · f6 white pawn · g6 black pawn · h6 white queen · d5 black pawn · e5 white pawn · g5 white pawn · c4 black pawn · d4 white pawn · f4 white rook · c3 white pawn · g3 white knight · g2 white bishop · h2 white pawn · b1 black queen · g1 white king | c8 black bishop · d8 black queen · e8 black knight · f8 black rook · g8 black king · f7 black pawn · h7 black pawn · f6 white pawn · g6 black pawn · h6 white queen · d5 black pawn · e5 white pawn · g5 white pawn · c4 black pawn · d4 white pawn · f4 white rook · c3 white pawn · g3 white knight · g2 white bishop · h2 white pawn · b1 black queen · g1 white king | c8 black bishop · d8 black queen · e8 black knight · f8 black rook · g8 black king · f7 black pawn · h7 black pawn · f6 white pawn · g6 black pawn · h6 white queen · d5 black pawn · e5 white pawn · g5 white pawn · c4 black pawn · d4 white pawn · f4 white rook · c3 white pawn · g3 white knight · g2 white bishop · h2 white pawn · b1 black queen · g1 white king | c8 black bishop · d8 black queen · e8 black knight · f8 black rook · g8 black king · f7 black pawn · h7 black pawn · f6 white pawn · g6 black pawn · h6 white queen · d5 black pawn · e5 white pawn · g5 white pawn · c4 black pawn · d4 white pawn · f4 white rook · c3 white pawn · g3 white knight · g2 white bishop · h2 white pawn · b1 black queen · g1 white king | 7 |
| 6 | c8 black bishop · d8 black queen · e8 black knight · f8 black rook · g8 black king · f7 black pawn · h7 black pawn · f6 white pawn · g6 black pawn · h6 white queen · d5 black pawn · e5 white pawn · g5 white pawn · c4 black pawn · d4 white pawn · f4 white rook · c3 white pawn · g3 white knight · g2 white bishop · h2 white pawn · b1 black queen · g1 white king | c8 black bishop · d8 black queen · e8 black knight · f8 black rook · g8 black king · f7 black pawn · h7 black pawn · f6 white pawn · g6 black pawn · h6 white queen · d5 black pawn · e5 white pawn · g5 white pawn · c4 black pawn · d4 white pawn · f4 white rook · c3 white pawn · g3 white knight · g2 white bishop · h2 white pawn · b1 black queen · g1 white king | c8 black bishop · d8 black queen · e8 black knight · f8 black rook · g8 black king · f7 black pawn · h7 black pawn · f6 white pawn · g6 black pawn · h6 white queen · d5 black pawn · e5 white pawn · g5 white pawn · c4 black pawn · d4 white pawn · f4 white rook · c3 white pawn · g3 white knight · g2 white bishop · h2 white pawn · b1 black queen · g1 white king | c8 black bishop · d8 black queen · e8 black knight · f8 black rook · g8 black king · f7 black pawn · h7 black pawn · f6 white pawn · g6 black pawn · h6 white queen · d5 black pawn · e5 white pawn · g5 white pawn · c4 black pawn · d4 white pawn · f4 white rook · c3 white pawn · g3 white knight · g2 white bishop · h2 white pawn · b1 black queen · g1 white king | c8 black bishop · d8 black queen · e8 black knight · f8 black rook · g8 black king · f7 black pawn · h7 black pawn · f6 white pawn · g6 black pawn · h6 white queen · d5 black pawn · e5 white pawn · g5 white pawn · c4 black pawn · d4 white pawn · f4 white rook · c3 white pawn · g3 white knight · g2 white bishop · h2 white pawn · b1 black queen · g1 white king | c8 black bishop · d8 black queen · e8 black knight · f8 black rook · g8 black king · f7 black pawn · h7 black pawn · f6 white pawn · g6 black pawn · h6 white queen · d5 black pawn · e5 white pawn · g5 white pawn · c4 black pawn · d4 white pawn · f4 white rook · c3 white pawn · g3 white knight · g2 white bishop · h2 white pawn · b1 black queen · g1 white king | c8 black bishop · d8 black queen · e8 black knight · f8 black rook · g8 black king · f7 black pawn · h7 black pawn · f6 white pawn · g6 black pawn · h6 white queen · d5 black pawn · e5 white pawn · g5 white pawn · c4 black pawn · d4 white pawn · f4 white rook · c3 white pawn · g3 white knight · g2 white bishop · h2 white pawn · b1 black queen · g1 white king | c8 black bishop · d8 black queen · e8 black knight · f8 black rook · g8 black king · f7 black pawn · h7 black pawn · f6 white pawn · g6 black pawn · h6 white queen · d5 black pawn · e5 white pawn · g5 white pawn · c4 black pawn · d4 white pawn · f4 white rook · c3 white pawn · g3 white knight · g2 white bishop · h2 white pawn · b1 black queen · g1 white king | 6 |
| 5 | c8 black bishop · d8 black queen · e8 black knight · f8 black rook · g8 black king · f7 black pawn · h7 black pawn · f6 white pawn · g6 black pawn · h6 white queen · d5 black pawn · e5 white pawn · g5 white pawn · c4 black pawn · d4 white pawn · f4 white rook · c3 white pawn · g3 white knight · g2 white bishop · h2 white pawn · b1 black queen · g1 white king | c8 black bishop · d8 black queen · e8 black knight · f8 black rook · g8 black king · f7 black pawn · h7 black pawn · f6 white pawn · g6 black pawn · h6 white queen · d5 black pawn · e5 white pawn · g5 white pawn · c4 black pawn · d4 white pawn · f4 white rook · c3 white pawn · g3 white knight · g2 white bishop · h2 white pawn · b1 black queen · g1 white king | c8 black bishop · d8 black queen · e8 black knight · f8 black rook · g8 black king · f7 black pawn · h7 black pawn · f6 white pawn · g6 black pawn · h6 white queen · d5 black pawn · e5 white pawn · g5 white pawn · c4 black pawn · d4 white pawn · f4 white rook · c3 white pawn · g3 white knight · g2 white bishop · h2 white pawn · b1 black queen · g1 white king | c8 black bishop · d8 black queen · e8 black knight · f8 black rook · g8 black king · f7 black pawn · h7 black pawn · f6 white pawn · g6 black pawn · h6 white queen · d5 black pawn · e5 white pawn · g5 white pawn · c4 black pawn · d4 white pawn · f4 white rook · c3 white pawn · g3 white knight · g2 white bishop · h2 white pawn · b1 black queen · g1 white king | c8 black bishop · d8 black queen · e8 black knight · f8 black rook · g8 black king · f7 black pawn · h7 black pawn · f6 white pawn · g6 black pawn · h6 white queen · d5 black pawn · e5 white pawn · g5 white pawn · c4 black pawn · d4 white pawn · f4 white rook · c3 white pawn · g3 white knight · g2 white bishop · h2 white pawn · b1 black queen · g1 white king | c8 black bishop · d8 black queen · e8 black knight · f8 black rook · g8 black king · f7 black pawn · h7 black pawn · f6 white pawn · g6 black pawn · h6 white queen · d5 black pawn · e5 white pawn · g5 white pawn · c4 black pawn · d4 white pawn · f4 white rook · c3 white pawn · g3 white knight · g2 white bishop · h2 white pawn · b1 black queen · g1 white king | c8 black bishop · d8 black queen · e8 black knight · f8 black rook · g8 black king · f7 black pawn · h7 black pawn · f6 white pawn · g6 black pawn · h6 white queen · d5 black pawn · e5 white pawn · g5 white pawn · c4 black pawn · d4 white pawn · f4 white rook · c3 white pawn · g3 white knight · g2 white bishop · h2 white pawn · b1 black queen · g1 white king | c8 black bishop · d8 black queen · e8 black knight · f8 black rook · g8 black king · f7 black pawn · h7 black pawn · f6 white pawn · g6 black pawn · h6 white queen · d5 black pawn · e5 white pawn · g5 white pawn · c4 black pawn · d4 white pawn · f4 white rook · c3 white pawn · g3 white knight · g2 white bishop · h2 white pawn · b1 black queen · g1 white king | 5 |
| 4 | c8 black bishop · d8 black queen · e8 black knight · f8 black rook · g8 black king · f7 black pawn · h7 black pawn · f6 white pawn · g6 black pawn · h6 white queen · d5 black pawn · e5 white pawn · g5 white pawn · c4 black pawn · d4 white pawn · f4 white rook · c3 white pawn · g3 white knight · g2 white bishop · h2 white pawn · b1 black queen · g1 white king | c8 black bishop · d8 black queen · e8 black knight · f8 black rook · g8 black king · f7 black pawn · h7 black pawn · f6 white pawn · g6 black pawn · h6 white queen · d5 black pawn · e5 white pawn · g5 white pawn · c4 black pawn · d4 white pawn · f4 white rook · c3 white pawn · g3 white knight · g2 white bishop · h2 white pawn · b1 black queen · g1 white king | c8 black bishop · d8 black queen · e8 black knight · f8 black rook · g8 black king · f7 black pawn · h7 black pawn · f6 white pawn · g6 black pawn · h6 white queen · d5 black pawn · e5 white pawn · g5 white pawn · c4 black pawn · d4 white pawn · f4 white rook · c3 white pawn · g3 white knight · g2 white bishop · h2 white pawn · b1 black queen · g1 white king | c8 black bishop · d8 black queen · e8 black knight · f8 black rook · g8 black king · f7 black pawn · h7 black pawn · f6 white pawn · g6 black pawn · h6 white queen · d5 black pawn · e5 white pawn · g5 white pawn · c4 black pawn · d4 white pawn · f4 white rook · c3 white pawn · g3 white knight · g2 white bishop · h2 white pawn · b1 black queen · g1 white king | c8 black bishop · d8 black queen · e8 black knight · f8 black rook · g8 black king · f7 black pawn · h7 black pawn · f6 white pawn · g6 black pawn · h6 white queen · d5 black pawn · e5 white pawn · g5 white pawn · c4 black pawn · d4 white pawn · f4 white rook · c3 white pawn · g3 white knight · g2 white bishop · h2 white pawn · b1 black queen · g1 white king | c8 black bishop · d8 black queen · e8 black knight · f8 black rook · g8 black king · f7 black pawn · h7 black pawn · f6 white pawn · g6 black pawn · h6 white queen · d5 black pawn · e5 white pawn · g5 white pawn · c4 black pawn · d4 white pawn · f4 white rook · c3 white pawn · g3 white knight · g2 white bishop · h2 white pawn · b1 black queen · g1 white king | c8 black bishop · d8 black queen · e8 black knight · f8 black rook · g8 black king · f7 black pawn · h7 black pawn · f6 white pawn · g6 black pawn · h6 white queen · d5 black pawn · e5 white pawn · g5 white pawn · c4 black pawn · d4 white pawn · f4 white rook · c3 white pawn · g3 white knight · g2 white bishop · h2 white pawn · b1 black queen · g1 white king | c8 black bishop · d8 black queen · e8 black knight · f8 black rook · g8 black king · f7 black pawn · h7 black pawn · f6 white pawn · g6 black pawn · h6 white queen · d5 black pawn · e5 white pawn · g5 white pawn · c4 black pawn · d4 white pawn · f4 white rook · c3 white pawn · g3 white knight · g2 white bishop · h2 white pawn · b1 black queen · g1 white king | 4 |
| 3 | c8 black bishop · d8 black queen · e8 black knight · f8 black rook · g8 black king · f7 black pawn · h7 black pawn · f6 white pawn · g6 black pawn · h6 white queen · d5 black pawn · e5 white pawn · g5 white pawn · c4 black pawn · d4 white pawn · f4 white rook · c3 white pawn · g3 white knight · g2 white bishop · h2 white pawn · b1 black queen · g1 white king | c8 black bishop · d8 black queen · e8 black knight · f8 black rook · g8 black king · f7 black pawn · h7 black pawn · f6 white pawn · g6 black pawn · h6 white queen · d5 black pawn · e5 white pawn · g5 white pawn · c4 black pawn · d4 white pawn · f4 white rook · c3 white pawn · g3 white knight · g2 white bishop · h2 white pawn · b1 black queen · g1 white king | c8 black bishop · d8 black queen · e8 black knight · f8 black rook · g8 black king · f7 black pawn · h7 black pawn · f6 white pawn · g6 black pawn · h6 white queen · d5 black pawn · e5 white pawn · g5 white pawn · c4 black pawn · d4 white pawn · f4 white rook · c3 white pawn · g3 white knight · g2 white bishop · h2 white pawn · b1 black queen · g1 white king | c8 black bishop · d8 black queen · e8 black knight · f8 black rook · g8 black king · f7 black pawn · h7 black pawn · f6 white pawn · g6 black pawn · h6 white queen · d5 black pawn · e5 white pawn · g5 white pawn · c4 black pawn · d4 white pawn · f4 white rook · c3 white pawn · g3 white knight · g2 white bishop · h2 white pawn · b1 black queen · g1 white king | c8 black bishop · d8 black queen · e8 black knight · f8 black rook · g8 black king · f7 black pawn · h7 black pawn · f6 white pawn · g6 black pawn · h6 white queen · d5 black pawn · e5 white pawn · g5 white pawn · c4 black pawn · d4 white pawn · f4 white rook · c3 white pawn · g3 white knight · g2 white bishop · h2 white pawn · b1 black queen · g1 white king | c8 black bishop · d8 black queen · e8 black knight · f8 black rook · g8 black king · f7 black pawn · h7 black pawn · f6 white pawn · g6 black pawn · h6 white queen · d5 black pawn · e5 white pawn · g5 white pawn · c4 black pawn · d4 white pawn · f4 white rook · c3 white pawn · g3 white knight · g2 white bishop · h2 white pawn · b1 black queen · g1 white king | c8 black bishop · d8 black queen · e8 black knight · f8 black rook · g8 black king · f7 black pawn · h7 black pawn · f6 white pawn · g6 black pawn · h6 white queen · d5 black pawn · e5 white pawn · g5 white pawn · c4 black pawn · d4 white pawn · f4 white rook · c3 white pawn · g3 white knight · g2 white bishop · h2 white pawn · b1 black queen · g1 white king | c8 black bishop · d8 black queen · e8 black knight · f8 black rook · g8 black king · f7 black pawn · h7 black pawn · f6 white pawn · g6 black pawn · h6 white queen · d5 black pawn · e5 white pawn · g5 white pawn · c4 black pawn · d4 white pawn · f4 white rook · c3 white pawn · g3 white knight · g2 white bishop · h2 white pawn · b1 black queen · g1 white king | 3 |
| 2 | c8 black bishop · d8 black queen · e8 black knight · f8 black rook · g8 black king · f7 black pawn · h7 black pawn · f6 white pawn · g6 black pawn · h6 white queen · d5 black pawn · e5 white pawn · g5 white pawn · c4 black pawn · d4 white pawn · f4 white rook · c3 white pawn · g3 white knight · g2 white bishop · h2 white pawn · b1 black queen · g1 white king | c8 black bishop · d8 black queen · e8 black knight · f8 black rook · g8 black king · f7 black pawn · h7 black pawn · f6 white pawn · g6 black pawn · h6 white queen · d5 black pawn · e5 white pawn · g5 white pawn · c4 black pawn · d4 white pawn · f4 white rook · c3 white pawn · g3 white knight · g2 white bishop · h2 white pawn · b1 black queen · g1 white king | c8 black bishop · d8 black queen · e8 black knight · f8 black rook · g8 black king · f7 black pawn · h7 black pawn · f6 white pawn · g6 black pawn · h6 white queen · d5 black pawn · e5 white pawn · g5 white pawn · c4 black pawn · d4 white pawn · f4 white rook · c3 white pawn · g3 white knight · g2 white bishop · h2 white pawn · b1 black queen · g1 white king | c8 black bishop · d8 black queen · e8 black knight · f8 black rook · g8 black king · f7 black pawn · h7 black pawn · f6 white pawn · g6 black pawn · h6 white queen · d5 black pawn · e5 white pawn · g5 white pawn · c4 black pawn · d4 white pawn · f4 white rook · c3 white pawn · g3 white knight · g2 white bishop · h2 white pawn · b1 black queen · g1 white king | c8 black bishop · d8 black queen · e8 black knight · f8 black rook · g8 black king · f7 black pawn · h7 black pawn · f6 white pawn · g6 black pawn · h6 white queen · d5 black pawn · e5 white pawn · g5 white pawn · c4 black pawn · d4 white pawn · f4 white rook · c3 white pawn · g3 white knight · g2 white bishop · h2 white pawn · b1 black queen · g1 white king | c8 black bishop · d8 black queen · e8 black knight · f8 black rook · g8 black king · f7 black pawn · h7 black pawn · f6 white pawn · g6 black pawn · h6 white queen · d5 black pawn · e5 white pawn · g5 white pawn · c4 black pawn · d4 white pawn · f4 white rook · c3 white pawn · g3 white knight · g2 white bishop · h2 white pawn · b1 black queen · g1 white king | c8 black bishop · d8 black queen · e8 black knight · f8 black rook · g8 black king · f7 black pawn · h7 black pawn · f6 white pawn · g6 black pawn · h6 white queen · d5 black pawn · e5 white pawn · g5 white pawn · c4 black pawn · d4 white pawn · f4 white rook · c3 white pawn · g3 white knight · g2 white bishop · h2 white pawn · b1 black queen · g1 white king | c8 black bishop · d8 black queen · e8 black knight · f8 black rook · g8 black king · f7 black pawn · h7 black pawn · f6 white pawn · g6 black pawn · h6 white queen · d5 black pawn · e5 white pawn · g5 white pawn · c4 black pawn · d4 white pawn · f4 white rook · c3 white pawn · g3 white knight · g2 white bishop · h2 white pawn · b1 black queen · g1 white king | 2 |
| 1 | c8 black bishop · d8 black queen · e8 black knight · f8 black rook · g8 black king · f7 black pawn · h7 black pawn · f6 white pawn · g6 black pawn · h6 white queen · d5 black pawn · e5 white pawn · g5 white pawn · c4 black pawn · d4 white pawn · f4 white rook · c3 white pawn · g3 white knight · g2 white bishop · h2 white pawn · b1 black queen · g1 white king | c8 black bishop · d8 black queen · e8 black knight · f8 black rook · g8 black king · f7 black pawn · h7 black pawn · f6 white pawn · g6 black pawn · h6 white queen · d5 black pawn · e5 white pawn · g5 white pawn · c4 black pawn · d4 white pawn · f4 white rook · c3 white pawn · g3 white knight · g2 white bishop · h2 white pawn · b1 black queen · g1 white king | c8 black bishop · d8 black queen · e8 black knight · f8 black rook · g8 black king · f7 black pawn · h7 black pawn · f6 white pawn · g6 black pawn · h6 white queen · d5 black pawn · e5 white pawn · g5 white pawn · c4 black pawn · d4 white pawn · f4 white rook · c3 white pawn · g3 white knight · g2 white bishop · h2 white pawn · b1 black queen · g1 white king | c8 black bishop · d8 black queen · e8 black knight · f8 black rook · g8 black king · f7 black pawn · h7 black pawn · f6 white pawn · g6 black pawn · h6 white queen · d5 black pawn · e5 white pawn · g5 white pawn · c4 black pawn · d4 white pawn · f4 white rook · c3 white pawn · g3 white knight · g2 white bishop · h2 white pawn · b1 black queen · g1 white king | c8 black bishop · d8 black queen · e8 black knight · f8 black rook · g8 black king · f7 black pawn · h7 black pawn · f6 white pawn · g6 black pawn · h6 white queen · d5 black pawn · e5 white pawn · g5 white pawn · c4 black pawn · d4 white pawn · f4 white rook · c3 white pawn · g3 white knight · g2 white bishop · h2 white pawn · b1 black queen · g1 white king | c8 black bishop · d8 black queen · e8 black knight · f8 black rook · g8 black king · f7 black pawn · h7 black pawn · f6 white pawn · g6 black pawn · h6 white queen · d5 black pawn · e5 white pawn · g5 white pawn · c4 black pawn · d4 white pawn · f4 white rook · c3 white pawn · g3 white knight · g2 white bishop · h2 white pawn · b1 black queen · g1 white king | c8 black bishop · d8 black queen · e8 black knight · f8 black rook · g8 black king · f7 black pawn · h7 black pawn · f6 white pawn · g6 black pawn · h6 white queen · d5 black pawn · e5 white pawn · g5 white pawn · c4 black pawn · d4 white pawn · f4 white rook · c3 white pawn · g3 white knight · g2 white bishop · h2 white pawn · b1 black queen · g1 white king | c8 black bishop · d8 black queen · e8 black knight · f8 black rook · g8 black king · f7 black pawn · h7 black pawn · f6 white pawn · g6 black pawn · h6 white queen · d5 black pawn · e5 white pawn · g5 white pawn · c4 black pawn · d4 white pawn · f4 white rook · c3 white pawn · g3 white knight · g2 white bishop · h2 white pawn · b1 black queen · g1 white king | 1 |
|   | a | b | c | d | e | f | g | h |   |

1.d4 ♘f6 2.c4 e6 3.♘c3 ♗b4 4.f3 d5 5.a3 ♗xc3+ 6.bxc3 c5 7.cxd5 exd5 8.e3 c4 9.♘e2 ♘c6 10.g4 O-O 11.♗g2 ♘a5 12.O-O ♘b3 13.♖a2 b5 14.♘g3 a5 15.g5 ♘e8 16.e4 ♘xc1 17.♕xc1 ♖a6 18.e5 ♘c7 19.f4 b4 20.axb4 axb4 21.♖xa6 ♘xa6 22.f5 b3 23.♕f4 ♘c7 24.f6 g6 25.♕h4 ♘e8 26.♕h6 b2 27.♖f4 b1=♕+ 28.♘f1 ♕e1 0-1

#### 10. партија
Карлсен — Ананд
 10. партија
Сицилијанска одбрана, Московска варијанта или Канал-Сокољски напад (ECO B51)
|   | a | b | c | d | e | f | g | h |   |
| 8 | c8 black rook · e8 black knight · g8 black king · b7 black pawn · d7 black rook · f7 black pawn · g7 black pawn · a6 black pawn · d6 black pawn · e6 black pawn · h6 black pawn · a5 white pawn · e5 white pawn · g5 black queen · c4 white pawn · d4 white rook · b3 white pawn · e3 white rook · h3 white pawn · d2 white queen · e2 white knight · f2 white pawn · g2 white pawn · g1 white king | c8 black rook · e8 black knight · g8 black king · b7 black pawn · d7 black rook · f7 black pawn · g7 black pawn · a6 black pawn · d6 black pawn · e6 black pawn · h6 black pawn · a5 white pawn · e5 white pawn · g5 black queen · c4 white pawn · d4 white rook · b3 white pawn · e3 white rook · h3 white pawn · d2 white queen · e2 white knight · f2 white pawn · g2 white pawn · g1 white king | c8 black rook · e8 black knight · g8 black king · b7 black pawn · d7 black rook · f7 black pawn · g7 black pawn · a6 black pawn · d6 black pawn · e6 black pawn · h6 black pawn · a5 white pawn · e5 white pawn · g5 black queen · c4 white pawn · d4 white rook · b3 white pawn · e3 white rook · h3 white pawn · d2 white queen · e2 white knight · f2 white pawn · g2 white pawn · g1 white king | c8 black rook · e8 black knight · g8 black king · b7 black pawn · d7 black rook · f7 black pawn · g7 black pawn · a6 black pawn · d6 black pawn · e6 black pawn · h6 black pawn · a5 white pawn · e5 white pawn · g5 black queen · c4 white pawn · d4 white rook · b3 white pawn · e3 white rook · h3 white pawn · d2 white queen · e2 white knight · f2 white pawn · g2 white pawn · g1 white king | c8 black rook · e8 black knight · g8 black king · b7 black pawn · d7 black rook · f7 black pawn · g7 black pawn · a6 black pawn · d6 black pawn · e6 black pawn · h6 black pawn · a5 white pawn · e5 white pawn · g5 black queen · c4 white pawn · d4 white rook · b3 white pawn · e3 white rook · h3 white pawn · d2 white queen · e2 white knight · f2 white pawn · g2 white pawn · g1 white king | c8 black rook · e8 black knight · g8 black king · b7 black pawn · d7 black rook · f7 black pawn · g7 black pawn · a6 black pawn · d6 black pawn · e6 black pawn · h6 black pawn · a5 white pawn · e5 white pawn · g5 black queen · c4 white pawn · d4 white rook · b3 white pawn · e3 white rook · h3 white pawn · d2 white queen · e2 white knight · f2 white pawn · g2 white pawn · g1 white king | c8 black rook · e8 black knight · g8 black king · b7 black pawn · d7 black rook · f7 black pawn · g7 black pawn · a6 black pawn · d6 black pawn · e6 black pawn · h6 black pawn · a5 white pawn · e5 white pawn · g5 black queen · c4 white pawn · d4 white rook · b3 white pawn · e3 white rook · h3 white pawn · d2 white queen · e2 white knight · f2 white pawn · g2 white pawn · g1 white king | c8 black rook · e8 black knight · g8 black king · b7 black pawn · d7 black rook · f7 black pawn · g7 black pawn · a6 black pawn · d6 black pawn · e6 black pawn · h6 black pawn · a5 white pawn · e5 white pawn · g5 black queen · c4 white pawn · d4 white rook · b3 white pawn · e3 white rook · h3 white pawn · d2 white queen · e2 white knight · f2 white pawn · g2 white pawn · g1 white king | 8 |
| 7 | c8 black rook · e8 black knight · g8 black king · b7 black pawn · d7 black rook · f7 black pawn · g7 black pawn · a6 black pawn · d6 black pawn · e6 black pawn · h6 black pawn · a5 white pawn · e5 white pawn · g5 black queen · c4 white pawn · d4 white rook · b3 white pawn · e3 white rook · h3 white pawn · d2 white queen · e2 white knight · f2 white pawn · g2 white pawn · g1 white king | c8 black rook · e8 black knight · g8 black king · b7 black pawn · d7 black rook · f7 black pawn · g7 black pawn · a6 black pawn · d6 black pawn · e6 black pawn · h6 black pawn · a5 white pawn · e5 white pawn · g5 black queen · c4 white pawn · d4 white rook · b3 white pawn · e3 white rook · h3 white pawn · d2 white queen · e2 white knight · f2 white pawn · g2 white pawn · g1 white king | c8 black rook · e8 black knight · g8 black king · b7 black pawn · d7 black rook · f7 black pawn · g7 black pawn · a6 black pawn · d6 black pawn · e6 black pawn · h6 black pawn · a5 white pawn · e5 white pawn · g5 black queen · c4 white pawn · d4 white rook · b3 white pawn · e3 white rook · h3 white pawn · d2 white queen · e2 white knight · f2 white pawn · g2 white pawn · g1 white king | c8 black rook · e8 black knight · g8 black king · b7 black pawn · d7 black rook · f7 black pawn · g7 black pawn · a6 black pawn · d6 black pawn · e6 black pawn · h6 black pawn · a5 white pawn · e5 white pawn · g5 black queen · c4 white pawn · d4 white rook · b3 white pawn · e3 white rook · h3 white pawn · d2 white queen · e2 white knight · f2 white pawn · g2 white pawn · g1 white king | c8 black rook · e8 black knight · g8 black king · b7 black pawn · d7 black rook · f7 black pawn · g7 black pawn · a6 black pawn · d6 black pawn · e6 black pawn · h6 black pawn · a5 white pawn · e5 white pawn · g5 black queen · c4 white pawn · d4 white rook · b3 white pawn · e3 white rook · h3 white pawn · d2 white queen · e2 white knight · f2 white pawn · g2 white pawn · g1 white king | c8 black rook · e8 black knight · g8 black king · b7 black pawn · d7 black rook · f7 black pawn · g7 black pawn · a6 black pawn · d6 black pawn · e6 black pawn · h6 black pawn · a5 white pawn · e5 white pawn · g5 black queen · c4 white pawn · d4 white rook · b3 white pawn · e3 white rook · h3 white pawn · d2 white queen · e2 white knight · f2 white pawn · g2 white pawn · g1 white king | c8 black rook · e8 black knight · g8 black king · b7 black pawn · d7 black rook · f7 black pawn · g7 black pawn · a6 black pawn · d6 black pawn · e6 black pawn · h6 black pawn · a5 white pawn · e5 white pawn · g5 black queen · c4 white pawn · d4 white rook · b3 white pawn · e3 white rook · h3 white pawn · d2 white queen · e2 white knight · f2 white pawn · g2 white pawn · g1 white king | c8 black rook · e8 black knight · g8 black king · b7 black pawn · d7 black rook · f7 black pawn · g7 black pawn · a6 black pawn · d6 black pawn · e6 black pawn · h6 black pawn · a5 white pawn · e5 white pawn · g5 black queen · c4 white pawn · d4 white rook · b3 white pawn · e3 white rook · h3 white pawn · d2 white queen · e2 white knight · f2 white pawn · g2 white pawn · g1 white king | 7 |
| 6 | c8 black rook · e8 black knight · g8 black king · b7 black pawn · d7 black rook · f7 black pawn · g7 black pawn · a6 black pawn · d6 black pawn · e6 black pawn · h6 black pawn · a5 white pawn · e5 white pawn · g5 black queen · c4 white pawn · d4 white rook · b3 white pawn · e3 white rook · h3 white pawn · d2 white queen · e2 white knight · f2 white pawn · g2 white pawn · g1 white king | c8 black rook · e8 black knight · g8 black king · b7 black pawn · d7 black rook · f7 black pawn · g7 black pawn · a6 black pawn · d6 black pawn · e6 black pawn · h6 black pawn · a5 white pawn · e5 white pawn · g5 black queen · c4 white pawn · d4 white rook · b3 white pawn · e3 white rook · h3 white pawn · d2 white queen · e2 white knight · f2 white pawn · g2 white pawn · g1 white king | c8 black rook · e8 black knight · g8 black king · b7 black pawn · d7 black rook · f7 black pawn · g7 black pawn · a6 black pawn · d6 black pawn · e6 black pawn · h6 black pawn · a5 white pawn · e5 white pawn · g5 black queen · c4 white pawn · d4 white rook · b3 white pawn · e3 white rook · h3 white pawn · d2 white queen · e2 white knight · f2 white pawn · g2 white pawn · g1 white king | c8 black rook · e8 black knight · g8 black king · b7 black pawn · d7 black rook · f7 black pawn · g7 black pawn · a6 black pawn · d6 black pawn · e6 black pawn · h6 black pawn · a5 white pawn · e5 white pawn · g5 black queen · c4 white pawn · d4 white rook · b3 white pawn · e3 white rook · h3 white pawn · d2 white queen · e2 white knight · f2 white pawn · g2 white pawn · g1 white king | c8 black rook · e8 black knight · g8 black king · b7 black pawn · d7 black rook · f7 black pawn · g7 black pawn · a6 black pawn · d6 black pawn · e6 black pawn · h6 black pawn · a5 white pawn · e5 white pawn · g5 black queen · c4 white pawn · d4 white rook · b3 white pawn · e3 white rook · h3 white pawn · d2 white queen · e2 white knight · f2 white pawn · g2 white pawn · g1 white king | c8 black rook · e8 black knight · g8 black king · b7 black pawn · d7 black rook · f7 black pawn · g7 black pawn · a6 black pawn · d6 black pawn · e6 black pawn · h6 black pawn · a5 white pawn · e5 white pawn · g5 black queen · c4 white pawn · d4 white rook · b3 white pawn · e3 white rook · h3 white pawn · d2 white queen · e2 white knight · f2 white pawn · g2 white pawn · g1 white king | c8 black rook · e8 black knight · g8 black king · b7 black pawn · d7 black rook · f7 black pawn · g7 black pawn · a6 black pawn · d6 black pawn · e6 black pawn · h6 black pawn · a5 white pawn · e5 white pawn · g5 black queen · c4 white pawn · d4 white rook · b3 white pawn · e3 white rook · h3 white pawn · d2 white queen · e2 white knight · f2 white pawn · g2 white pawn · g1 white king | c8 black rook · e8 black knight · g8 black king · b7 black pawn · d7 black rook · f7 black pawn · g7 black pawn · a6 black pawn · d6 black pawn · e6 black pawn · h6 black pawn · a5 white pawn · e5 white pawn · g5 black queen · c4 white pawn · d4 white rook · b3 white pawn · e3 white rook · h3 white pawn · d2 white queen · e2 white knight · f2 white pawn · g2 white pawn · g1 white king | 6 |
| 5 | c8 black rook · e8 black knight · g8 black king · b7 black pawn · d7 black rook · f7 black pawn · g7 black pawn · a6 black pawn · d6 black pawn · e6 black pawn · h6 black pawn · a5 white pawn · e5 white pawn · g5 black queen · c4 white pawn · d4 white rook · b3 white pawn · e3 white rook · h3 white pawn · d2 white queen · e2 white knight · f2 white pawn · g2 white pawn · g1 white king | c8 black rook · e8 black knight · g8 black king · b7 black pawn · d7 black rook · f7 black pawn · g7 black pawn · a6 black pawn · d6 black pawn · e6 black pawn · h6 black pawn · a5 white pawn · e5 white pawn · g5 black queen · c4 white pawn · d4 white rook · b3 white pawn · e3 white rook · h3 white pawn · d2 white queen · e2 white knight · f2 white pawn · g2 white pawn · g1 white king | c8 black rook · e8 black knight · g8 black king · b7 black pawn · d7 black rook · f7 black pawn · g7 black pawn · a6 black pawn · d6 black pawn · e6 black pawn · h6 black pawn · a5 white pawn · e5 white pawn · g5 black queen · c4 white pawn · d4 white rook · b3 white pawn · e3 white rook · h3 white pawn · d2 white queen · e2 white knight · f2 white pawn · g2 white pawn · g1 white king | c8 black rook · e8 black knight · g8 black king · b7 black pawn · d7 black rook · f7 black pawn · g7 black pawn · a6 black pawn · d6 black pawn · e6 black pawn · h6 black pawn · a5 white pawn · e5 white pawn · g5 black queen · c4 white pawn · d4 white rook · b3 white pawn · e3 white rook · h3 white pawn · d2 white queen · e2 white knight · f2 white pawn · g2 white pawn · g1 white king | c8 black rook · e8 black knight · g8 black king · b7 black pawn · d7 black rook · f7 black pawn · g7 black pawn · a6 black pawn · d6 black pawn · e6 black pawn · h6 black pawn · a5 white pawn · e5 white pawn · g5 black queen · c4 white pawn · d4 white rook · b3 white pawn · e3 white rook · h3 white pawn · d2 white queen · e2 white knight · f2 white pawn · g2 white pawn · g1 white king | c8 black rook · e8 black knight · g8 black king · b7 black pawn · d7 black rook · f7 black pawn · g7 black pawn · a6 black pawn · d6 black pawn · e6 black pawn · h6 black pawn · a5 white pawn · e5 white pawn · g5 black queen · c4 white pawn · d4 white rook · b3 white pawn · e3 white rook · h3 white pawn · d2 white queen · e2 white knight · f2 white pawn · g2 white pawn · g1 white king | c8 black rook · e8 black knight · g8 black king · b7 black pawn · d7 black rook · f7 black pawn · g7 black pawn · a6 black pawn · d6 black pawn · e6 black pawn · h6 black pawn · a5 white pawn · e5 white pawn · g5 black queen · c4 white pawn · d4 white rook · b3 white pawn · e3 white rook · h3 white pawn · d2 white queen · e2 white knight · f2 white pawn · g2 white pawn · g1 white king | c8 black rook · e8 black knight · g8 black king · b7 black pawn · d7 black rook · f7 black pawn · g7 black pawn · a6 black pawn · d6 black pawn · e6 black pawn · h6 black pawn · a5 white pawn · e5 white pawn · g5 black queen · c4 white pawn · d4 white rook · b3 white pawn · e3 white rook · h3 white pawn · d2 white queen · e2 white knight · f2 white pawn · g2 white pawn · g1 white king | 5 |
| 4 | c8 black rook · e8 black knight · g8 black king · b7 black pawn · d7 black rook · f7 black pawn · g7 black pawn · a6 black pawn · d6 black pawn · e6 black pawn · h6 black pawn · a5 white pawn · e5 white pawn · g5 black queen · c4 white pawn · d4 white rook · b3 white pawn · e3 white rook · h3 white pawn · d2 white queen · e2 white knight · f2 white pawn · g2 white pawn · g1 white king | c8 black rook · e8 black knight · g8 black king · b7 black pawn · d7 black rook · f7 black pawn · g7 black pawn · a6 black pawn · d6 black pawn · e6 black pawn · h6 black pawn · a5 white pawn · e5 white pawn · g5 black queen · c4 white pawn · d4 white rook · b3 white pawn · e3 white rook · h3 white pawn · d2 white queen · e2 white knight · f2 white pawn · g2 white pawn · g1 white king | c8 black rook · e8 black knight · g8 black king · b7 black pawn · d7 black rook · f7 black pawn · g7 black pawn · a6 black pawn · d6 black pawn · e6 black pawn · h6 black pawn · a5 white pawn · e5 white pawn · g5 black queen · c4 white pawn · d4 white rook · b3 white pawn · e3 white rook · h3 white pawn · d2 white queen · e2 white knight · f2 white pawn · g2 white pawn · g1 white king | c8 black rook · e8 black knight · g8 black king · b7 black pawn · d7 black rook · f7 black pawn · g7 black pawn · a6 black pawn · d6 black pawn · e6 black pawn · h6 black pawn · a5 white pawn · e5 white pawn · g5 black queen · c4 white pawn · d4 white rook · b3 white pawn · e3 white rook · h3 white pawn · d2 white queen · e2 white knight · f2 white pawn · g2 white pawn · g1 white king | c8 black rook · e8 black knight · g8 black king · b7 black pawn · d7 black rook · f7 black pawn · g7 black pawn · a6 black pawn · d6 black pawn · e6 black pawn · h6 black pawn · a5 white pawn · e5 white pawn · g5 black queen · c4 white pawn · d4 white rook · b3 white pawn · e3 white rook · h3 white pawn · d2 white queen · e2 white knight · f2 white pawn · g2 white pawn · g1 white king | c8 black rook · e8 black knight · g8 black king · b7 black pawn · d7 black rook · f7 black pawn · g7 black pawn · a6 black pawn · d6 black pawn · e6 black pawn · h6 black pawn · a5 white pawn · e5 white pawn · g5 black queen · c4 white pawn · d4 white rook · b3 white pawn · e3 white rook · h3 white pawn · d2 white queen · e2 white knight · f2 white pawn · g2 white pawn · g1 white king | c8 black rook · e8 black knight · g8 black king · b7 black pawn · d7 black rook · f7 black pawn · g7 black pawn · a6 black pawn · d6 black pawn · e6 black pawn · h6 black pawn · a5 white pawn · e5 white pawn · g5 black queen · c4 white pawn · d4 white rook · b3 white pawn · e3 white rook · h3 white pawn · d2 white queen · e2 white knight · f2 white pawn · g2 white pawn · g1 white king | c8 black rook · e8 black knight · g8 black king · b7 black pawn · d7 black rook · f7 black pawn · g7 black pawn · a6 black pawn · d6 black pawn · e6 black pawn · h6 black pawn · a5 white pawn · e5 white pawn · g5 black queen · c4 white pawn · d4 white rook · b3 white pawn · e3 white rook · h3 white pawn · d2 white queen · e2 white knight · f2 white pawn · g2 white pawn · g1 white king | 4 |
| 3 | c8 black rook · e8 black knight · g8 black king · b7 black pawn · d7 black rook · f7 black pawn · g7 black pawn · a6 black pawn · d6 black pawn · e6 black pawn · h6 black pawn · a5 white pawn · e5 white pawn · g5 black queen · c4 white pawn · d4 white rook · b3 white pawn · e3 white rook · h3 white pawn · d2 white queen · e2 white knight · f2 white pawn · g2 white pawn · g1 white king | c8 black rook · e8 black knight · g8 black king · b7 black pawn · d7 black rook · f7 black pawn · g7 black pawn · a6 black pawn · d6 black pawn · e6 black pawn · h6 black pawn · a5 white pawn · e5 white pawn · g5 black queen · c4 white pawn · d4 white rook · b3 white pawn · e3 white rook · h3 white pawn · d2 white queen · e2 white knight · f2 white pawn · g2 white pawn · g1 white king | c8 black rook · e8 black knight · g8 black king · b7 black pawn · d7 black rook · f7 black pawn · g7 black pawn · a6 black pawn · d6 black pawn · e6 black pawn · h6 black pawn · a5 white pawn · e5 white pawn · g5 black queen · c4 white pawn · d4 white rook · b3 white pawn · e3 white rook · h3 white pawn · d2 white queen · e2 white knight · f2 white pawn · g2 white pawn · g1 white king | c8 black rook · e8 black knight · g8 black king · b7 black pawn · d7 black rook · f7 black pawn · g7 black pawn · a6 black pawn · d6 black pawn · e6 black pawn · h6 black pawn · a5 white pawn · e5 white pawn · g5 black queen · c4 white pawn · d4 white rook · b3 white pawn · e3 white rook · h3 white pawn · d2 white queen · e2 white knight · f2 white pawn · g2 white pawn · g1 white king | c8 black rook · e8 black knight · g8 black king · b7 black pawn · d7 black rook · f7 black pawn · g7 black pawn · a6 black pawn · d6 black pawn · e6 black pawn · h6 black pawn · a5 white pawn · e5 white pawn · g5 black queen · c4 white pawn · d4 white rook · b3 white pawn · e3 white rook · h3 white pawn · d2 white queen · e2 white knight · f2 white pawn · g2 white pawn · g1 white king | c8 black rook · e8 black knight · g8 black king · b7 black pawn · d7 black rook · f7 black pawn · g7 black pawn · a6 black pawn · d6 black pawn · e6 black pawn · h6 black pawn · a5 white pawn · e5 white pawn · g5 black queen · c4 white pawn · d4 white rook · b3 white pawn · e3 white rook · h3 white pawn · d2 white queen · e2 white knight · f2 white pawn · g2 white pawn · g1 white king | c8 black rook · e8 black knight · g8 black king · b7 black pawn · d7 black rook · f7 black pawn · g7 black pawn · a6 black pawn · d6 black pawn · e6 black pawn · h6 black pawn · a5 white pawn · e5 white pawn · g5 black queen · c4 white pawn · d4 white rook · b3 white pawn · e3 white rook · h3 white pawn · d2 white queen · e2 white knight · f2 white pawn · g2 white pawn · g1 white king | c8 black rook · e8 black knight · g8 black king · b7 black pawn · d7 black rook · f7 black pawn · g7 black pawn · a6 black pawn · d6 black pawn · e6 black pawn · h6 black pawn · a5 white pawn · e5 white pawn · g5 black queen · c4 white pawn · d4 white rook · b3 white pawn · e3 white rook · h3 white pawn · d2 white queen · e2 white knight · f2 white pawn · g2 white pawn · g1 white king | 3 |
| 2 | c8 black rook · e8 black knight · g8 black king · b7 black pawn · d7 black rook · f7 black pawn · g7 black pawn · a6 black pawn · d6 black pawn · e6 black pawn · h6 black pawn · a5 white pawn · e5 white pawn · g5 black queen · c4 white pawn · d4 white rook · b3 white pawn · e3 white rook · h3 white pawn · d2 white queen · e2 white knight · f2 white pawn · g2 white pawn · g1 white king | c8 black rook · e8 black knight · g8 black king · b7 black pawn · d7 black rook · f7 black pawn · g7 black pawn · a6 black pawn · d6 black pawn · e6 black pawn · h6 black pawn · a5 white pawn · e5 white pawn · g5 black queen · c4 white pawn · d4 white rook · b3 white pawn · e3 white rook · h3 white pawn · d2 white queen · e2 white knight · f2 white pawn · g2 white pawn · g1 white king | c8 black rook · e8 black knight · g8 black king · b7 black pawn · d7 black rook · f7 black pawn · g7 black pawn · a6 black pawn · d6 black pawn · e6 black pawn · h6 black pawn · a5 white pawn · e5 white pawn · g5 black queen · c4 white pawn · d4 white rook · b3 white pawn · e3 white rook · h3 white pawn · d2 white queen · e2 white knight · f2 white pawn · g2 white pawn · g1 white king | c8 black rook · e8 black knight · g8 black king · b7 black pawn · d7 black rook · f7 black pawn · g7 black pawn · a6 black pawn · d6 black pawn · e6 black pawn · h6 black pawn · a5 white pawn · e5 white pawn · g5 black queen · c4 white pawn · d4 white rook · b3 white pawn · e3 white rook · h3 white pawn · d2 white queen · e2 white knight · f2 white pawn · g2 white pawn · g1 white king | c8 black rook · e8 black knight · g8 black king · b7 black pawn · d7 black rook · f7 black pawn · g7 black pawn · a6 black pawn · d6 black pawn · e6 black pawn · h6 black pawn · a5 white pawn · e5 white pawn · g5 black queen · c4 white pawn · d4 white rook · b3 white pawn · e3 white rook · h3 white pawn · d2 white queen · e2 white knight · f2 white pawn · g2 white pawn · g1 white king | c8 black rook · e8 black knight · g8 black king · b7 black pawn · d7 black rook · f7 black pawn · g7 black pawn · a6 black pawn · d6 black pawn · e6 black pawn · h6 black pawn · a5 white pawn · e5 white pawn · g5 black queen · c4 white pawn · d4 white rook · b3 white pawn · e3 white rook · h3 white pawn · d2 white queen · e2 white knight · f2 white pawn · g2 white pawn · g1 white king | c8 black rook · e8 black knight · g8 black king · b7 black pawn · d7 black rook · f7 black pawn · g7 black pawn · a6 black pawn · d6 black pawn · e6 black pawn · h6 black pawn · a5 white pawn · e5 white pawn · g5 black queen · c4 white pawn · d4 white rook · b3 white pawn · e3 white rook · h3 white pawn · d2 white queen · e2 white knight · f2 white pawn · g2 white pawn · g1 white king | c8 black rook · e8 black knight · g8 black king · b7 black pawn · d7 black rook · f7 black pawn · g7 black pawn · a6 black pawn · d6 black pawn · e6 black pawn · h6 black pawn · a5 white pawn · e5 white pawn · g5 black queen · c4 white pawn · d4 white rook · b3 white pawn · e3 white rook · h3 white pawn · d2 white queen · e2 white knight · f2 white pawn · g2 white pawn · g1 white king | 2 |
| 1 | c8 black rook · e8 black knight · g8 black king · b7 black pawn · d7 black rook · f7 black pawn · g7 black pawn · a6 black pawn · d6 black pawn · e6 black pawn · h6 black pawn · a5 white pawn · e5 white pawn · g5 black queen · c4 white pawn · d4 white rook · b3 white pawn · e3 white rook · h3 white pawn · d2 white queen · e2 white knight · f2 white pawn · g2 white pawn · g1 white king | c8 black rook · e8 black knight · g8 black king · b7 black pawn · d7 black rook · f7 black pawn · g7 black pawn · a6 black pawn · d6 black pawn · e6 black pawn · h6 black pawn · a5 white pawn · e5 white pawn · g5 black queen · c4 white pawn · d4 white rook · b3 white pawn · e3 white rook · h3 white pawn · d2 white queen · e2 white knight · f2 white pawn · g2 white pawn · g1 white king | c8 black rook · e8 black knight · g8 black king · b7 black pawn · d7 black rook · f7 black pawn · g7 black pawn · a6 black pawn · d6 black pawn · e6 black pawn · h6 black pawn · a5 white pawn · e5 white pawn · g5 black queen · c4 white pawn · d4 white rook · b3 white pawn · e3 white rook · h3 white pawn · d2 white queen · e2 white knight · f2 white pawn · g2 white pawn · g1 white king | c8 black rook · e8 black knight · g8 black king · b7 black pawn · d7 black rook · f7 black pawn · g7 black pawn · a6 black pawn · d6 black pawn · e6 black pawn · h6 black pawn · a5 white pawn · e5 white pawn · g5 black queen · c4 white pawn · d4 white rook · b3 white pawn · e3 white rook · h3 white pawn · d2 white queen · e2 white knight · f2 white pawn · g2 white pawn · g1 white king | c8 black rook · e8 black knight · g8 black king · b7 black pawn · d7 black rook · f7 black pawn · g7 black pawn · a6 black pawn · d6 black pawn · e6 black pawn · h6 black pawn · a5 white pawn · e5 white pawn · g5 black queen · c4 white pawn · d4 white rook · b3 white pawn · e3 white rook · h3 white pawn · d2 white queen · e2 white knight · f2 white pawn · g2 white pawn · g1 white king | c8 black rook · e8 black knight · g8 black king · b7 black pawn · d7 black rook · f7 black pawn · g7 black pawn · a6 black pawn · d6 black pawn · e6 black pawn · h6 black pawn · a5 white pawn · e5 white pawn · g5 black queen · c4 white pawn · d4 white rook · b3 white pawn · e3 white rook · h3 white pawn · d2 white queen · e2 white knight · f2 white pawn · g2 white pawn · g1 white king | c8 black rook · e8 black knight · g8 black king · b7 black pawn · d7 black rook · f7 black pawn · g7 black pawn · a6 black pawn · d6 black pawn · e6 black pawn · h6 black pawn · a5 white pawn · e5 white pawn · g5 black queen · c4 white pawn · d4 white rook · b3 white pawn · e3 white rook · h3 white pawn · d2 white queen · e2 white knight · f2 white pawn · g2 white pawn · g1 white king | c8 black rook · e8 black knight · g8 black king · b7 black pawn · d7 black rook · f7 black pawn · g7 black pawn · a6 black pawn · d6 black pawn · e6 black pawn · h6 black pawn · a5 white pawn · e5 white pawn · g5 black queen · c4 white pawn · d4 white rook · b3 white pawn · e3 white rook · h3 white pawn · d2 white queen · e2 white knight · f2 white pawn · g2 white pawn · g1 white king | 1 |
|   | a | b | c | d | e | f | g | h |   |

1.e4 c5 2.♘f3 d6 3.♗b5+ ♘d7 4.d4 cxd4 5.♕xd4 a6 6.♗xd7+ ♗xd7 7.c4 ♘f6 8.♗g5 e6 9.♘c3 ♗e7 10.O-O ♗c6 11.♕d3 O-O 12.♘d4 ♖c8 13.b3 ♕c7 14.♘xc6 ♕xc6 15.♖ac1 h6 16.♗e3 ♘d7 17.♗d4 ♖fd8 18.h3 ♕c7 19.♖fd1 ♕a5 20.♕d2 ♔f8 21.♕b2 ♔g8 22.a4 ♕h5 23.♘e2 ♗f6 24.♖c3 ♗xd4 25.♖xd4 ♕e5 26.♕d2 ♘f6 27.♖e3 ♖d7 28.a5 ♕g5 29.e5 ♘e8 30.exd6 ♖c6 31.f4 ♕d8 32.♖ed3 ♖cxd6 33.♖xd6 ♖xd6 34.♖xd6 ♕xd6 35.♕xd6 ♘xd6 36.♔f2 ♔f8 37.♔e3 ♔e7 38.♔d4 ♔d7 39.♔c5 ♔c7 40.♘c3 ♘f5 41.♘e4 ♘e3 42.g3 f5 43.♘d6 g5 44.♘e8+ ♔d7 45.♘f6+ ♔e7 46.♘g8+ ♔f8 47.♘xh6 gxf4 48.gxf4 ♔g7 49.♘xf5+ exf5 50.♔b6 ♘g2 51.♔xb7 ♘xf4 52.♔xa6 ♘e6 53.♔b6 f4 54.a6 f3 55.a7 f2 56.a8=♕ f1=♕ 57.♕d5 ♕e1 58.♕d6 ♕e3+ 59.♔a6 ♘c5+ 60.♔b5 ♘xb3 61.♕c7+ ♔h6 62.♕b6+ ♕xb6+ 63.♔xb6 ♔h5 64.h4 ♔xh4 65.c5 ♘xc5 ½−½
После ове партије Магнус Карлсен је постао нови првак света у шаху.